# Württemberg zur Zeit des Nationalsozialismus
Württemberg zur Zeit des Nationalsozialismus bildete faktisch eine Provinz im nunmehr zentralistisch organisierten Deutschen Reich. Wie alle deutschen Länder verlor auch der Volksstaat infolge der Gleichschaltungspolitik des NS-Regimes bereits 1933 seine noch vorhandenen Hoheitsrechte an das Reich. Seine Grenzen blieben während der gesamten NS-Zeit unverändert, obwohl die Existenz des NSDAP-Parteigaus Württemberg-Hohenzollern eine staatsrechtliche Vereinigung der Gebiete Württembergs und der Hohenzollerischen Lande zu einem Reichsgau nahelegte.
Die Zustimmung der Württemberger zu Adolf Hitler und seiner Politik wuchs wie im übrigen Reichsgebiet stetig an und erreichte ihre Höhepunkte mit dem Anschluss Österreichs im März 1938 und dem Sieg über Frankreich im Juni 1940. Viele Württemberger verdrängten oder akzeptierten, dass das NS-Regime wie überall im Reich politische Gegner unnachgiebig verfolgte und einer willfährigen Justiz überantwortete sowie missliebige Personen – allen voran die Juden – diskriminierte, verschleppte, misshandelte und in großer Zahl in Konzentrations- und Vernichtungslagern ermorden ließ. Die allgemeine Euphorie nach dem Sieg über Frankreich wich im weiteren Verlauf des Zweiten Weltkriegs großer Ernüchterung. Ab 1943 wurden die größeren Städte Württembergs wie Stuttgart, Heilbronn und Ulm im Luftkrieg in weiten Teilen zerstört.
Im April 1945 besetzten Truppen der US-Armee und der 1. Französischen Armee das württembergische Staatsgebiet. Die Siegermächte einigten sich nach der deutschen Kapitulation darauf, das Land zwischen der amerikanischen und der französischen Besatzungszone aufzuteilen: Der von den US-Amerikanern kontrollierte Norden wurde dem Land Württemberg-Baden, der französisch dominierte Süden dem Land Württemberg-Hohenzollern zugeschlagen. Beide Neugründungen gingen 1952 im heutigen Land Baden-Württemberg auf.

## Aufstieg der NSDAP in Württemberg
Württemberg, ein Land mit starken liberalen Traditionen und eine Hochburg des Pietismus, war für die Nationalsozialisten kein einfaches politisches Terrain. Dennoch wirkte auch hier die deutsche Niederlage im Ersten Weltkrieg mit den darauf folgenden Krisen als Geburtshelfer für völkisch-nationale Bestrebungen unterschiedlichster Art, welche die Schuld am verlorenen Krieg vornehmlich im angeblich „gesellschaftlich und kulturell zersetzenden Wirken“ von Juden und Kommunisten sahen.
Seit 1920 gab es eine Ortsgruppe der NSDAP in Stuttgart. Die Öffentlichkeit nahm sie jedoch kaum wahr, da ihre Mitglieder eher bürgerliche Umgangsformen pflegten, wie Joseph Goebbels bei einem Besuch in Stuttgart 1926 missbilligend feststellte. Ende 1923 wurde die NSDAP zwar wegen des Hitlerputsches in München deutschlandweit verboten, jedoch schon 1925 neu gegründet. Bei der Landtagswahl 1924 trat in Württemberg der Völkisch-Soziale Block an die Stelle der verbotenen NSDAP und gewann drei Mandate. Gauleiter der NSDAP in Württemberg war zunächst von 1925 bis 1928 Eugen Munder, ehe am 1. Februar 1928 Wilhelm Murr diese Funktion übernahm. Am 12. Juni 1927 erfolgte im Beisein Hitlers in Stuttgart der Zusammenschluss der Nationalsozialistischen Freiheitsbewegung (NSFB) von Christian Mergenthaler mit der NSDAP. Bei der Landtagswahl am 20. Mai 1928 jedoch erreichte die NSDAP nur ein Mandat für Mergenthaler, allerdings erst 1929 im Weg der Klage vor dem Staatsgerichtshof. So blieb bis zum Ausbruch der Weltwirtschaftskrise die Bedeutung der Nationalsozialisten in Württemberg gering. Schärfster politischer Konkurrent der NSDAP in Württemberg war der als eigenständige Partei auftretende Bauernbund, der die zu über 65 % evangelische Bevölkerung länger als in anderen deutschen Ländern davon abhielt, Hitlers Partei zu wählen.
Innerparteiliche Streitigkeiten auf Bezirks- und Landesebene bestimmten den politischen Alltag der NSDAP, zu deren Schlichtung der selbstherrliche Gauleiter Wilhelm Murr wenig beizusteuern wusste. In jenen Jahren entstand eine Rivalität zwischen Murr und Mergenthaler, die bis 1945 anhielt, da Mergenthaler die Position des Gauleiters für seine eigene Person anstrebte. Mit dem Einsetzen der Weltwirtschaftskrise Ende Oktober 1929 begann der Aufstieg der NSDAP von einer Splitterpartei bis zur Machtübernahme 1933. Jetzt füllten sich auch in Württemberg die Versammlungssäle, wenn eine Kundgebung der NSDAP anstand. Am 7. Dezember 1930 sprach Hitler im Wahlkampf der vorgezogenen Reichstagswahl in der Stuttgarter Stadthalle vor 10.000 Zuhörern. Die Stimmen der Württemberger für die NSDAP fielen indessen bei der Reichstagswahl 1930 nur halb so zahlreich wie auf Reichsebene insgesamt aus, wo die NSDAP 18,3 % der abgegebenen gültigen Stimmen erreichte und somit die Zahl ihrer Reichstagsmandate von 12 auf 107 anstieg.
Lokale Hochburgen der NSDAP in Württemberg waren der Wahlkreis Nagold, wo die NSDAP am 14. September 1930 16,8 % der gültigen Stimmen bekam, und der Wahlkreis Ulm mit 16,3 % der Stimmen. In allen anderen württembergischen Wahlkreisen lag die NSDAP bei der Wahl am 14. September 1930 unter 15 % der Stimmen, in Gegenden mit starkem katholischem Bevölkerungsanteil meist unter 5 %.
Die relative Schwäche der NSDAP bei Wahlen in Württemberg im Vergleich zum Reich und speziell zum Nachbarland Baden wurde von der Forschung als ungewöhnliches statistisches Phänomen bewertet. Eine wie in Württemberg um das Jahr 1930 protestantische, mittelständische und landwirtschaftlich geprägte Bevölkerungsstruktur hätte ein Garant für einen hohen Stimmenanteil der NSDAP sein müssen. Trotzdem war die NSDAP in Württemberg im Gegensatz zum katholischen und stärker industrialisierten Baden weniger erfolgreich.
Das relativ schwächere Abschneiden der NSDAP in Württemberg erklärte die Wahlforschung durch das Zusammenwirken mehrerer Faktoren: Die zentralen ökonomischen Krisenkennziffern wie Arbeitslosigkeit, Staatsverschuldung und Wohnungsnot lagen in Württemberg deutlich niedriger als in Baden oder im Reich. Im Vergleich zum Reich gab es in Württemberg eine traditionell stärkere Verankerung des Linksliberalismus. Die protestantische Bevölkerung Württembergs hegte Skepsis und Abneigung gegen politische Großorganisationen sowie gegen neue Ideen und Entwicklungen. In den altwürttembergischen Gebieten gab es einen stark ausgeprägten Pietismus, der einen der Politik abgeneigten, antisäkularen und sozialen Grundzug beinhaltete. Hinzu kam die robuste Verbundenheit der protestantischen Landbevölkerung mit dem Württembergischen Bauern- und Weingärtnerbund, der bis 1933 seine Wähler erfolgreich an sich binden konnte. Er stellte damit eine Anomalie im politischen Gefüge des Reiches dar. Dabei setzte er auf den Antisemitismus ebenso wie auf einen der NSDAP ähnlichen Stil bis hin zum Führerprinzip und machte es Hitlers Partei deshalb zusätzlich schwer, sich erfolgreich als neue Kraft zu positionieren. Die Kirchenbindung war in Württemberg insgesamt höher als im Reich. Das kompakte katholische Wählersegment befand sich in relativ homogenen katholischen Gebieten innerhalb des primär protestantischen Landes. Aufgrund ihres realen oder gefühlten Status als religiös-kulturelle Minderheit waren die katholischen Wähler in Württemberg deshalb dem Zentrum besonders treu.
Ein weiterer wichtiger Faktor, der dem Bestreben der NSDAP in Württemberg entgegenwirkte, war die relativ stabil regierende Koalition aus Zentrum, liberalen und protestantisch-konservativen Parteien. Somit fehlte der NS-Agitation in Württemberg eine zentrale Angriffsfläche, da es dort die den Republikgegnern verhasste Weimarer Koalition seit 1924 nicht mehr gab. In Württemberg brachte erst das Jahr 1933 der NSDAP den endgültigen Durchbruch.
Die nachfolgende Tabelle zeigt einen Vergleich der Wahlergebnisse der NSDAP in Württemberg und auf Reichsebene. Da die NSDAP im Jahre 1924 verboten war, sind für dieses Jahr die württembergischen Wahlergebnisse für den Völkisch-Sozialen Block bzw. der Nationalsozialistischen Freiheitspartei bei der Reichstagswahl am 4. Mai 1924 und der Nationalsozialistischen Freiheitsbewegung (NSFB) bei der Reichstagswahl am 7. Dezember 1924 aufgeführt.
| Wahltag            | Landtagswahlergebnis | Reichstagswahlergebnis (in Württemberg) | Reichstagswahlergebnis (im ganzen Reich) |
| ------------------ | -------------------- | --------------------------------------- | ---------------------------------------- |
| 4. Mai 1924        | 3,98 %               | 4,23 %                                  | 6,55 %                                   |
| 7. Dezember 1924   | keine Landtagswahl   | 2,16 %                                  | 3,00 %                                   |
| 20. Mai 1928       | 1,81 %               | 1,89 %                                  | 2,63 %                                   |
| 14. September 1930 | keine Landtagswahl   | 9,38 %                                  | 18,33 %                                  |
| 24. April 1932     | 26,4 %               | keine Reichstagswahl                    | keine Reichstagswahl                     |
| 31. Juli 1932      | keine Landtagswahl   | 30,53 %                                 | 37,36 %                                  |
| 6. November 1932   | keine Landtagswahl   | 26,46 %                                 | 33,09 %                                  |
| 5. März 1933       | keine Landtagswahl   | 42,00 %                                 | 43,91 %                                  |

Bei der Landtagswahl vom 24. April 1932 überstieg der Stimmenanteil der Republikgegner (NSDAP, DNVP, WBWB und KPD) erstmals die absolute Mehrheit. Die NSDAP wurde mit 23 Sitzen stärkste politische Kraft im Land, aber auch die mit den Nationalsozialisten verfeindete KPD konnten zulegen.

## Machtergreifung in Württemberg
Am 30. Januar 1933 ernannte Reichspräsident Hindenburg Hitler in Berlin zum Reichskanzler. Der Versuch der KPD, die Machtübernahme durch einen Generalstreik zu vereiteln, stieß deutschlandweit nur im württembergischen Ort Mössingen auf Resonanz, blieb aber auch hier ohne nachhaltige Wirkung (vgl. Mössinger Generalstreik). Nach der Auflösung des Reichstags betrieb die NSDAP einen von massivem Straßenterror begleiteten Wahlkampf, die Nationalsozialisten störten insbesondere die Veranstaltungen von Staatspräsident Eugen Bolz, Justizminister Josef Beyerle und Wirtschaftsminister Reinhold Maier systematisch. Per Notverordnung schränkte die Reichsregierung am 4. Februar 1933 die Presse- und Versammlungsfreiheit ein. Die Regierung in Stuttgart versuchte entgegen der Entwicklung auf Reichsebene in Württemberg so lange wie möglich an rechtsstaatlichen Methoden festzuhalten. Ähnlich verhielten sich die Regierungen in Baden und Bayern, sehr zum Ärger der Nationalsozialisten. Am 15. Februar 1933 kam Hitler zu einer Wahlkampfrede nach Stuttgart. Diese Rede wurde denkwürdig, weil es politischen Gegnern gelang, ein Übertragungskabel zu durchtrennen und damit die Live-Übertragung im Rundfunk zu unterbrechen. Mit der Reichstagsbrandverordnung konnte die Reichsregierung den bisherigen Rechtsstaat noch vor der Wahl aushebeln und die massive staatlich sanktionierte Verfolgung der Mitglieder der KPD einleiten. An der Wahl ließen die neuen Machthaber die KPD noch teilnehmen, um nicht der SPD möglicherweise Stimmen sonst verhinderter KPD-Wähler zuzuführen.
Bei der Reichstagswahl am 5. März erreichte die NSDAP in Württemberg einen Stimmenanteil von 42,0 % und lag damit nur noch knapp unter dem Reichsdurchschnitt. In Württemberg war es der NSDAP gelungen, hauptsächlich bisherige Nicht- und Neuwähler zu gewinnen. Die Wahlbeteiligung stieg in Württemberg von 71,7 % bei der Reichstagswahl im November 1932 auf 85,7 % bei der Wahl im März 1933. Nur Wahlkreise mit hohem Anteil an Stammwählern des Zentrums wie im heutigen Bundesland Nordrhein-Westfalen wiesen geringere Stimmanteile für die NSDAP auf. Die Reichsregierung setzte am 8. März Dietrich von Jagow als Reichskommissar in Württemberg ein. Dieser ließ nun viele Oppositionelle, hauptsächlich Kommunisten, festnehmen und ins Konzentrationslager Heuberg bei Stetten am kalten Markt bringen.
Mit Hilfe der Stimmen der Württembergischen Bürgerpartei und des Württembergischen Bauern- und Weingärtnerbunds wählten die Nationalsozialisten Wilhelm Murr am 15. März 1933 im Landtag zum neuen Staatspräsidenten. Für Murr stimmten 36 Abgeordnete, das Zentrum und die DDP enthielten sich mit 19 Stimmen der Wahl, die 13 Abgeordneten der SPD stimmten dagegen. Die Kommunisten waren bereits aus dem Landtag ausgeschlossen worden. Der neugebildeten Regierung gehörten neben Murr und Mergenthaler noch der bisherige und zukünftige Finanzminister Alfred Dehlinger an, der im Wahlkampf seine Zustimmung zum Nationalsozialismus bekundet hatte.
Das Ermächtigungsgesetz für Hitler vom 24. März und das Gleichschaltungsgesetz vom 31. März beendeten die politische Eigenständigkeit Württembergs. Der württembergische Landtag wurde entsprechend dem Ergebnis der Reichstagswahl vom 5. März neu zusammengesetzt. Das zweite Gesetz zur Gleichschaltung der Länder vom 7. April 1933 begründete die Ämter der Reichsstatthalter. Der bisherige Staatspräsident Murr wurde nun Hitlers Statthalter für Württemberg. Die neue Landesregierung mit Christian Mergenthaler als formalem Regierungschef wurde Murr unterstellt. Auf der letzten Sitzung des württembergischen Landtags verabschiedeten alle Fraktionen außer der SPD am 8. Juni 1933 ein Ermächtigungsgesetz, welches die demokratische württembergische Verfassung von 1919 außer Kraft setzte. Neue Gesetze durfte nun die Landesregierung dekretieren. Mit dem Gesetz über den Neuaufbau des Reichs vom 30. Januar 1934 verloren die Bewohner des Landes endgültig ihre bis dahin de jure noch bestehende württembergische zugunsten der deutschen Staatsangehörigkeit. Der Landtag wurde abgeschafft und die bisher noch bestehenden Hoheitsrechte Württembergs auf das Reich übertragen. Das noch bis 1945 weiter arbeitende württembergische Kabinett war damit zu einer Mittelbehörde des Reichs herabgesunken.

## Herrschaft des Regimes in Württemberg

### Gau Württemberg-Hohenzollern 1925–1945

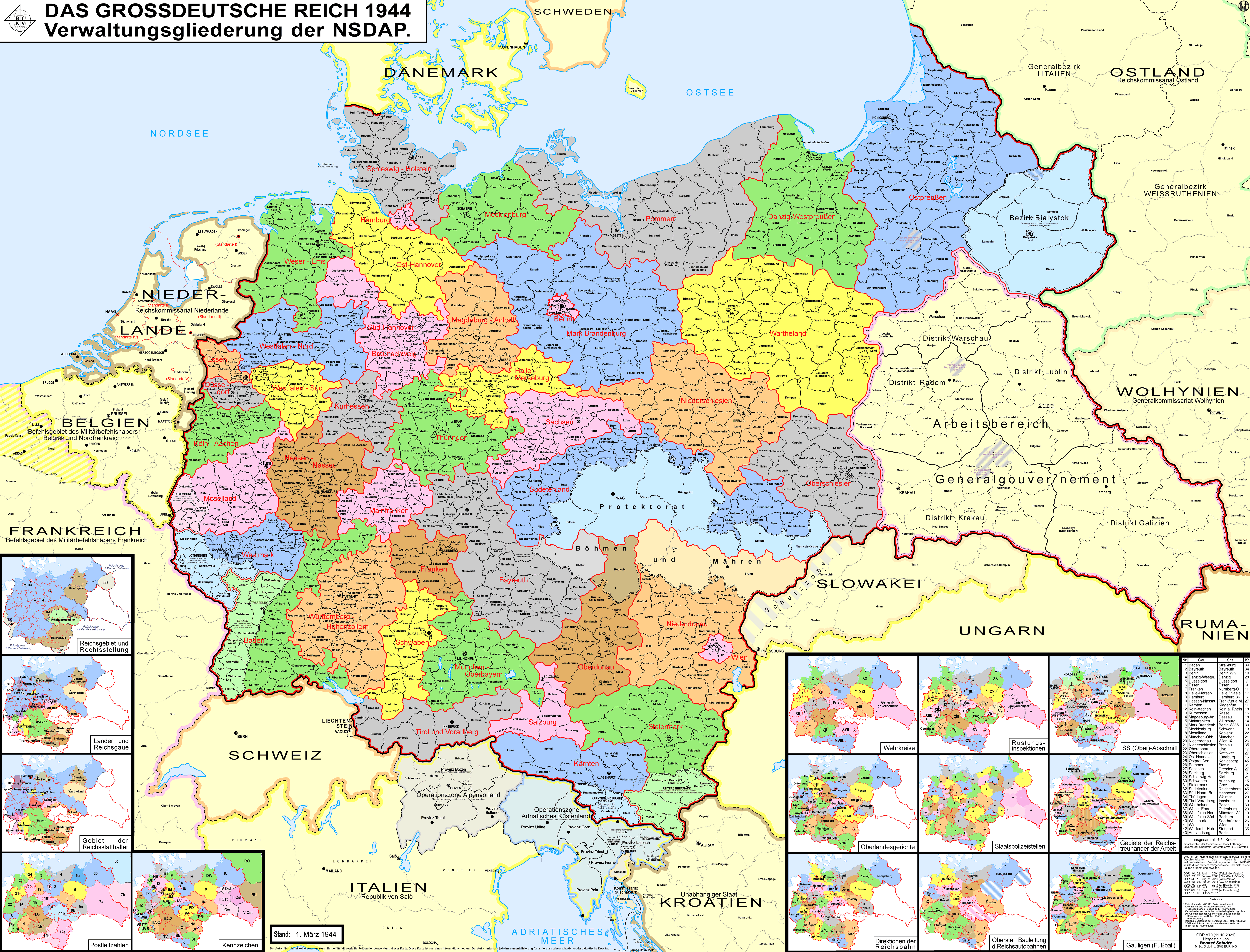
Gaue der NSDAP im Deutschen Reich im Jahr 1944

Der Gau Württemberg-Hohenzollern war eine Verwaltungseinheit der Nationalsozialistischen Deutschen Arbeiterpartei (NSDAP). Er bestand seit 1925. Gauleiter war von 1925 bis 1928 Eugen Munder und seit dem 1. Februar 1928 Wilhelm Murr, sein Stellvertreter vom März 1933 bis 1937 der vorherige Gaugeschäftsführer Friedrich Schmidt. Ab 1933 gingen immer mehr staatliche Aufgaben auf die Gauleitung über, auch wenn der Staat mit seiner Landesregierung weiterbestand. Außer Württemberg gehörten die Hohenzollernschen Lande zum Parteigau, die staatsrechtlich weiterhin ein preußischer Regierungsbezirk (u. a. unter den Regierungspräsidenten Carl Simons bis Wilhelm Dreher) blieben. Eine Gauführerschule bestand in Kressbronn am Bodensee im Schlössle.

### Kommunalverwaltung
In Württemberg waren die Bürgermeister von den Bürgern direkt gewählte, meist parteiunabhängige Verwaltungsfachkräfte. Üblicherweise kamen sie aus dem gehobenen Verwaltungsdienst anderer Gemeinden, so dass sie neben ihrer fachlichen Kompetenz auch eine Vermittlerrolle einnehmen konnten. Somit fiel es schwer, den Bürgermeistern in Württemberg vorzuwerfen, sie besäßen nicht das Vertrauen der Bevölkerung oder wären inkompetente Parteibuchbeamte. Mit wenigen Ausnahmen wie etwa in Sternenfels hatten SPD und KPD in der württembergischen Kommunalverwaltung so gut wie keine Rolle gespielt. So sah die NSDAP zu Beginn des Jahres 1933 in vielen Fällen keinen Grund zu einer Säuberung vor Ort, zumal entsprechende Fachleute aus den Reihen der Nationalsozialisten oft gar nicht zur Verfügung standen. Etwa drei Viertel aller 1875 Bürgermeister in Württemberg blieben deshalb durch die Gleichschaltungspolitik der NSDAP unangetastet. Etwa 8 % der Bürgermeister, also etwa 150, mussten ihren Posten aufgeben, etwa 17 % wurden versetzt. In den sieben größten Städten Württembergs ersetzten die Nationalsozialisten sämtliche Oberbürgermeisterpositionen bis spätestens 1939 durch Leute aus den eigenen Reihen, in den restlichen 17 Städten mit mehr als 10.000 Einwohnern waren weitere fünf Oberbürgermeister von einem Austausch betroffen. Zusammen mit der schwachen Durchdringung des Landes mit NSDAP-Organisationsstellen erwuchsen daraus immer wieder gewisse Entscheidungsspielräume für nachgeordnete Politikebenen und Bürgermeister.
Die nachfolgende Tabelle nennt die im Zuge der Machtübernahme durch die NSDAP ausgetauschten Oberbürgermeister der sieben größten württembergischen Städte.
Die Bevölkerungszahlen sind diejenigen vom 16. Juni 1933.
| Stadt Bevölkerung (1933)   | OB vor 1933 Amtszeit als OB        | OB zur NS-Zeit Amtszeit als OB           |
| -------------------------- | ---------------------------------- | ---------------------------------------- |
| Stuttgart 415.028          | Karl Lautenschlager 1911 bis 1933  | Karl Strölin (NSDAP) 1933 bis 1945       |
| Ulm 62.472                 | Emil Schwamberger 1919 bis 1933    | Friedrich Foerster (NSDAP) 1933 bis 1945 |
| Heilbronn 60.308           | Emil Beutinger 1921 bis 1933       | Heinrich Gültig (NSDAP) 1933 bis 1945    |
| Esslingen am Neckar 43.089 | Ingo Lang von Langen 1930 bis 1933 | Alfred Klaiber (NSDAP) 1933 bis 1945     |
| Ludwigsburg 34.135         | Erich Schmid 1927 bis 1930         | Karl Frank (ab 1937 NSDAP) 1931 bis 1945 |
| Reutlingen 33.204          | Karl Haller 1929 bis 1933          | Richard Dederer (NSDAP) 1933 bis 1945    |
| Tübingen 23.257            | Adolf Scheef 1927 bis 1939         | Ernst Weinmann (NSDAP) 1939 bis 1945     |

Gemäß der demokratischen Gemeindeordnung Württembergs waren die Gemeinderäte aufgrund von Persönlichkeitswahlen meist mit vor Ort bekannten Honoratioren besetzt. Die Parteizugehörigkeit spielte keine große Rolle. Nun wurden mit dem Gleichschaltungsgesetz vom 31. März 1933 auch die Gemeinderäte nach dem Ergebnis der vorhergehenden Reichstagswahl neu zusammengesetzt. Die Mandate für die Kommunisten mussten auch hier entfallen. Im Laufe des Jahres 1933 zwangen die Nationalsozialisten missliebige Personen, die nicht ihrer Partei angehörten, durch psychische oder physische Gewalt, ihre Mandate niederzulegen. Ende 1934 waren die württembergischen Gemeinderäte weitgehend nationalsozialistisch dominiert. Mit der deutschen Gemeindeordnung vom 30. Januar 1935 setzte sich das Führerprinzip endgültig durch: Die Staatsregierung ernannte nun die Bürgermeister der Städte und Gemeinden im Land. NSDAP-Vertreter vor Ort ernannten die Gemeinderäte ohne Volkswahl auf sechs Jahre.
Bereits am 25. April 1933 wurden die württembergischen Amtsversammlungen und Bezirksräte abgeschafft und ihre Kompetenzen an die Landräte übertragen. Die württembergische Kreisordnung vom 27. Januar 1934 ersetzte württembergische Bezeichnungen durch preußische: aus „Oberamt“ wurde „Kreis“, aus „Amtskörperschaft“ „Kreistag“ und aus „Bezirksrat“ wurde „Kreisrat“. Die beiden Gremien Kreistag und Kreisrat waren in ihrer Zusammensetzung letztlich allein dem Willen der NSDAP unterworfen. Dem Kreistag gehörten der Landrat, der NSDAP-Kreisleiter, die Bürgermeister der Gemeinden des Kreises sowie je nach Einwohnerzahl der Gemeinde weitere von den Bürgermeistern bestimmte Mitglieder an. Der Kreisrat bestand aus dem Landrat, dem NSDAP-Kreisleiter und weiteren fünf von den beiden vorigen einvernehmlich ernannten Mitgliedern. Jedoch wurde in Württemberg bis 1945 kein einziger NS-Funktionär zum Landrat ernannt.
Die Deutsche Gemeindeordnung führte in Württemberg elf Stadtkreise ein, die jedoch abgesehen von Stuttgart weiterhin zu ihren jeweiligen Oberämtern bzw. jetzt Kreisen gehörten. Zum 1. Oktober 1938 änderte sich die tradierte Verwaltungsgliederung Württembergs noch einmal erheblich. Die bisher 61 auf die früheren Oberämter zurückgehenden Kreise wurden zu größeren Einheiten zusammengeschlossen. Dabei wurden 34 neue Landkreise und drei kreisfreie Städte geschaffen.
Die Partei entfaltete vielfältige Aktivitäten zur Schulung der Beamten im Sinne des Nationalsozialismus. Neben Abendveranstaltungen und Wochenendkursen kamen auch mehrtägige Unterweisungen auf der eigens für Württemberg-Hohenzollern eingerichteten Gauschule in Metzingen beziehungsweise auf der Gauschulungsburg in Kreßbronn oder der Kapfenburg in Betracht.

### Organisation der Polizei
Nach der Reichstagswahl vom 5. März 1933 setzte die Reichsregierung Dietrich von Jagow als Reichskommissar für Württemberg ein, um die formal noch im Amt befindliche württembergische Regierung Bolz als Exekutivorgan zu ersetzen. Jagow war seit 1931 SA-Gruppenführer Südwest mit bereits im Herbst 1931 über 17.000 ihm unterstellten SA-Männern. Er übernahm am 8. März die Befehlsgewalt über die gesamte württembergische Polizei und verstärkte diese noch durch die Aufstellung einer Hilfspolizei aus Mitgliedern der SA, des Stahlhelms und der SS. Mit der Wahl Wilhelm Murrs zum neuen württembergischen Staatspräsidenten und der Bildung der neuen NS-Regierung Murr am 15. März 1933 wurde die Stellung Jagows als Reichskommissar in Württemberg zwar hinfällig, aber Murr ernannte ihn nun zum Landespolizeikommissar Württembergs. Ende März verließ Jagow Württemberg und wurde SA-Obergruppenführer in Frankfurt am Main. Im März und April 1933 war Gottlob Berger ehrenamtlicher Sonderkommissar der Obersten SA-Führung im württembergischen Innenministerium.
Am 28. April 1933 löste Gauleiter Murr in seiner Eigenschaft als württembergischer Innenminister die politische Polizeiabteilung aus der Zuständigkeit des Polizeipräsidiums Stuttgart und schuf eine eigenständige Württembergische Politische Polizei, die er am 27. Januar 1934 zum Politischen Landespolizeiamt umformen ließ. Bereits seit dem 9. Dezember 1933 unterstand die württembergische Politische Polizei dem Reichsführer SS Heinrich Himmler, wohingegen die Zuständigkeit für die württembergische Landespolizei seit der Gleichschaltung der Länder zunächst direkt beim Reichsinnenministerium und dem diesem unterstellten Innenministerium in Stuttgart lag. Am 17. Juni 1936 wurde dann Himmler Chef aller Polizeiorganisationen im Deutschen Reich. Aus dem Politischen Landespolizeiamt entstand nun die Staatspolizeileitstelle Stuttgart als Dienststelle der Geheimen Staatspolizei, welche als Teil der Sicherheitspolizei die Tätigkeit in allen politischen und kriminalpolizeilichen Angelegenheiten aufnahm. Die Staatspolizeileitstelle Stuttgart nahm naturgemäß eine führende Rolle bei der gewalttätigen Durchsetzung der NS-Diktatur in Württemberg ein.
Die Leiter der politischen Polizei in den jeweils wechselnden Organisationsformen für Württemberg waren
- April 1933 bis Mai 1934 Hermann Mattheis
- Mai 1934 bis Mai 1937 Walter Stahlecker
- Mai 1937 (?) bis Juli 1941 Joachim Boës
- Juli 1941 bis April 1945 Friedrich Mußgay

Neben der Sicherheitspolizei gab es die Ordnungspolizei, die aus den Revieren der ehemaligen Landespolizei bestand. Die einstige kasernierte Bereitschaftspolizei wurde im Juni 1935 der Wehrmacht angegliedert.

### Justizwesen
Der Nationalsozialismus untergrub die Unabhängigkeit der Rechtsprechung nachhaltig. Außerdem entfernten die Verantwortlichen kommunistische oder jüdische Richter, Staats- und Rechtsanwälte aus dem Prozesswesen. Die Zeitung NS-Kurier warb in ihrer Ausgabe vom 26. April 1933, dass arische Juristen in die NSDAP eintreten sollten. Es formierte sich auch in Württemberg der Bund Nationalsozialistischer Deutscher Juristen (BNSDJ). Das Justizwesen vereinheitlichte sich von Januar 1934 bis Januar 1935 im gesamten Reich. Dadurch verlor Württemberg das bis 1935 von Oswald Lehnich geleitete Justizministerium. Die Richter und Staatsanwälte wurden von Landes- zu Reichsbeamten. Seit dem 25. März 1933 gab es für den Bezirk des Oberlandesgerichts Stuttgart ein Sondergericht. Dessen drei Richter waren auf der Grundlage der Reichstagsbrandverordnung mit der raschen Ahndung „politischer Verbrechen“ betraut. Gegen Urteile des Sondergerichts gab es keine Berufungsmöglichkeit. Von Oktober 1937 bis November 1944 leitete es der besonders linientreue Richter Hermann Cuhorst, der für seine harten und schnellen Urteile bekannt wurde.

### Gefängnisse und Konzentrationslager

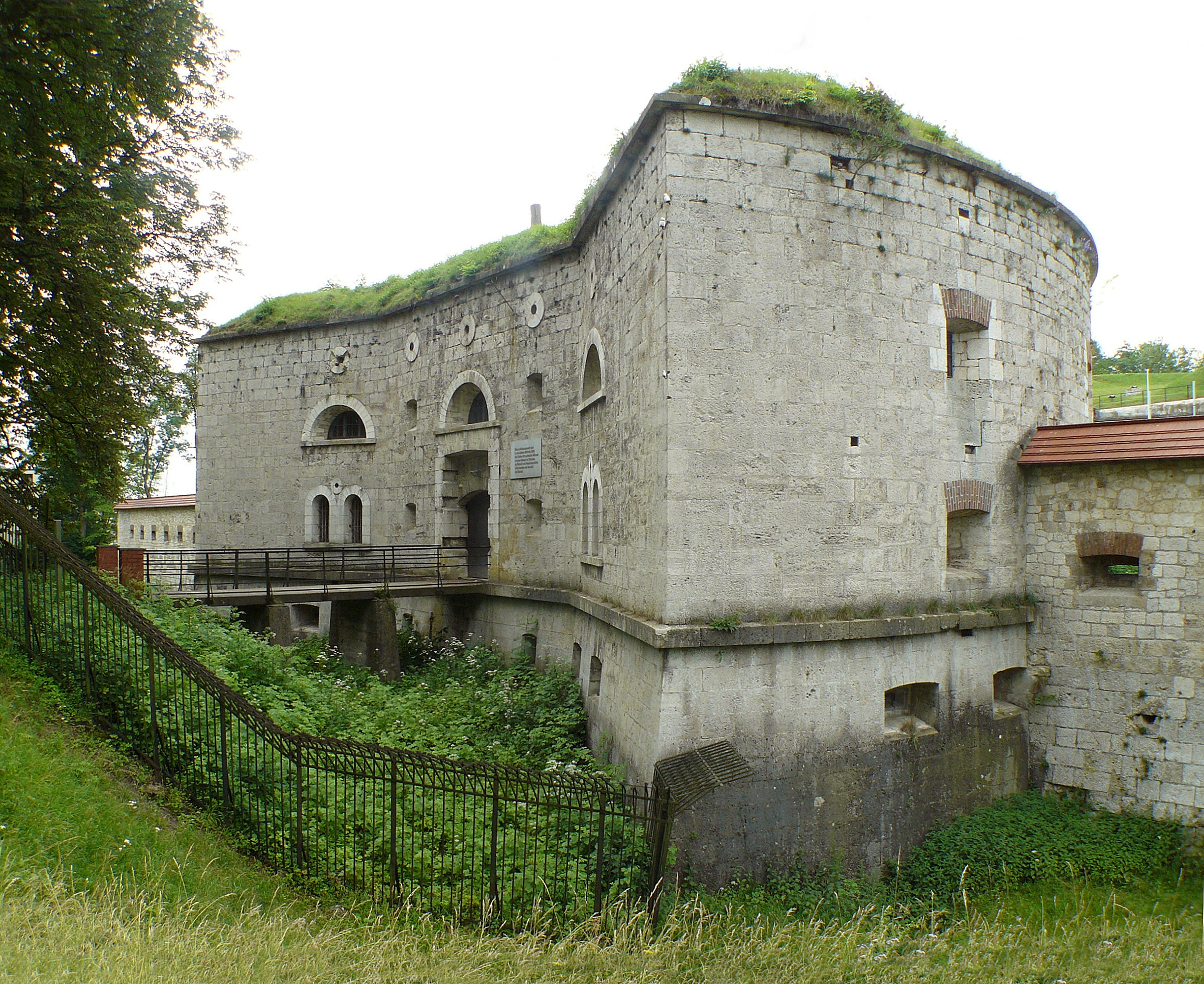
KZ Ulm – Oberer Kuhberg: Ansicht des Reduits

Das primär von Württemberg-Hohenzollern genutzte Konzentrationslager befand sich auf dem Areal des Truppenübungsplatzes Stetten am kalten Markt in Baden. Dieses Lager Heuberg richteten die Nationalsozialisten als eines ihrer ersten Konzentrationslager in Deutschland ein. Es existierte vom 20. März bis in den Dezember 1933. Das Regime hielt hier einige Tausend Gegner fest, so zum Beispiel den späteren ersten Nachkriegsvorsitzenden der SPD, Kurt Schumacher. Das KZ Oberer Kuhberg war „Konzentrationslager für den Gau Württemberg-Hohenzollern“ im Zeitraum von November 1933 bis Juli 1935. Es war untergebracht im Fort Oberer Kuhberg der Bundesfestung Ulm, erbaut um 1850. Die Gestapo Stuttgart nahm das Schutzhaftlager Welzheim ab 1935 als konzentrationslagerähnliches württembergisches Polizeigefängnis in Betrieb. Dabei nutzte sie das ehemalige Amtsgerichtsgefängnis Welzheim. In Rudersberg errichtete die Gestapo – Stapoleitstelle Stuttgart – 1942 ein „Arbeitserziehungslager“ für Frauen, das zugleich als Gefängnis für politische, jüdische und weitere weibliche Häftlinge diente.
Württembergische Strafanstalten befanden sich in Heilbronn, Ludwigsburg, Rottenburg am Neckar und Schwäbisch Gmünd.
Eines der Sammellager für Juden errichteten die Nationalsozialisten Anfang der 1940er Jahre in Dellmensingen (Erbach), das auch als jüdisches „Altersheim“ Dellmensingen bezeichnet wurde. Weitere jüdische Zwangsaltersheime gab es im Schloss von Eschenau sowie in Herrlingen (Blaustein), Oberstotzingen, Tigerfeld und Weißenstein.

## Verfolgung der politischen Gegner
Dietrich von Jagow leitete als Reichskommissar im März 1933 die Zerschlagung der noch bestehenden politischen Opposition in Württemberg ein. Von der ersten Verfolgungswelle, welche Jagow ab 8. März 1933 anordnete, waren hauptsächlich Politiker und Funktionäre der KPD betroffen. Das Regime brachte sie nach der Verhaftung zunächst in das Landesgefängnis Rottenburg und dann ab 20. März 1933 in das rasch errichtete Lager Heuberg.

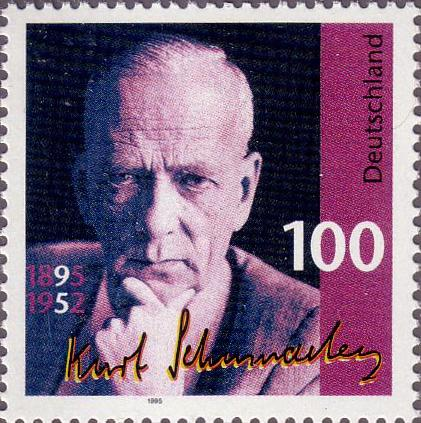
Kurt Schumacher auf einer Briefmarke zu seinem 100. Geburtstag

Es wurden im März 1933 allein über 500 KPD-Mitglieder aus Württemberg verhaftet. Das Lagerpersonal in Heuberg hielt bereits Mitte April 1933 fast 2000 politisch verfolgte Personen aus Baden und Württemberg unter entwürdigenden Bedingungen gefangen. Diese Zahl stieg bis Ende November 1933 weiter auf 15.000 Gefangene. Ende des Jahres 1933 erfolgte die Räumung des Lagers Heuberg, um es wieder militärisch nutzen zu können. Die Gefangenen aus Heuberg wurden in das KZ Oberer Kuhberg nach Ulm gebracht. Reichsweit verbot die Regierung am 13. März 1933 das Reichsbanner Schwarz-Rot-Gold und die Eiserne Front. Das Vermögen der Stuttgarter Waldheime wurde beschlagnahmt. Die Bestimmungen der Heimtückeverordnung vom 21. März 1933, wonach bereits eine kritische Äußerung über das NS-Regime strafbar war, wurden rücksichtslos angewendet. Die bekanntesten württembergischen Häftlinge im Lager Heuberg waren der ehemalige Landtagspräsident Albert Pflüger (SPD) und seine Parteifreunde Fritz Ulrich und Erich Roßmann. Im Juli 1933 kam der zunächst untergetauchte Kurt Schumacher ebenfalls ins Lager Heuberg. Manchen der Verfolgten, wie etwa Willi Bohn (KPD), Erwin Schoettle (SPD) und dem ehemaligen Minister Berthold Heymann, gelang die Flucht in die Schweiz.
Neben SPD- und KPD-Politikern wurden auch missliebige Angehörige anderer Parteien wie etwa der Demokrat Johannes Fischer oder der ehemalige württembergische Staatspräsident Eugen Bolz inhaftiert. Bolz wurde vom 19. Juni bis 12. Juli 1933 unter entwürdigenden Bedingungen auf dem Hohenasperg festgehalten. Mit dem Gesetz gegen die Neubildung von Parteien vom 14. Juli 1933 war auch offiziell jede Oppositionsmöglichkeit im Deutschen Reich verboten und nur noch unter Lebensgefahr möglich. Mit besonderer Härte verfolgte und bestrafte das Regime die im Widerstand tätigen Kommunisten, wie beispielsweise die Fälle von Liselotte Herrmann und Ewald Funke zeigten. Mit Unterstützung aus dem Schweizer Exil wirkte die SPD noch bis Ende 1937 im Untergrund weiter und gab das Blatt Roter Kurier heraus. Wegen der ständigen Verfolgungen zogen sich die Sozialdemokraten spätestens Ende 1937 mehr und mehr ins Privatleben zurück, da die Zustimmung breiter Bevölkerungskreise zum Regime in den ersten Jahren der Diktatur offenkundig beständig angestiegen war. Obwohl es in Württemberg einige herausragende Beispiele des aktiven Widerstands gab, darf dies nicht darüber hinwegtäuschen, dass die überwiegende Mehrheit sich entweder anpasste oder das neue System bereitwillig unterstützte. Aktiven Widerstand aus den Kreisen des Bürgertums gab es in Württemberg nicht, wenngleich mancher Bürger kritische Distanz zum Regime zu wahren versuchte. Zu diesen Kreisen zählten namhafte Vertreter aus der württembergischen Industrie.

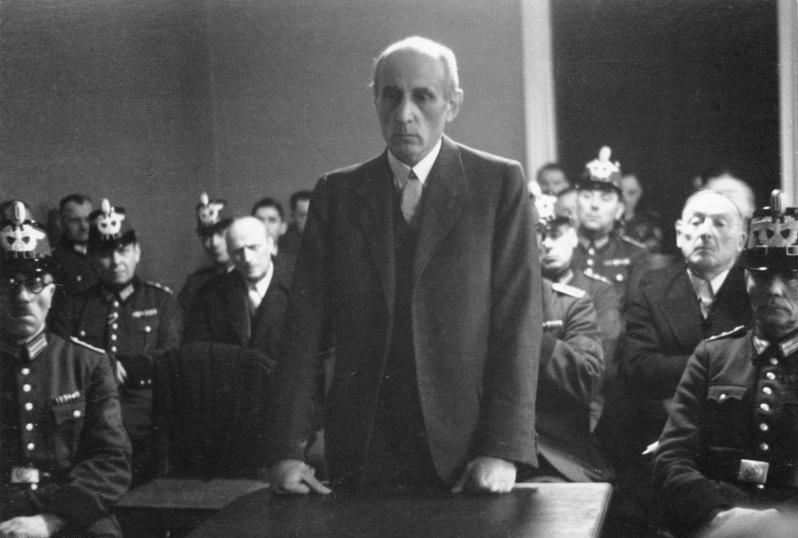
Eugen Bolz vor dem Volksgerichtshof, Berlin 1944

Ihre ablehnende Haltung zum NS-Regime zeigten etwa der Generaldirektor Alex Haffner von den Salamander-Werken oder der Unternehmer Robert Bosch besonders deutlich. Bosch und nach dessen Tod 1942 sein Nachfolger Hans Walz beschäftigten Persönlichkeiten wie Carl Goerdeler oder Paul Hahn, die im öffentlichen Dienst keine Chance mehr hatten. Besondere Erwähnung verdient der misslungene Versuch des Einzelkämpfers Georg Elser aus dem württembergischen Hermaringen, Hitler nach Beginn des Überfalls auf Polen am 8. November 1939 bei seiner Rede im Münchner Bürgerbräukeller zu töten. Die Münchner Widerstandsgruppe Weiße Rose unterhielt enge Beziehungen nach Ulm und Stuttgart.
Mit der Eskalation des Zweiten Weltkriegs entstand auch in konservativen Kreisen der Wille zum Widerstand. Zu den Mitwirkenden des Attentats vom 20. Juli 1944 aus Stuttgart gehörten Berthold Schenk Graf von Stauffenberg, Caesar von Hofacker, Fritz Elsas und Eugen Bolz. Zu den weiteren Verfolgten nach dem fehlgeschlagenen Attentat zu rechnen sind auch die Württemberger Joseph Ersing, Eugen Gerstenmaier und Erwin Rommel. Unbeteiligte Politiker wie Erich Roßmann oder Fritz Ulrich wurden in der Folge des 20. Juli 1944 erneut verhaftet. Auch die kommunistische „Widerstandsgruppe Schlotterbeck“ aus Stuttgart bekam nach ihrer Aufdeckung 1944 die ganze Brutalität des Regimes zu spüren.

## Verfolgung der dem NS-Regime missliebigen Bevölkerungsgruppen
Gemäß der Ideologie des Nationalsozialismus hatten gewisse Personen keine oder keine vollwertige Daseinsberechtigung. Teil der deutschen Volksgemeinschaft konnten nur sogenannte „arische“ und „erbgesunde“ Familien sein. Nicht dazu zählten zuallererst alle Angehörigen der jüdischen Bevölkerung, aber zum Beispiel auch die Sinti und Roma (dem damaligen Sprachgebrauch nach also Zigeuner) sowie Jenische, Homosexuelle und geistig Behinderte, welche der „Rassenhygiene“ zum Opfer fielen.

### Verfolgung der Juden
Die Nationalsozialisten betrachteten das Judentum nicht als Religionsgemeinschaft, sondern als eine fremde Rasse, deren Angehörige als Feinde der sogenannten „arischen“ Rasse galten. Jude zu sein war demnach ein irreparabler Makel durch Geburt, weshalb es zwecklos war, wenn ein Jude sich einer anderen Religionsgemeinschaft anschloss oder vom Judentum abkehrte. Die Partei ächtete und verfolgte jüdische Mitbürger in irrationaler Weise, um angeblich die Lösung der schwelenden Judenfrage herbeizuführen, und machte sie schließlich zu Opfern des Holocausts. Schon vor dem reichsweiten Boykott jüdischer Geschäfte am 1. April 1933 kam es auch in Württemberg zur Diskriminierung oder Misshandlung von Juden in der Öffentlichkeit, so etwa im März in Heilbronn. In Creglingen prügelten Nationalsozialisten zwei jüdische Bürger zu Tode. Die danach schubweise sich vollziehende Entrechtung der Juden folgte den hier exemplarisch genannten Reichsgesetzen und Verordnungen:
- 7. April 1933 Gesetz zur Wiederherstellung des Berufsbeamtentums
- 7. April 1933 Gesetz über die Zulassung zur Rechtsanwaltschaft
- 22. April 1933 Verordnung über die Zulassung von Ärzten zur Tätigkeit bei den Krankenkassen
- 25. April 1933 Gesetz gegen die Überfüllung deutscher Schulen und Hochschulen
- 15. September 1935 Nürnberger Rassegesetze
- 26. April 1938 Verordnung über die Anmeldung des Vermögens von Juden
- 17. August 1938 Namensänderungsverordnung

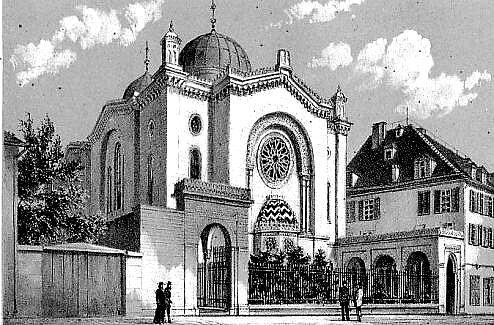
Die alte Synagoge in Stuttgart

Während sich der öffentliche Dienst den jüdischen Bürgern als Tätigkeitsfeld bereits 1933 verschloss, sofern nicht das von Hindenburg geforderte Frontkämpferprivileg zunächst noch wirksam war, konnten sie zumindest weiterhin für einige Jahre in der freien Wirtschaft arbeiten. Allerdings war der Anteil der Juden im öffentlichen Dienst Württembergs schon zu Beginn des Jahres 1933 recht gering. Auch die Zahl der jüdischen Professoren an der Universität Tübingen war nicht groß. Weit mehr Personen, die in Württemberg von den Berufsbeschränkungen seit 1933 betroffen waren, fanden sich bei den jüdischen Rechtsanwälten und den etwa 100 jüdischen Ärzten und Fachärzten. Bis 1936 spielten im ländlichen Raum Württembergs die jüdischen Händler eine deutliche Rolle auf den Viehmärkten. Dabei sahen sich die jüdischen Gewerbetreibenden und Händler zunehmenden Schikanen und Tätlichkeiten der lokalen NS-Gewalten schutzlos ausgeliefert.

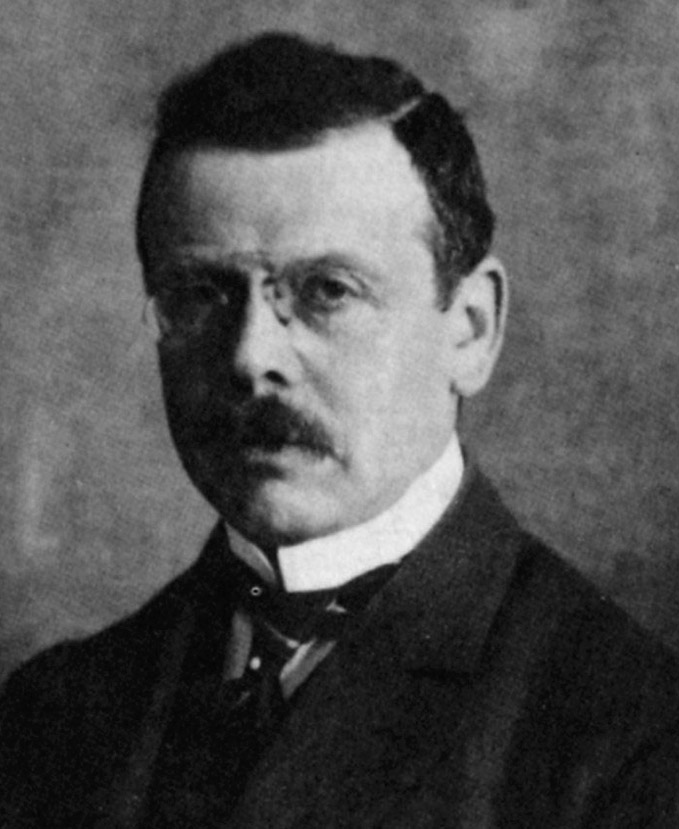
Siegfried Gumbel, der Präsident des Oberrats der israelitischen Religionsgemeinschaft Württembergs, wurde 1938 im Zuge der Novemberpogrome verhaftet und starb 1942 im KZ Dachau

Da das Judentum in Württemberg aus historischen Gründen eher im ländlichen Raum siedelte und allgemein über ein schwaches Einkommen verfügte, führten diese Schikanen rasch in die Armut. Eine zunehmende Zahl jüdischer Bürger war nun auf die Unterstützung durch ihre Gemeinde oder eine jüdische Hilfsorganisation angewiesen, wie etwa die Jüdische Nothilfe und die Jüdische Winterhilfe. Auf dem Weg der Verordnung untersagten die Behörden den Juden nach und nach immer mehr Möglichkeiten der Berufsausübung und tasteten schließlich auch deren Vermögen und Besitz an. Von um 1930 etwa 10.000 in Württemberg lebenden Juden wohnten am 1. Oktober 1938 trotzdem noch 7046 im Land. Unter dem Eindruck der Ereignisse der Pogrome vom 9. November 1938 verließen viele jüdische Württemberger wenn möglich das Land, sofern eine Ausreise finanzierbar erschien. In Württemberg brannten die Nationalsozialisten bei den Pogromen des Novembers 1938 zwölf Synagogen ab und beschädigten über 20 zum Teil sehr schwer.

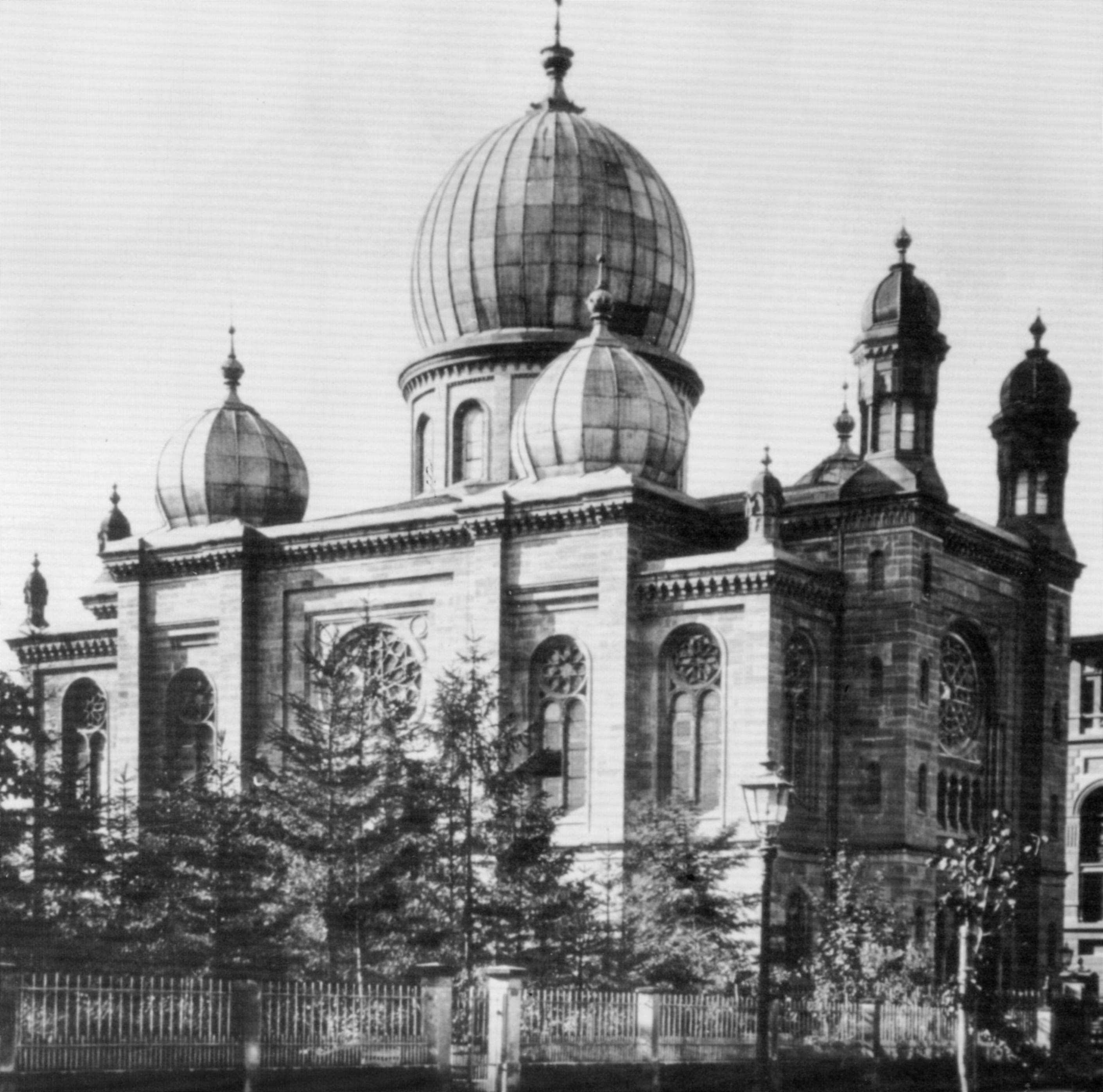
Die Heilbronner Synagoge um 1900

Die restlos niedergebrannten Synagogen befanden sich in Buchau, Buttenhausen, Göppingen, Heilbronn, Künzelsau, Laupheim, Ludwigsburg, Steinbach, Stuttgart, Stuttgart-Bad Cannstatt, Tübingen und Ulm.
Synagogen, die zwar in Brand gesetzt wurden, deren Bausubstanz aber noch erhalten blieb, waren in Freudental, Lauchheim, Mühringen, Oberdorf und Rexingen zu finden.
In folgenden Orten schändeten und demolierten die Nationalsozialisten die Synagogen ohne Brandlegung: Affaltrach, Archshofen, Aufhausen, Baisingen, Berlichingen, Bonfeld, Braunsbach, Crailsheim, Creglingen, Edelfingen, Esslingen, Hohebach, Horb am Neckar, Laudenbach, Mergentheim, Michelbach an der Lücke, Öhringen, Olnhausen, Rottweil, Schwäbisch Gmünd, Schwäbisch Hall, Talheim und Weikersheim.
Im Gebiet Hohenzollerns wurden die Synagogen in Haigerloch und Hechingen zerstört.
Zahlreiche jüdische Geschäftsräume und Wohnungen wurden geplündert und zum Teil vollständig zerstört. In Württemberg starben 13 Juden in dieser Pogromnacht und 878 wurden in die Lager Welzheim und Dachau verschleppt, wo sie zum Teil monatelang festgehalten wurden. Unter den verhafteten Personen befand sich auch Siegfried Gumbel, der Präsident des Oberrats der israelitischen Religionsgemeinschaft in Württemberg. Mit der tatkräftigen Hilfe durch ihre nichtjüdischen Nachbarn konnten die Juden nicht rechnen. Kaum jemand leistete aktiven Widerstand, wenngleich eine Mehrheit der Bevölkerung Form und Verlauf des Pogroms ablehnte. Nach den Novemberpogromen kam es zu einem internationalen Boykott deutscher Waren, unter dem auch die württembergische Exportindustrie zu leiden hatte.
Die Entrechtung und Demütigung der Juden im Wege der Verordnungen eskalierte infolge der Novemberpogrome weiter, wie diese Beispiele zeigen:
- 12. November 1938 Verordnung zur Ausschaltung der Juden aus dem deutschen Wirtschaftsleben
- 21. November 1938 Judenvermögensabgabe
- 3. Dezember 1938 Verordnung über den Einsatz des jüdischen Vermögens

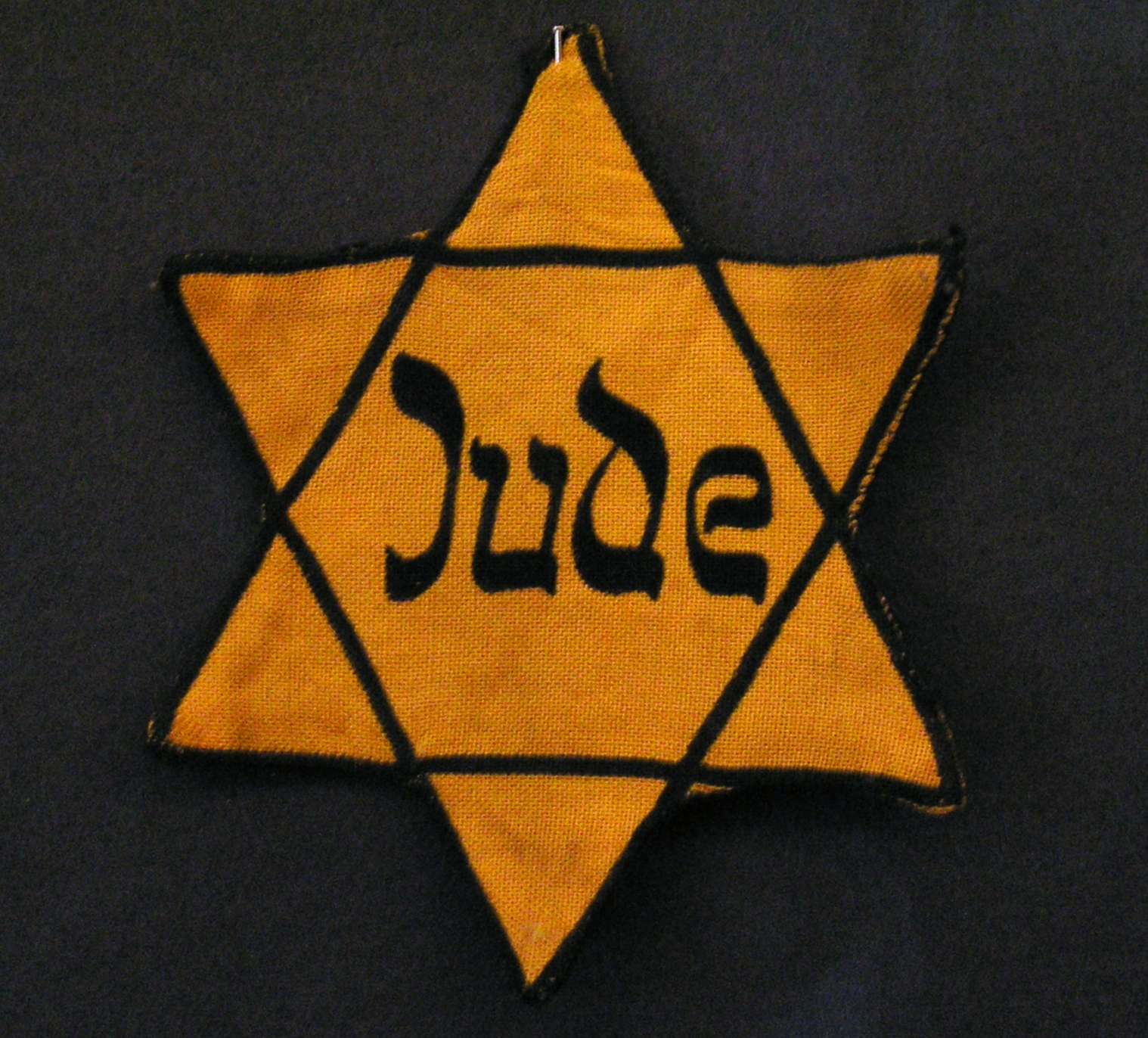
Der Judenstern

Die Behörden untersagten den Juden den Besuch kultureller Veranstaltungen wie Theater und Kino. Außerdem entzogen sie ihnen ihre Führerscheine. Bei der Volkszählung am 17. Mai 1939 lebten noch 4377 Juden in Württemberg. Eine bedeutende Hilfe bei der jüdischen Emigration bot in dieser Zeit der Musikwissenschaftler Karl Adler. Gegen Ende des Jahres 1940 begannen die ersten Zwangsumsiedlungen. Zunächst durchkämmten Spezialeinheiten Städte und Dörfer Württembergs nach noch verbliebenen Juden und verschleppten diese in Orte mit langer jüdischer Tradition wie etwa Buchau, Laupheim und Oberdorf am Ipf. Zudem wurden an verschiedenen Orten jüdische Zwangsaltersheime errichtet. Diese befanden sich in Dellmensingen, Eschenau, Herrlingen, Oberstotzingen, Tigerfeld und Weißenstein. Seit September 1941 mussten alle sogenannten Rassejuden den gelben Davidstern sichtbar an der Kleidung tragen. Zunehmend mehr Gebrauchsgegenstände des Alltags wurden den Juden verboten und beschlagnahmt. Die Behörden unterbanden die Mobilität der jüdischen Bevölkerung, indem sie die Benutzung von öffentlichen Verkehrsmitteln nur noch mit besonderer Genehmigung erlaubten und den Juden auch den Besitz von Fahrrädern verboten. Nach den Pogromen im November 1938 bis zum Beginn der Deportationen im Herbst 1941 war eine Ausreise von Juden aus Deutschland unter großen Schwierigkeiten noch halbwegs möglich. Danach konnten sie nur noch versuchen, sich irgendwo im Herrschaftsgebiet Hitlers zu verstecken oder illegal über die Grenze in die Schweiz zu gelangen. Von Dezember 1941 bis Februar 1945 rollten zwölf Deportationszüge mit etwa 2.500 Juden aus Württemberg und Hohenzollern nach Osteuropa. Am Stuttgarter Nordbahnhof erinnert eine Gedenkstätte an die Deportationen aus Stuttgart. Nur wenige überlebten die Verschleppung und den Holocaust. Etwa 180 Juden kehrten nach dem Ende des Zweiten Weltkriegs ins ehemalige Land Württemberg zurück. Alle anderen wurden entweder nach Zwangsarbeit von Sondereinheiten erschossen oder in den Gaskammern der Vernichtungslager ermordet. Lediglich etwa 200 Juden Württembergs, insbesondere diejenigen, die mit einem sogenannten Arier in Mischehe verheiratet waren, entgingen der Deportation. Jüdische Gemeinden gab es 1945 in Württemberg nicht mehr.

### Verfolgung kranker und behinderter Menschen
Auf der Grundlage des Gesetzes zur Verhütung erbkranken Nachwuchses begann das NS-Regime bereits 1933, geistig oder körperlich Behinderte, psychisch Erkrankte und Alkoholiker gegen ihren Willen zu sterilisieren. Von den Zwangssterilisationen waren in Württemberg von 1934 bis 1944 mindestens 11.814 Personen betroffen. An über 700 Zwangssterilisierungen von als „minderwertig“ eingestuften Frauen beteiligte sich August Mayer, der von 1917 bis 1950 Direktor der Universitäts-Frauenklinik in Tübingen war.
Nach Beginn des Zweiten Weltkrieges war die auf württembergischem Boden gelegene NS-Tötungsanstalt Grafeneck einer der Tatorte für die im Rahmen der Aktion T4 durchgeführten Massenmorde an behinderten Menschen. Im Auftrag von Philipp Bouhler ermordeten Horst Schumann und Ernst Baumhard von Januar bis Dezember 1940 rund 10.000 Menschen, indem sie sie mit Kohlenstoffmonoxid vergifteten.

### Verfolgung von „Zigeunern“

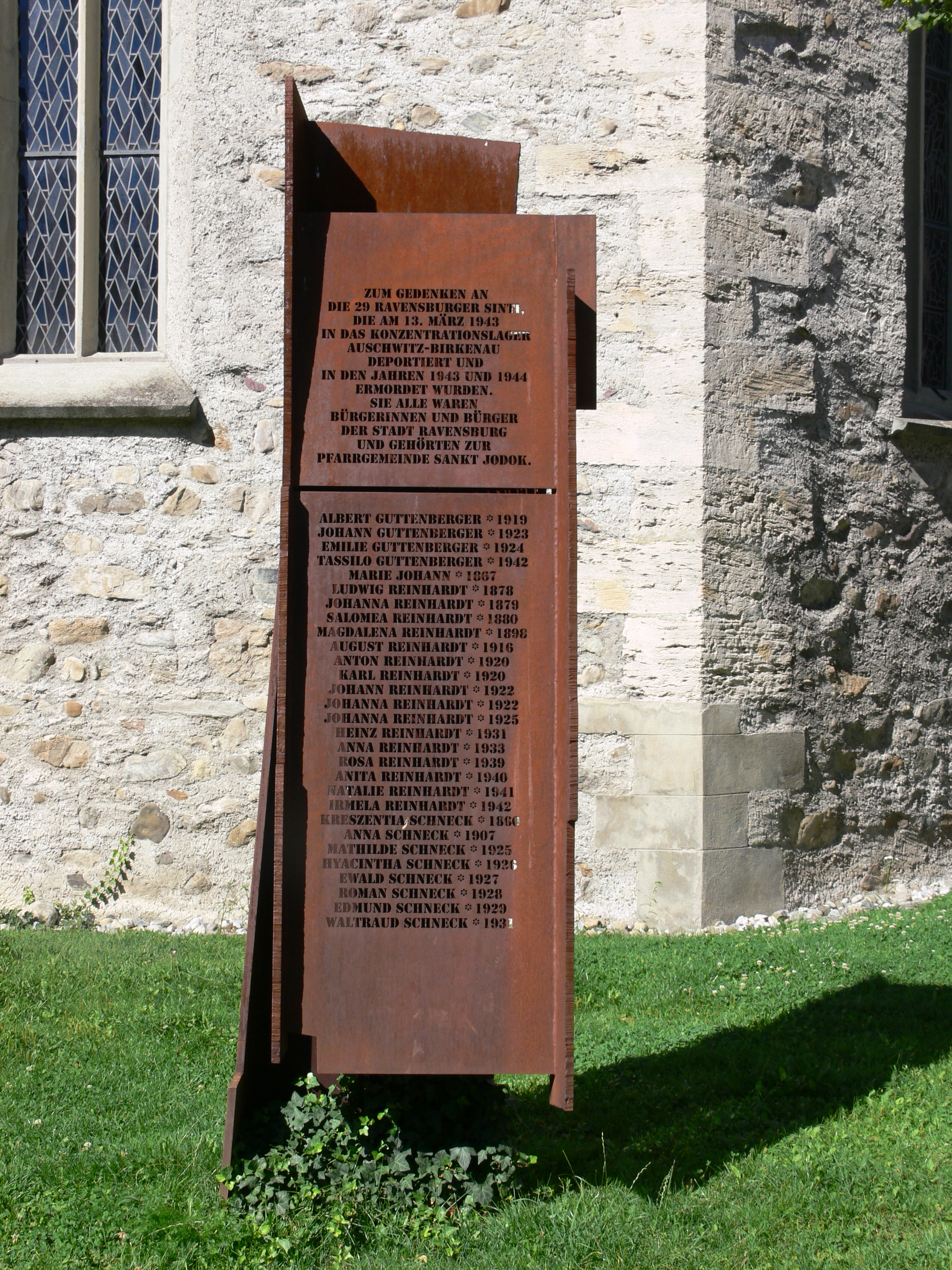
Ravensburg, Mahnmal zum Gedenken an die 29 in Auschwitz ermordeten Sinti aus Ravensburg

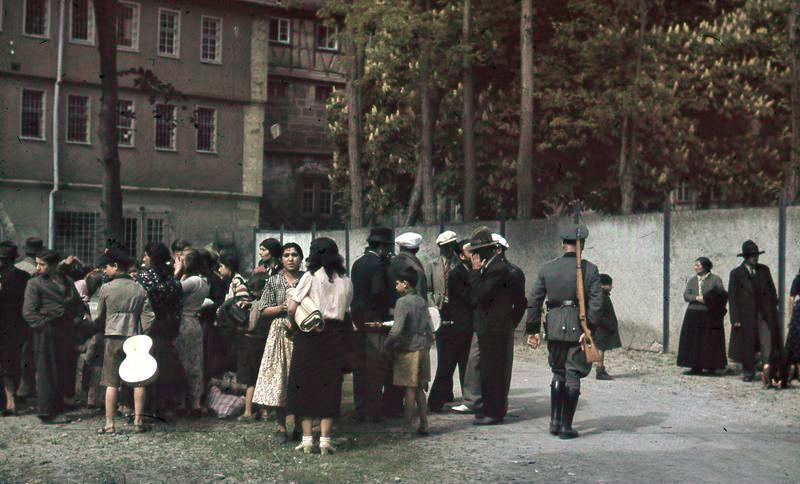
22. Mai 1940 in Asperg: Deportation südwestdeutscher Sinti (Foto der RHF)

Roma der unterschiedlichen Subgruppen (Sinti, Lovara, Kalderasch usw.) wurden im Nationalsozialismus insgesamt als „Zigeuner“ kategorisiert und „aus dem Wesen dieser Rasse“ (Himmler-Erlass vom 8. Dezember 1938) verfolgt. Sie galten als kollektiv „asozial“. Der 1932 bis 1935 an der Universität Tübingen tätige NS-Rassenforscher Robert Ritter betrieb als Leiter der Rassehygienischen Forschungsstelle (RHF) im Reichsgesundheitsamt die Erfassung und rassische Begutachtung der im Reich lebenden Roma und Sinti. Die Gutachten der RHF bildeten ein wesentliches Kriterium der ab Februar 1943 anlaufenden Vernichtungsdeportationen von Roma und Sinti nach Auschwitz-Birkenau.
In Ravensburg entstand ein „Zigeunerlager“, in welches Sinti und Roma verbracht wurden.
Vom 16. Mai bis zum 22. Mai 1940 setzte das Regime Sinti und Roma aus ganz Südwestdeutschland auf dem Hohenasperg fest, um sie mit der Eisenbahn nach Osteuropa zu verschleppen. Etwa 490 Personen wurden bei Jedrzejew zunächst ausgesetzt, dann zur Zwangsarbeit in Steinbrüchen, beim Straßenbau und in der Rüstungsindustrie gepresst und schließlich im Ghetto von Radom interniert, wo 1942 eine Typhusepidemie grassierte, der viele zum Opfer fielen. Der Auschwitz-Erlass Himmlers gefährdete das Weiterleben der sich noch immer im Reichsgebiet aufhaltenden restlichen Sinti und Roma.
Von 1938 bis 1944 ließ das Regime alle Sinti- und Roma-Kinder aus Württemberg und Baden in die St. Josefspflege in Mulfingen einweisen, nachdem deren Eltern bereits in verschiedene Konzentrationslager verschleppt worden waren. 39 Kinder aus der St. Josefspflege wurden im Mai 1944 nach Auschwitz deportiert. Nur vier dieser Kinder überlebten das Ende der Diktatur.

### Verfolgung von „Asozialen“
Erbhygieniker und Bevölkerungsbiologen in einem breiten politischen Spektrum bewerteten seit langem eine Vielzahl von Gruppen der „deutschen Volksgemeinschaft“ als „asozial“ bzw. „gemeinschaftsschädlich“, so Alkoholkranke, Prostituierte, Wohnungslose, Bettler, jenische Landfahrer u. a. Seit 1933 entwickelte sich diese Perspektive auf marginalisierte „Ballastexistenzen“ zur herrschenden Lehre und zur politischen und administrativen Handlungsmaxime.
Bereits Anfang 1934 unternahm die Stadt Stuttgart erste Schritte zur Errichtung eines Arbeitslagers für „arbeitsscheue und charakterlich defekte Elemente“. Es wurde nach Absprache mit dem württembergischen Innenministerium am 1. Oktober 1934 für eine kleinere Zahl von Insassen in Göttelfingen im Schwarzwald eröffnet. Da sich das Lager rasch als zu klein erwies, wurde es nach Buttenhausen auf der Schwäbischen Alb verlegt. Schrittweise wurden die Aufenthaltsbedingungen dort verschärft. In den Kriegsjahren wurden die Zusammenarbeit mit Kripo und Gestapo intensiviert, die Vorbeugungs- oder KZ-Haft verhängen konnten. Auch in Württemberg wurde im April 1938 von der Gestapo und im Juni 1938 von der Kripo jeweils in Zusammenarbeit mit den kommunalen Wohlfahrtsämtern die „Aktion „Arbeitsscheu Reich““ umgesetzt, die zu einer großen Zahl von Einweisungen in Konzentrationslagern führte. So meldete z. B. das Wohlfahrtsamt Stuttgart Ende Februar 1938 der Gestapo 41 „Arbeitsscheue“. Für die Kriminalpolizeileitstelle Stuttgart war das Konzentrationslager Dachau zuständig. Zu diesem Zeitpunkt befand sich auch in Württemberg eine umfassende Asozialenkartei erst noch im Aufbau.
Für das Dorf Schloßberg am Flochberg (Bopfingen), in dem sich im 18. Jahrhundert „herrenloses Volk“ niederließ, wird berichtet, dass die untere staatliche Gesundheitsbehörde 72 Fälle angeblich „minderwertiger“ Bewohner bearbeitet habe und 26 Jenische zwangssterilisiert worden seien.
Die Zahl der Opfer der Verfolgung sogenannter „Gemeinschaftsfremder“ ist nicht bekannt.

## Unterdrückung der christlichen Kirchen
In den Jahren des Kampfes um die Macht in Deutschland von 1930 bis 1933 zeigten die Vertreter der NSDAP gegenüber den Kirchen aus wahltaktischen Gründen demonstrative Freundlichkeit. Davon ließen sich viele vor allem evangelische Gläubige, bis hin zu deren Pfarrern und Kirchenleitern, täuschen. In der Zeit des Nationalsozialismus geriet sowohl die Evangelische Landeskirche als auch die Diözese Rottenburg in tiefgreifende Auseinandersetzungen mit dem Regime, die für die evangelische Kirche auch unter dem etwas irreführenden Begriff „Kirchenkampf“ bekannt sind.

### Evangelische Landeskirche

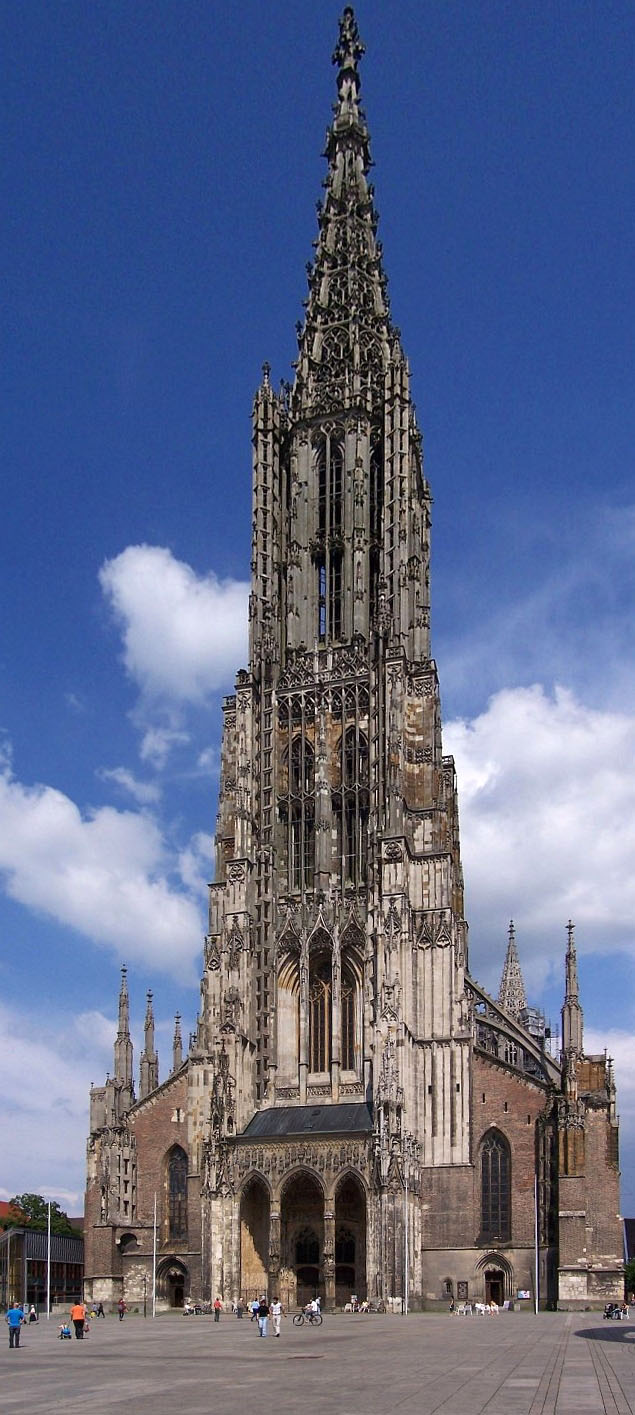
Am 22. April 1934 fand in Ulm ein Treffen von bekennenden Christen aus ganz Deutschland statt, die sich wenig später in Barmen zur Bekennenden Kirche zusammenschlossen. Das Bild zeigt das Ulmer Münster.

Kirchenpräsident Theophil Wurm und mit ihm viele Mitglieder der evangelischen Landeskirche begrüßten zunächst die Kanzlerschaft Adolf Hitlers. Von ihm erwarteten sie die Überwindung der bedrückenden Arbeitslosigkeit, die Einigung der in den Jahren seit der Niederlage im Ersten Weltkrieg in viele Interessengruppen zerfaserten Volksgemeinschaft und die Erhebung des gedemütigten Deutschen Reichs zu neuer Macht und Größe. Der Tag von Potsdam und das Bekenntnis Hitlers in seiner Regierungserklärung, „im Christentum die unerschütterlichen Fundamente des sittlichen und moralischen Lebens unseres Volkes“ zu sehen, bestärkten diese Hoffnungen. Die mit dem NS-Regime einsetzende Verfolgung insbesondere der „linken“ Parteien empfanden viele evangelische Christen als wohltuend, da die „Linken“ mit ihren Kirchenaustrittsempfehlungen in der Vergangenheit ohnehin als Gegner der Kirche aufgetreten waren. Die schwelende Angst vor einer kommunistischen Revolution wich großer Zuversicht. Da weite Kreise des evangelischen Kirchenvolkes zudem eine antisemitische Gesinnung hegten, erhoben sich nur wenige Stimmen des Protests gegen die bekannt gewordenen Misshandlungen jüdischer Bürger und den Boykott jüdischer Geschäfte am 1. April 1933. Ein Pfarrer wie Hermann Umfrid aus Niederstetten, der bereits am 25. März 1933 in seiner Predigt das anhebende Unrecht gegenüber den Juden anprangerte, erfuhr keine Unterstützung durch die württembergische Kirchenleitung.
Am 30. Juni 1933 nahm Kirchenpräsident Wurm den Titel eines Landesbischofs an. Dazu war er vielfach ermuntert worden, insbesondere auch von Seiten der Deutschen Christen. Wurm stand den Deutschen Christen anfangs aufgeschlossen gegenüber und nahm den deutschchristlichen Pfarrer Wilhelm Pressel in die württembergische Kirchenleitung auf. Die Deutschen Christen erstrebten die neue Deutsche Evangelische Kirche mit 28 Landeskirchen als einheitliche Reichskirche mit einem noch zu bestimmenden Reichsbischof an der Spitze. Bei der reichsweit einheitlichen Kirchenwahl am 23. Juli 1933 siegten die Deutschen Christen (DC), wobei es keine wirkliche Wahl war, sondern nur die Zustimmung zu einer vorgegebenen Liste. Auch im württembergischen Landeskirchentag hatten die Deutschen Christen jetzt eine Mehrheit: 34 von 61 Sitzen. In den meisten anderen Landeskirchen kam es zu Verfassungsänderungen und zur Einsetzung einer neuen deutsch-christlichen Kirchenführung. Die württembergische Kirchenleitung widersetzte sich einer Verfassungsänderung gemäß dem Wunsch der Deutschen Christen. Sie erfuhr Unterstützung durch die am 20. September 1933 in Stuttgart einberufene Pfarrerversammlung. Eine große Mehrheit der 1250 württembergischen Pfarrer stand hinter dem Landesbischof und gegen die Bestrebungen der Deutschen Christen. Somit blieb die Württembergische Landeskirche im Sinne der Gegner der Deutschen Christen „intakt“, wohingegen die von den Deutschen Christen geführten Kirchen unter dem seit September 1933 im Amt befindlichen Reichsbischof Ludwig Müller als „zerstört“ angesehen wurden. „Intakte“ Landeskirchen waren neben Württemberg beispielsweise noch diejenigen von Bayern und Hannover.
Aus Protest gegen die Anwendung des sogenannten „Arierparagraphen“ formierte sich im September auch in Württemberg der Pfarrernotbund, dem sich 800 württembergische Pfarrer anschlossen, darunter auch Kurt Hutten, der Geschäftsführer beim Evangelischen Volksbund Württemberg. Am 13. November 1933 forderten Teile der Deutschen Christen in einer Sportpalastkundgebung die Abschaffung des Alten Testaments, da es ein „Judenbuch“ sei. Aufgrund einer Absprache zwischen dem Reichsbischof und dem Reichsjugendführer erfolgte seit dem 20. Dezember 1933 die Eingliederung sämtlicher evangelischer Jugendverbände des Deutschen Reichs in die Hitlerjugend. Die Eingliederung der Evangelischen Jugend Württembergs in die Hitlerjugend erfolgte am 7. Februar 1934.
Die Umtriebe der Deutschen Christen erweckten zunehmenden Widerwillen. Im württembergischen Landeskirchentag kippte bereits im Herbst 1933 die Stimmung, so dass viele der ursprünglich deutschchristlichen Abgeordneten ihre bisherige Gesinnung aufgaben. Am 22. April 1934 fand in Ulm ein Treffen von bekennenden Christen aus dem ganzen Deutschen Reich mit den Landesbischöfen von Bayern und Württemberg statt. Mit der Theologischen Erklärung bei der 1. Reichsbekenntnissynode in Barmen vom 29. bis 31. Mai 1934 formierte sich die Bekennende Kirche. Die württembergische Kirchenleitung verstand sich als Teil dieser Oppositionsbewegung, der sich auch viele württembergische Pfarrer anschlossen.
Im Oktober 1934 versetzte das Regime Bischof Wurm und seinen bayerischen Amtskollegen Hans Meiser in den Ruhestand und stellte sie unter Hausarrest, weil sie sich der Bestrebung des Reichsbischofs widersetzten, ihre selbstständig verbliebenen Landeskirchen der Reichskirche einzugliedern. An ihre Stelle trat eine kommissarische Leitung durch einen deutschchristlichen Pfarrer. Nun versammelten sich an zwei Sonntagen im Oktober 1934 jeweils etwa 5000 Mitglieder der württembergischen Landeskirche vor dem Haus des Bischofs Wurm in Stuttgart und sangen religiöse Lieder zur Demonstration der Verbundenheit mit ihrem Landesbischof. Diese Demonstrationen erzeugten so großes internationales Aufsehen, dass Reichsaußenminister Konstantin von Neurath alarmiert wurde, der selbst Württemberger war. Hitler ließ daraufhin den Vereinnahmungsversuch der Reichskirche abbrechen und den bayerischen und den württembergischen Landesbischof wieder ins Amt einsetzen.
Die württembergische Landeskirchenleitung nahm vom 19. bis 20. Oktober 1934 an der zweiten Reichsbekenntnissynode in Dahlem und vom 4. bis 6. März 1935 an der dritten Reichsbekenntnissynode in Augsburg teil. Am 18. März 1936 schloss sich Württembergs Kirche dem Lutherrat an. Bekenntnistreue Pfarrer sahen sich wiederholt entwürdigenden Schmähschriften in der NS-Presse ausgesetzt. Dadurch sollte das Kirchenvolk zur Abkehr von ihrer Konfession bewegt werden. Der Staat kürzte mehrfach die finanziellen Zuwendungen an die Kirche, wie etwa in den Jahren 1934, 1935, 1937 und 1941. Staatliche Schikanen erfolgten auch durch Verbote von einzelnen Ausgaben kirchlicher Zeitungen.
Als Kultminister Mergenthaler im April 1936 die Abschaffung der Konfessionsschulen in Württemberg durchführte, konnte er dies ohne Widerstand der evangelischen Kirche tun, da er zusicherte, dass sich am Religionsunterricht nichts ändern würde. Diese Zusicherung verschleierte die wahren Pläne des Kultministers. Bald stand die Forderung im Raum, dass das Alte Testament aus dem Religionsunterricht herauszunehmen sei. Im Juni 1937 schloss die Regierung 700 evangelische Pfarrer der Landeskirche vom Religionsunterricht aus, weil sie sich weigerten, ein „Gelöbnis“ auf den „Führer“ auszusprechen. Am 5. April 1939 veranlasste Mergenthaler die Einführung des Weltanschauungsunterrichts (WAU) als Ersatz für den Religionsunterricht. 1941 veranlasste Mergenthaler die Schließung der evangelisch-theologischen Seminare in Maulbronn, Urach, Schöntal und Blaubeuren.
Der Kirchheimer Pfarrer Otto Mörike verweigerte bei der Volksabstimmung über den Anschluss Österreichs am 10. April 1938 seine Zustimmung zur Liste des Großdeutschen Reichstags. Er wurde daraufhin verprügelt und verhaftet. Im April 1938 hielt die evangelische Kirchenleitung ihre Pfarrer an, einen Treueeid auf Hitler abzuleisten, was die meisten schließlich trotz Bedenken taten. Der Oberlenninger Pfarrer Julius von Jan verurteilte in seiner Predigt zum Buß- und Bettag am 16. November 1938 das schändliche Vorgehen des Regimes bei den Novemberpogromen. SA-Mitglieder misshandelten Jan danach schwer und nahmen ihn in „Schutzhaft“. Die württembergische Kirchenleitung wies ihre Pfarrer an, solche „Fehler“ in Zukunft zu vermeiden.
Landesbischof Theophil Wurm schrieb mehrere kritische Briefe an die Reichsregierung. In einem Schreiben vom 19. Juli 1940 an Reichsinnenminister Frick protestierte er gegen die Massenmorde in Grafeneck. Am 16. Juli 1943 schrieb er angesichts der Deportationen der Juden und in Kenntnis der Vorgänge in den Vernichtungslagern einen Brief an die Reichsregierung, in welchem er mit deutlichen Worten gegen den Holocaust protestierte. Weitere derartige Briefe folgten. Wurm scheute sich jedoch, die anklagenden Worte gegen die Regierung in aller Öffentlichkeit von der Kanzel zu rufen. Die württembergische Landeskirche nahm andernorts verfolgte Pfarrer auf, wie zum Beispiel den Heidelberger Theologen Helmut Thielicke, der Prediger an der Stuttgarter Stiftskirche wurde. Auch Pfarrer jüdischer Herkunft fanden Aufnahme in der Landeskirche. Manche Pfarrer, wie etwa Theodor Dipper, versteckten unter ständiger Lebensgefahr Juden in ihren Häusern. Bei Kriegsende waren auf dem Gebiet der württembergischen Landeskirche 71 Kirchen und 121 Pfarrhäuser zerstört. Von den etwa 1.300 evangelischen Pfarrern in Württemberg nahm die Wehrmacht zirka 750 in den Kriegsdienst. Bis 1945 fielen 194 evangelische Geistliche und 99 Theologiestudenten, 45 wurden als vermisst gemeldet. Am Ende des Irrwegs der Kirche, anfänglich angetreten im Ungeist des Antisemitismus, der nationalen Verblendung und des Gehorsams, stand das Stuttgarter Schuldbekenntnis.

### Römisch-katholische Kirche

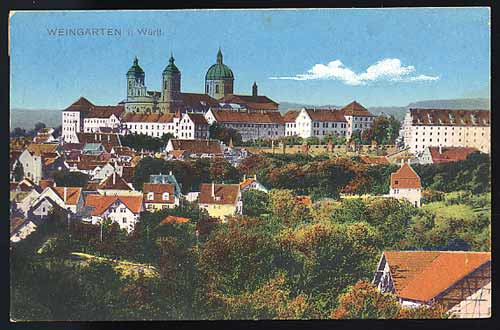
Die Abtei Weingarten mit den barocken Klostergebäuden auf dem Martinsberg. 1940 vertrieben die Nationalsozialisten die dort lebenden Mönche.

Der römisch-katholische Bischof Joannes Baptista Sproll in Rottenburg war trotz erheblicher Bedenken zu Beginn des Jahres 1933 bereit, mit den neuen Machthabern gedeihlich zusammenzuarbeiten. Die Diözese Rottenburg forderte ihre Geistlichen zur politischen Zurückhaltung auf. Am 1. Juli 1933 wurden gemäß einer Weisung der Reichsregierung auch in Württemberg die katholischen Jugendverbände wie verlangt aufgelöst, wenngleich diese Maßnahmen mit dem Abschluss der Reichskonkordats zum Teil rückgängig gemacht werden konnten. Vom Abschluss des Reichskonkordats erhofften sich die deutschen Katholiken eine nachhaltige Sicherheit für ihre Religionsausübung und den Bestand der katholischen Kirche im neuen totalitären Staat.
Mit Beginn des Jahres 1934 kam es jedoch zu zahlreichen Verhaftungen von katholischen Geistlichen, die sich regimekritisch geäußert oder verhalten hatten. Es kam wiederholt zu Gewalttätigkeiten von Nationalsozialisten an Mitgliedern katholischer Jugendverbände, so dass Bischof Sproll in einer Kundgebung in Stuttgart am 16. Dezember 1934 an das Recht der freien Entfaltung der katholischen Jugend gemahnte, wie es im Reichskonkordat garantiert worden war. Dieser Appell blieb jedoch völlig wirkungslos. Auch in den folgenden Jahren 1935 und 1936 gingen die Repressalien der Nationalsozialisten gegen die katholischen Vereine in massiver Form weiter. 1936 sprach das Regime den katholischen Orden und Kongregationen die Gemeinnützigkeit ab und belegte sie mit bedrückenden Forderungen nach Steuernachzahlungen. Die katholische Kirche sah sich in Presse und Rundfunk üblen Schmähungen ausgesetzt, gegen die Bischof Sproll wiederholt öffentlich Stellung bezog. Dennoch wollte er weiterhin kooperativ sein und hielt 1937 seine an den Schulen beschäftigten Geistlichen an, das verlangte Treuegelöbnis auf Hitler abzulegen. Da sich jedoch 211 Priester weigerten, den Religionsunterricht wie gefordert im nationalsozialistischen Geist zu halten, wurden sie vom weiteren Unterricht ausgeschlossen.

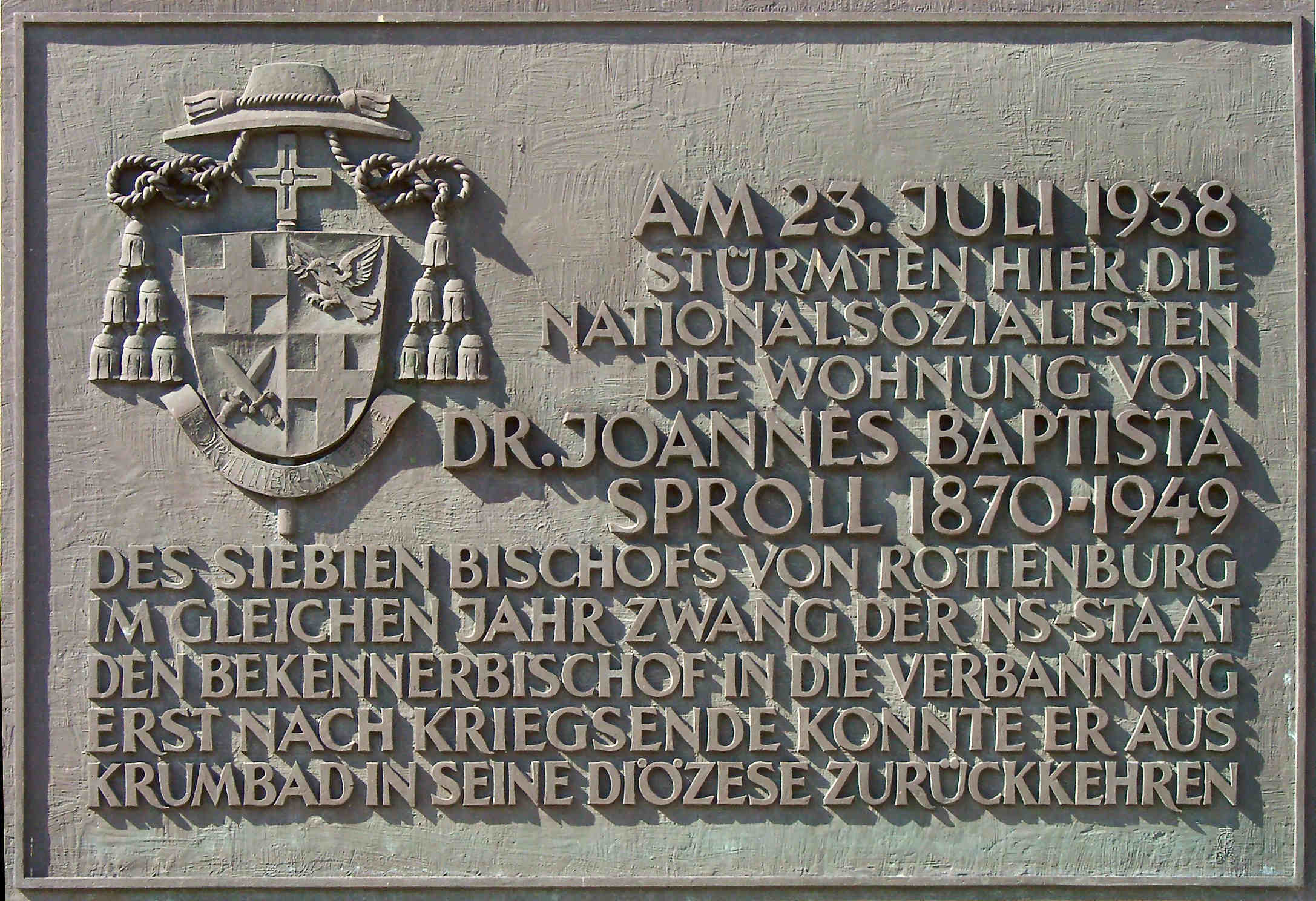
Gedenktafel an Bischof Sproll in Rottenburg

Wegen der andauernden Angriffe der Nationalsozialisten auf die katholische Kirche blieb Sproll am 10. April 1938 der Volksabstimmung über den Anschluss Österreichs fern, da er der damit verbundenen Wahl für die Einheitsliste der NSDAP zum Großdeutschen Reichstag nicht zustimmen wollte. Die NS-Presse startete daraufhin eine hasserfüllte Kampagne gegen den Bischof, welche die Gewaltbereitschaft fanatischer Leser beflügelte, so dass der Bischof aus seiner Residenz fliehen musste. Gauleiter Murr befahl am 24. August 1938 die endgültige Ausweisung Bischof Sprolls aus dem Gebiet Württemberg-Hohenzollerns. Von den 827 Priestern der Diözese waren 18 Priester ebenfalls von einer Ausweisung betroffen, 60 wurden Opfer von Gewalttaten des NS-Pöbels, 122 erhielten eine Geldstrafe, 88 kamen ins Gefängnis und elf wurden in ein Konzentrationslager gebracht. Generalvikar Max Kottmann übernahm an Stelle von Bischof Sproll seit 1938 die geschäftsführende Leitung der Diözese Rottenburg.
Mit dem Beginn des Zweiten Weltkriegs verschärfte das Regime seine Maßnahmen gegen die katholischen Orden. Es machte den Eintritt von Nachwuchs in ein Kloster praktisch unmöglich und unterdrückte bestehende Klöster. 1940 vertrieben die Nationalsozialisten die Mönche der Abtei Weingarten. Diese konnten zwar nach Kriegsende nach Weingarten zurückkehren, allerdings waren 25 der zur Wehrmacht eingezogenen Mönche aus Weingarten gefallen. 1941 ließ Gauleiter Murr in seiner Eigenschaft als Reichsverteidigungskommissar das gesamte Vermögen des Klosters Untermarchtal für das Land Württemberg in Beschlag nehmen. Er begründete diesen Willkürakt mit der angeblichen Verletzung der Kriegswirtschaftsordnung. Zur weiteren Legitimation des Vorgangs verurteilte das Stuttgarter Sondergericht zudem einige Schwestern und Laien des Klosters in Schauprozessen zu Gefängnisstrafen. Immer wieder machte das Regime die katholischen Geistlichen zu Opfern von Verfolgungen, wenn sie Missstände öffentlich äußerten. Dann wurden sie entweder zu Geld- oder Gefängnisstrafen verurteilt, teilweise des Landes verwiesen und in schlimmeren Fällen in Konzentrationslager gebracht.
Die Zahl der im Zweiten Weltkrieg gefallenen Priester der Diözese Rottenburg lag bei elf Toten und zwei Vermissten, bei den Ordenspatern bei acht Toten und drei Vermissten, bei den Ordensbrüdern insgesamt bei 33 Toten und einem Vermissten. Von den 185 zum Kriegsdienst einberufenen Studenten des Tübinger Wilhelmsstifts waren am Ende des Krieges 77 gefallen und 17 vermisst und die 66 Kriegsdienst leistenden Alumnen des Priesterseminars hatten 23 Gefallene und zwei Vermisste zu beklagen.

### Sonstige christliche Kirchen
Sonstige christliche Kirchen tolerierte das Regime, wenn diese sich der Ideologie des NS-Staates anpassten und seinen Anweisungen Folge leisteten. Jedwede politische Widersetzlichkeit wurde jedoch unnachgiebig verfolgt.

### Verfolgung der Zeugen Jehovas
In Württemberg waren die Zeugen Jehovas an über 60 verschiedenen Orten vertreten. Nach dem Verbot der vom NS-Regime als staatsfeindlich gebrandmarkten Glaubensgemeinschaft am 1. Februar 1934 begann die Verfolgung, Verhaftung und Internierung in Konzentrationslagern und vielfach die Ermordung der Zeugen Jehovas.

## Bildungspolitik
Das Ziel der neuen Machthaber nach 1933 war es, das ganze Erziehungs- und Bildungssystem so rasch wie möglich unter ihre Kontrolle zu bringen und die Jugend im Geiste des Nationalsozialismus zu erziehen.

### Kindergärten
Die beiden großen Kirchen betrieben traditionell einen großen Teil der württembergischen Kindergärten. Ein Gesetz vom 8. November 1937 verhinderte die Eröffnung weiterer konfessionsgebundener Kindergärten. Die Nationalsozialistische Volkswohlfahrt übernahm bis 1943 die meisten Kindergärten in ihre Trägerschaft. Ab dem Jahre 1937 richtete das Regime ein Kindergärtnerinnenseminar im Schlossareal von Bad Buchau ein, welches die Erzieherinnen entsprechend ideologisch ausrichtete.

### Volksschulen
Naturgemäß sollten die Schulen dazu dienen, die Jugend im Sinne des Regimes zu erziehen. Dazu wurden die Lehrer im NS-Lehrerbund (NSLB) organisiert und mit Hilfe von Kursen und Schulungsmaterial mit den Ideen des Nationalsozialismus indoktriniert. Da die Schüler weitgehend in der Hitlerjugend (HJ) organisiert sein sollten, wurde eine enge Abstimmung zwischen NSLB und HJ forciert.
Die württembergische Regierung schaffte 1936 die landesüblichen Lehrerseminare zur Lehrerausbildung ab und ersetzte sie durch eine nach preußischem Vorbild errichtete Hochschule für Lehrerbildung in Esslingen, die jedoch nur bis 1941 bestand und danach wieder durch Lehrerseminare ersetzt wurde. Am 1. April 1934 erfolgte die Aufhebung des evangelischen und katholischen Oberschulrats. An deren Stelle trat die Ministerialabteilung für die Volksschulen. Im Schuljahr 1936/37 schaffte das Kultministerium gegen den hauptsächlichen Widerstand der katholischen Kirche die konfessionell ausgerichtete Volksschule zugunsten einer einheitlichen deutschen Volksschule ab. Um die Fächer Religionsunterricht und Weltanschauungsunterricht kam es zu Auseinandersetzungen mit den Kirchen. Das Reichsschulpflichtgesetz vom 6. Juli 1938 erhöhte nun für Württemberg zum Schuljahr 1939/40 verbindlich die Schulpflicht von sieben auf acht Jahre.
Während des Kriegs kam ein in den ersten Kriegsjahren noch halbwegs geregelter Schulbetrieb mehr und mehr zum Erliegen. Es mangelte an Lehrern, da diese Kriegsdienst zu leisten hatten, sowie an Material und an Kohle zum Heizen im Winter. Die Schüler wurden in kriegswichtige Tätigkeiten in der Landwirtschaft, in der Industrie und im Luftschutz mit eingespannt. Zunehmender Fliegeralarm und ausgebombte Schulen waren schließlich ein bedrückendes Problem in den industriellen Zentren, insbesondere entlang des Neckars.

### Höhere Schulen
Ab 1934 errichtete Kultminister Christian Mergenthaler neue Schulen in der Form folgender nationalsozialistischer Schultypen:
1. Die Nationalpolitische Erziehungsanstalt (NPEA oder Napola) in der Form einer Oberrealschule für Jungen mit angeschlossenem Gymnasium und Realgymnasium. Örtliche Parteifunktionäre entschieden, ob ein Aspirant weltanschaulich und gemäß seinen bisherigen Schulleistungen geeignet war, in eine NPEA aufgenommen zu werden. Die erste NPEA in Württemberg richtete das Kultministerium am 2. Mai 1934 in Backnang im ehemaligen evangelischen Lehrerseminar Backnang ein, die zweite am 1. April 1936 im ehemaligen katholischen Lehrerseminar in Rottweil.
2. Aufbauschulen mit sechsjähriger Schulzeit nach Abschluss der siebenjährigen Volksschule mit einem Abschluss gleich dem Abitur. 1936 wurden die bisherigen Lehrerbildungsanstalten aufgehoben und deren Gebäude für die neuen Aufbauschulen verwendet. Es wurden Aufbauschulen für Jungen in Nagold, Nürtingen und Saulgau und später noch in Künzelsau errichtet, für Mädchen entsprechende in Markgröningen und Schwäbisch Gmünd.

Die bisherigen höheren Schultypen Gymnasium, Reformgymnasium, Realgymnasium und Oberrealgymnasium wichen einem Einheitstyp der Oberschulen für Jungen und Mädchen. Neben den Oberschulen, NPEAs und Aufbauschulen gab es noch drei humanistische Gymnasien in Stuttgart, Tübingen und Ulm. In den Oberschulen gab es acht Schuljahresstufen. Nachdem 1941 die bisherigen vier Evangelisch-Theologischen Seminare in Maulbronn, Blaubeuren, Schöntal und Urach abgeschafft worden waren, traten an ihre Stelle sogenannte Heimschulen, die im besonderen Geist des Nationalsozialismus betrieben wurden. Die mittlere Reife wurde abgeschafft.
Die stetige Zunahme der Zahl der Schüler an Württembergs höheren Lehranstalten in den 1920er Jahren setzte sich nach 1933 nicht fort. Der Trend wurde in der NS-Zeit deutlich gebremst. Es kam zu einem Rückgang des Schüleranteils an höheren Lehranstalten.
Die nachfolgende Tabelle gibt einen Überblick über die Entwicklung der Anzahl der Schüler in Württemberg, gegliedert nach Schultypen:
|                              | Jahr | Volksschüler | Mittelschüler | Höhere Schüler | Anteil der höheren Schüler v. H. |
| ---------------------------- | ---- | ------------ | ------------- | -------------- | -------------------------------- |
| Königreich Württemberg       | 1910 | 344.659      | 10.118        | 37.336         | 9,8 %                            |
| Volksstaat Württemberg       | 1920 | 375.935      | 14.111        | 49.667         | 11,7 %                           |
| Zeit des Nationalsozialismus | 1936 | 291.118      |               | 33.503         | 11,5 %                           |

### Berufsschulen
Seit 1936 wurden ländliche Berufsschulen und Meisterschulen eingerichtet.
Bauhandwerkerschulen gab es in Biberach, Reutlingen und Schwäbisch Hall. In Schwenningen wurde eine Schule für Feinmechanik, Uhrmacher und Elektrotechnik errichtet.
In Stuttgart gab es eine Meisterschule für Bauberufe und in Ulm kam die Deutsche Meisterschule  zur Gewerbeschule hinzu.

### Hochschulen
Professoren und Studenten begrüßten auch in Württemberg allgemein die Machtübernahme Hitlers und die Umgestaltung des Landes im Sinne des Nationalsozialismus. In kürzester Zeit schaltete das Regime die Hochschulen des Deutschen Reichs gleich. Mit dem Gesetz zur Wiederherstellung des Berufsbeamtentums wurden nicht arische oder politisch „untaugliche“ Professoren entlassen. Mit Hilfe des Gesetzes gegen die Überfüllung deutscher Schulen und Hochschulen vom 25. April 1933 wurde auch die Anzahl der Studenten reduziert. Die in vielen deutschen Hochschulstandorten im Mai 1933 durchgeführten Bücherverbrennungen fanden in Württemberg nicht statt. Die verfemten Bücher wurden jedoch in der Folge für Bibliotheksbenutzer unzugänglich gemacht. Eine per Verordnung im Jahre 1934 festgelegte Quote für den Anteil weiblicher Studierender lag bei maximal 10 %, da Frauen sich möglichst zahlreich der klassischen Rolle einer Hausfrau und Mutter zuwenden sollten. Im Krieg hob das Reichserziehungsministerium diese Quote wieder auf.

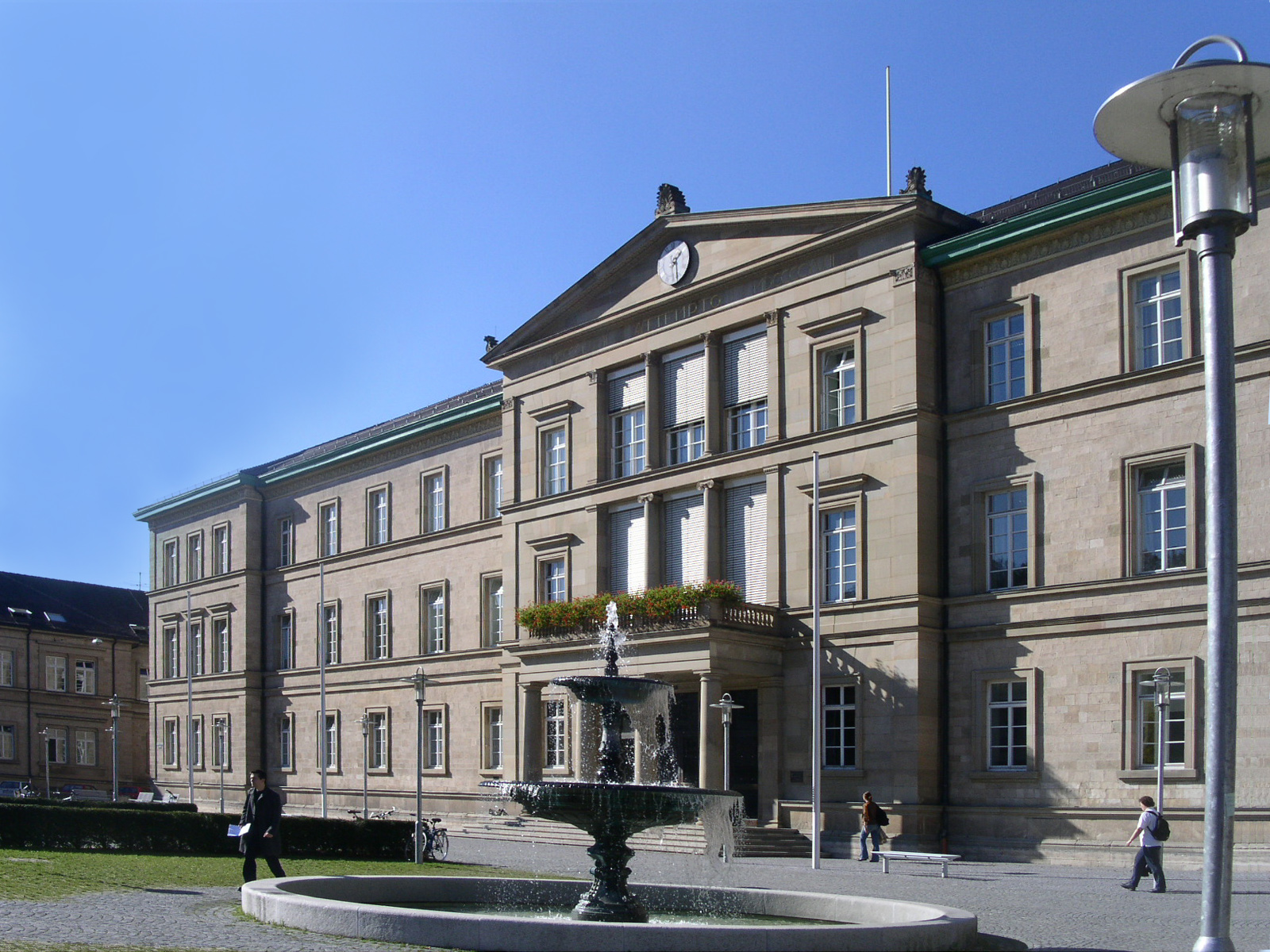
Die Neue Aula der Universität Tübingen

### Universität Tübingen
Da es an der Universität Tübingen traditionell wenig jüdische Professoren gab, wurden 1933 weniger als 2 % aus „rassischen“ Gründen entlassen. Die Studienfächer Volkskunde, Rassenkunde, Vererbungslehre, Pädagogik und deutsche Vorgeschichte wurden besonders wichtig. Es gab fast kein Fach, in dem sich Tübinger Professoren nicht positiv im Sinne des Nationalsozialismus geäußert hätten. Gerade die „altwürttembergische“ Geistestradition bot offenbar wenig Schutz vor willfährigem NS-Mitläufertum. Der Philosoph Theodor Haering verstand exemplarisch „Philosophie als geistige Rassenkunde“. In welch hohem Maße Tübingen ideologisch unterwandert war, zeigte sich auf der Sitzung des Tübinger Senats vom 23. Juni 1945. Es wurde festgestellt, dass von 160 Professoren und Lehrbeauftragten lediglich 31 Personen nicht Mitglied der NSDAP waren. Als ideologisch verstrickter Theologe kann etwa Jakob Wilhelm Hauer genannt werden. Er war Tübinger Ordinarius für vergleichende Religionswissenschaft und arische Weltanschauung. Gerhard Kittel war Mitglied der Theologischen Fakultät und Mitarbeiter des Instituts zur Erforschung der Judenfrage. Zusammen mit Karl Adam, Karl Georg Kuhn, Hans Fleischhacker und dem Leiter des Dozentenbundes, Robert Wetzel, gehörte Kittel zu den Protagonisten des so genannten „wissenschaftlichen“ Antisemitismus der Tübinger Universität. Karl Georg Kuhn bewarb sich bei dem Tübinger Orientalisten Enno Littmann um eine Habilitation über semitische Philosophie mit besonderer Berücksichtigung der Geschichte des Judentums und vermittelte seit 1938 entsprechende Kenntnisse. Der Althistoriker Joseph Vogt stand schon früh dem Nationalsozialismus nahe. Gustav Rieks Rolle im Nationalsozialismus zeigte, wie sich die Archäologie in den Dienst des NS-Staates stellte.
Den Rechtswissenschaftler Felix Genzmer bewahrte auch die seit 1939 bestehende Mitgliedschaft in der NSDAP nicht vor Anfeindungen nationalsozialistischer Studenten in den Vorlesungen wegen seiner vorgeblich regimekritischen Haltung. Der Biologe Ernst Lehmann bemühte sich vergeblich um die Mitgliedschaft in der NSDAP. In seiner Vorlesung „Der Einfluß der Biologie auf unser Weltbild“ nahm die Rassenkunde einen hohen Stellenwert ein. Gerhard Pfahler war seit 1938 Nachfolger von Oswald Groh auf dem Tübinger Pädagogik-Lehrstuhl.
Im Jahre 1933 waren an der Universität Tübingen 3495 Studenten immatrikuliert, darunter 489 Frauen. Im Jahre 1939 waren es nur noch 1538 Studenten, darunter 176 Frauen. Im Krieg konnte der Hochschulbetrieb mit Einschränkungen fortgesetzt werden, jedoch waren 42 % der Professoren und 72 % der Assistenten wegen ihres Einsatzes im Krieg abwesend. Insbesondere die als kriegsunwichtig erachteten Geistes- und Rechtswissenschaften waren von Einschränkungen betroffen. Naturwissenschaften und ganz besonders die Medizin konnten dagegen weitgehend uneingeschränkt weiter forschen und lehren. Die Zahl weiblicher Studierender an der Universität Tübingen übertraf 1943 erstmals die der männlichen Kommilitonen. Vom Luftkrieg war die kleine Universitätsstadt Tübingen kaum betroffen.

### Technische Hochschule Stuttgart
Die TH Stuttgart war wegen ihrer Bauschule berühmt, als deren Hauptvertreter Paul Schmitthenner und Paul Bonatz anzusehen sind. Schmitthenner galt 1933 kurzzeitig als erster Baumeister des Dritten Reiches, ehe diese Rolle später unbestritten von Albert Speer in Berlin eingenommen wurde. Werner Hegemann hatte Stuttgart 1928 als die „führende architektonische Hochschule Deutschlands, wenn nicht Europas“ bezeichnet, obwohl die Hauptvertreter der Stuttgarter Schule die international renommierte Weißenhofsiedlung ablehnten und als Gegenmodell 1933 die Kochenhofsiedlung errichteten.
Einen Ausbau erlebten nur die kriegswichtigen Institute der technischen Hochschule, wie zum Beispiel die Kraftfahrzeug- und Luftfahrttechnik. Als bedeutender Professor für Kraftfahrzeugtechnik kann der von 1930 bis 1945 lehrende Wunibald Kamm genannt werden. Am Flugtechnischen Institut wirkte seit 1929 Georg Hans Madelung. Die verfehlte Wissenschaftspolitik zur Zeit des Nationalsozialismus zeigte sich insbesondere in der Verkennung der Physik. So wurden auch in Stuttgart bedeutende Professoren wie Erich Regener und Paul Peter Ewald von der Hochschule verdrängt, um weniger qualifizierten Nachfolgern Platz zu machen. Aus politischen Gründen musste der Sozialdemokrat und ehemalige württembergische Minister Immanuel Herrmann bereits 1933 seine Lehrtätigkeit aufgeben. Seine Professur ging 1936 an Richard Feldtkeller, seither Leiter des Instituts für elektrische Nachrichtentechnik.
Das Studium wurde stark verschult und die Anzahl der Studenten insgesamt drastisch reduziert. Im Jahre 1933 waren an der Technischen Hochschule Stuttgart 1487 Studenten immatrikuliert, darunter 57 Frauen. Bei Kriegsbeginn waren es nur noch etwa 750 Studenten, darunter 18 Frauen. Im Krieg hatte die Technische Hochschule schwer unter den Bombardierungen der alliierten Luftstreitkräfte auf Stuttgart zu leiden, so dass gegen Kriegsende der Lehrbetrieb zum Erliegen kam.

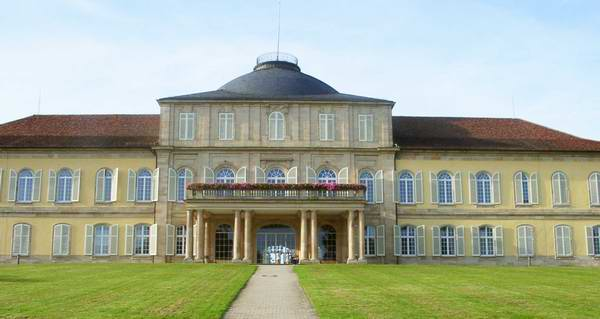
Schloss Hohenheim

### Landwirtschaftliche Hochschule Hohenheim
Im Jahre 1933 waren an der Landwirtschaftlichen Hochschule Hohenheim 127 Studenten immatrikuliert, darunter drei Frauen. Bis zum Jahre 1939 stieg die Anzahl der Studenten kurzzeitig, um dann bis Kriegsbeginn wieder auf das alte Niveau zu sinken. Studentinnen gab es jedoch keine mehr. Dass an der Landwirtschaftlichen Hochschule Hohenheim die Zahl der Studenten insgesamt nicht zurückging, lag an der fachlichen Ausrichtung. Landwirtschaftsexperten sollten bei der geplanten Gewinnung von Lebensraum im Osten verstärkt zum Einsatz kommen.

### Sonstige Hochschulen in Württemberg
Im Oktober 1938 wurde die bisher privat betriebene Württembergische Hochschule für Musik verstaatlicht. 1941 kam es zur Vereinigung der bisherigen Kunstgewerbeschule und der Kunstakademie zur Staatlichen Akademie der bildenden Künste Stuttgart. 1938 erfolgte die Umbenennung der Staatlichen Württembergischen Höheren Maschinenbauschule Esslingen in Staatliche Ingenieurschule Esslingen.

## Medienpolitik
Journalistische Meinungsfreiheit im Rahmen einer unabhängigen Presse und eines unabhängigen Rundfunks lehnte das Regime als den Staat zersetzende Auswüchse einer liberalen und demokratischen Gesellschaftsordnung ab und schränkte diese deshalb bereits zu Beginn des Jahres 1933 ein. Presse, Rundfunk und Lichtspielhäuser hatten vielmehr dem Regime vorbehaltlos zu dienen, und es missbrauchte sie als Instrumente der Propaganda.

### Presse
Seit 1927 erschien in Leonberg das völkische Hetzorgan Flammenzeichen, das 1935 mit dem in Nürnberg herausgegebenen Stürmer gleichgeschaltet wurde. Seit Dezember 1930 gab es in Württemberg den anfangs noch auflagen- und umsatzschwachen NS-Kurier als Tageszeitung der NSDAP. In der NS-Zeit wurde diese Zeitung massiv gestärkt. Der bis 1933 für Württemberg sehr bedeutende Schwäbische Merkur blieb noch bis Mai 1941 in stetig schrumpfender Auflage die Informationsquelle für die Vertreter des gebildeten Bürgertums.
Mit der Einziehung des Vermögens der KPD und der SPD im Laufe des Jahres 1933 verschwanden deren Presseorgane, darunter auch das Organ der Sozialdemokraten für Württemberg, die Schwäbische Tagwacht. 1937 gab es in Württemberg noch 150 verschiedene Zeitungen, wovon 65 im Besitz der NSDAP waren. Der Anteil der NS-Presse an der Gesamtauflage in Württemberg betrug im gleichen Jahr 75 %. Bis 1939 stellten 40 kleinere unabhängige Zeitungen ihr Erscheinen ein, was sich als Trend im Krieg fortsetzte. 1943 stellte das Stuttgarter Neue Tagblatt sein Erscheinen ein. Das Regime ahndete nicht genehme Veröffentlichungen mit Erscheinungsverboten, außerdem regelte die Reichspressekammer, eine Unterabteilung der Reichskulturkammer, welche Personen überhaupt journalistisch tätig sein durften. Die Journalisten hielten diesem Druck nicht stand und schrieben ihre Berichte größtenteils im Geiste der nationalsozialistischen Ideologie.

### Rundfunk
Die Regierung Papen verstaatlichte die Süddeutsche Rundfunk AG (SÜRAG) bereits 1932. Im März 1933 fanden Entlassungen aus politischen und „rassischen“ Gründen statt. Im Juni 1933 wandelte sich die ehemalige SÜRAG nun als Teil der Reichsrundfunkgesellschaft zum Reichssender Stuttgart. Der Intendant aus der Zeit der Weimarer Republik, Alfred Bofinger, behielt seine Position bis 1945, allerdings war er während des Kriegs zur Wehrmacht eingezogen. Bofinger war zwar seit 1933 Mitglied der NSDAP, hielt aber bis 1939 eine gewisse Unabhängigkeit in der Programmgestaltung durch. Von 1934 bis 1938 überwogen Musiksendungen die Propagandaübertragungen. In den Kriegsjahren kam die Eigenständigkeit des Stuttgarter Senders völlig zum Erliegen. Es gab ein im ganzen Reich einheitliches Programm. Das Personal in Stuttgart wurde zum größten Teil nach Frankfurt abgezogen. Bombenangriffe der Royal Air Force zerstörten in der Nacht vom 24. auf den 25. Juli 1944 das Stuttgarter Funkhaus. Truppen der Wehrmacht sprengten am 6. April 1945 den Großsender Mühlacker.

### Lichtspielhäuser
Kinos erlebten in den 1930er Jahren eine große Blütezeit, da es das Fernsehen in Deutschland abgesehen von Pilotversuchen in Berlin noch nicht gab. Württemberg spielte bei der Produktion von Spielfilmen und der Wochenschau praktisch keine Rolle und diente hierbei nur als Adressat für die staatlich betriebene Propaganda. In dem antisemitischen Hetzfilm Jud Süß von Veit Harlan, der die historischen Fakten im Sinne des Regimes verzerrte, diente Württemberg als Produktionskulisse. Ein weiteres Erzeugnis mit direktem Bezug zur württembergischen Geschichte war der 1940 unter der Regie von Herbert Maisch gedrehte Spielfilm Friedrich Schiller – Der Triumph eines Genies.

## Kultur und Kulturpolitik
Die Kulturpolitik des NS-Staats war vom Kampf gegen sogenannte „entartete Kunst“ geprägt, d. h. gegen Kunst, die in den Augen der Nationalsozialisten von vermeintlich „undeutscher Art“ war. Viele namhafte Künstler sahen sich mit Berufsverboten konfrontiert, so dass sie ihre Tätigkeit entweder einstellen mussten oder sich zur Auswanderung entschlossen.

### Bildende Kunst
Klaus Graf von Baudissin richtete im Juni 1933 im Stuttgarter Kronprinzpalais die Ausstellung „Novembergeist, Kunst im Dienste der Zersetzung“ ein. Im Jahre 1937 ließ das Regime aus allen deutschen Museen in großem Umfang Gemälde, Grafiken und Plastiken zumeist zeitgenössischer Künstler entfernen, deren Werke von den Machthabern als „entartete“ Kunst herabgewürdigt wurden. Allein in der Staatsgalerie Stuttgart waren 54 Gemälde und 355 Zeichnungen betroffen, die im Haus der Deutschen Kunst im Rahmen der Ausstellung über „entartete Kunst“ gezeigt wurden. Insbesondere auch die Werke der Stuttgarter Sezession wurden als „entartet“ gebrandmarkt. Namhafte Künstler wie etwa Oskar Schlemmer, Willi Baumeister oder Ida Kerkovius bekamen Berufsverbot. Der Staat konnte „entartete Kunst“ entschädigungslos enteignen und wenn möglich ins Ausland verkaufen. Unverkäufliche Werke wurden vernichtet. Unangetastet als Leiter der Kunstgewerbeschule blieb Bernhard Pankok, der jedoch 1937 in den Ruhestand ging und durch Fritz von Graevenitz ersetzt wurde.
Württemberg spielte bei der anerkannten Kunstproduktion während der NS-Zeit eine eher geringe Rolle. Bei den jährlichen Großen Deutschen Kunstausstellungen in München zwischen 1937 und 1944 waren nie mehr als 6 Prozent der Exponate aus Baden und Württemberg. Relativ häufig zu sehen waren dort Werke des Stuttgarter Bildhauers Fritz Nuss. Künstler, die sich mit Arno Breker, Josef Thorak oder Adolf Ziegler hätten vergleichen lassen können, gab es Württemberg aber nicht.

### Theater und Musik

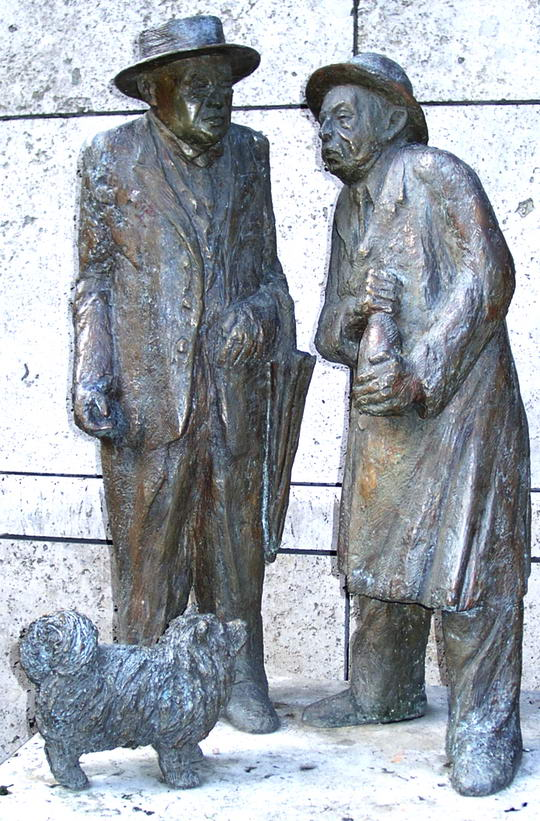
Denkmal für Oscar Heiler und Willy Reichert (rechts) als Häberle und Pfleiderer am Friedrichsbau-Theater in Stuttgart

Im Jahre 1932 begannen die beiden schwäbischen Originale Oscar Heiler und Willy Reichert mit ihren Bühnenauftritten als Häberle und Pfleiderer bekannt zu werden, wobei der Häberle von Heiler und der Pfleiderer von Reichert verkörpert wurde. Nachdem Willy Reichert 1933 die künstlerische Leitung des Friedrichsbau-Theaters übernommen hatte, trat er dort mit Oscar Heiler unzählige Male auf die Bühne.
Am Württembergischen Landestheater in Stuttgart entließ Kultminister Mergenthaler Ende März 1933 zahlreiche Künstler sowie den bisherigen Generalintendanten Albert Kehm. Dessen Nachfolger an den nun Württembergisches Staatstheater genannten Bühnen war von 1933 bis 1937 Generalintendant Otto Kraus, gefolgt 1937 bis 1944 von Gustav Deharde. Der „nichtarische“ Leiter des Privattheaters Stuttgarter Schauspielhaus, Claudius Kraushaar, wurde im Mai 1933 entlassen. Danach spielte das Ensemble hauptsächlich volkstümliche Stücke.
Die Württembergische Landesbühne Esslingen gastierte als Wanderbühne von 1933 bis 1944 an 62 verschiedenen Orten in Württemberg.
Karl Hasse, Universitätsmusikdirektor in Tübingen, zog im Juni 1933 gegen den musikalischen Führer der Jugendbewegung, Fritz Jöde, zu Felde. In einem von der Reichsmusikkammer herausgebrachten Buch mit dem Titel „Nationalsozialistische Grundsätze des Konzert- und Opernbetriebs“ prangerte er mit scharfen Worten den „Musikbolschewismus der Donaueschinger“ an. Das Regime unterstützte die Pflege des Volksliedes und des Volkstanzes. Der Organist und Chorleiter Hugo Herrmann trat mit Kompositionen für Männerchöre hervor. Am 11. November 1937 wurden in Stuttgart sogenannte Reichsmusiktage eröffnet, die jedoch wenig öffentliche Beachtung fanden. Von Wilhelm Weismann erschien im Kriegsjahr 1943 „Mein schwäbisches Liederbuch“ für Gesang und Klavier.
Namhafte Musiker, die während der NS-Zeit in Württemberg wirkten, waren zum Beispiel Hugo Distler, Hermann Erpf, Hermann Keller, Hermann Reutter, der junge Paul Buck und Hans Grischkat, der Leiter des Schwäbischen Singkreises. Der junge Organist Helmut Bornefeld begann 1937 seine Tätigkeit als Kantor in Heidenheim. Ein hoch geschätzter Konzert- und Liedsänger war Fritz Windgassen, von 1923 bis 1945 Mitglied der Staatsoper in Stuttgart. Aus Tübingen stammte die berühmte Sängerin Meta Diestel. Als sogenannter Gaumusikreferent wirkte Günther Homann, Pianist und Professor an der Stuttgarter Musikhochschule.
Die Stuttgarter Oper schloss am 24. Juli 1944 ihre Pforten für den Rest des Kriegs. Im Sommer 1944 kam auch der sonstige Kulturbetrieb kriegsbedingt völlig zum Erliegen.

### Literarisches Schaffen
Große Schriftsteller hatte Württemberg in dieser Zeit nur noch wenige aufzuweisen. Der bedeutendste unter ihnen, der aus Calw stammende Hermann Hesse, lebte bereits seit 1919 in der Schweiz und betrachtete die Entwicklung in Deutschland mit großer Sorge. Der schwäbische Heimatdichter August Lämmle konnte seine Tätigkeiten in der NS-Zeit ungehindert fortsetzen. Die aus Württemberg stammenden Schriftstellerinnen Isolde Kurz und Anna Schieber waren auch im Dritten Reich erfolgreich. Otto Heuschele lief zwar nicht begeistert ins Lager der Nationalsozialisten über, aber auch seine Werke waren von der Grundstimmung der Zeit beeinflusst. Heinrich Lilienfein und Wilhelm Schussen gehörten zu den 88 deutschen Schriftstellern, die das Gelöbnis treuester Gefolgschaft unterschrieben. Andere Schriftsteller konnten auf Grund ihres bisherigen Schaffens zur Zeit des Nationalsozialismus nicht weiter arbeiten und hatten allenfalls die Möglichkeit zur Emigration, die zum Beispiel Victoria Wolff ergriff. Josef Eberle schrieb in den Jahren von 1933 bis 1936 unter dem Pseudonym Sebastian Blau Gedichte im schwäbischen Dialekt, ehe ihm ab 1936 die Veröffentlichung derselben nicht mehr möglich war. Im Sinne des Nationalsozialismus unermüdlich tätig waren der junge Schriftsteller Gerhard Schumann und der Gaukulturwart Georg Schmückle, dessen Romane sehr populär waren. In Schmückles Roman Engel Hiltensperger, der bereits 1930 erschien, lassen sich Stilelemente und inhaltliche Schwerpunkte der völkischen Literatur exemplarisch zeigen.
Es gab auch Autoren, die unabhängig vom nationalsozialistischen Zeitgeist blieben. Im Kriegsjahr 1942 erschien die Essaysammlung Die guten Gefährten von Albrecht Goes, in der der Autor verschiedene Dichter porträtierte und auslotete, welche Traditionen für die Gegenwart noch bedeutsam waren. Wie Gerd Gaiser konnte sich Albrecht Goes aber erst in den Nachkriegsjahren literarisch voll entfalten.
In die Zeit des Nationalsozialismus fielen zwei Gedenktage, die in Württemberg mit großem Aufwand begangen wurden. Schillers 175. Geburtstag wurde 1934 mit einem Sternlauf durch das ganze Reichsgebiet gefeiert, der in der Geburtsstadt Marbach endete. Im Juni 1943 jährte sich der Todestag von Friedrich Hölderlin zum 100. Mal, was neben Feiern in Tübingen und im ganzen Reichsgebiet zu einer sogenannten Reichsfeierstunde in Stuttgart den Anlass bot.
1943 begann die Herausgabe der vom Germanisten Julius Petersen vorbereiteten Großen Stuttgarter Ausgabe der Werke Hölderlins (1943–1985) und der Schiller-Nationalausgabe (erscheint seit 1943).

### Museen und Heimatkunde
Die Gleichschaltung der Museen Württembergs erfolgte bis März 1934 in der Geschäftsstelle des württembergischen Museumsverbandes. Den nationalsozialistischen Heimat- und Naturschutz für Württemberg und Hohenzollern hat Hans Schwenkel organisiert. Am 1. September 1939 entstand in Tübingen eine Landesstelle für Volkskunde  als Nachfolgeorganisation des Instituts für Deutsche Volksforschung und Volkskunde und des  Württembergischen Landesamts für Volkskunde. Seit 1940 gab es zudem eine außerordentliche Professur für Landesgeschichte und historische Hilfswissenschaften an der Universität Tübingen, die bis 1942 von Hans Weirich und danach von Otto Herding besetzt war.

## Bevölkerungsentwicklung
Mit etwa 2.700.000 Bewohnern stellte Württemberg 1934 nur etwa 4,3 % der Einwohner des Deutschen Reichs. Von 1933 bis 1939 wuchs die Bevölkerung um 200.596 Einwohner. Dies entspricht einer Zunahme von 7,4 Prozent.
| Jahr          | Einwohner           |
| ------------- | ------------------- |
| 16. Juni 1933 | 2.696.324 Einwohner |
| 1939          | 2.896.920 Einwohner |

Im Zweiten Weltkrieg fielen insgesamt 141.508 Soldaten aus Württemberg. Außerdem starben 18.419 Zivilisten auf Grund von Kriegshandlungen. Der durch den Krieg bedingte Gesamtverlust an Menschenleben lag somit bei insgesamt 159.927 Toten. Durch den Zustrom von Heimatvertriebenen glich sich dieser Bevölkerungsverlust zahlenmäßig rasch aus. 1946 lebten auf dem Gebiet Württembergs und Hohenzollerns etwa 3.290.000 Einwohner. 1950 waren es bereits 3.620.000 Einwohner. Die Gesamtbevölkerung auf dem Gebiet des späteren Bundeslands Baden-Württemberg betrug 1950 etwa 6.430.000 Einwohner.

## Wirtschaftliche Entwicklung
Die bedrückende Weltwirtschaftskrise in Folge des New Yorker Börsenkrachs von 1929 war der Weimarer Republik zum Verhängnis geworden. Letztlich verdankte Hitler dieser Krise die Macht. Der Rückgang der Arbeitslosigkeit in den ersten Jahren von Hitlers Diktatur vollzog sich vor dem Hintergrund einer weltweiten, bereits 1932 einsetzenden wirtschaftlichen Erholung.
Die wirtschaftliche Entwicklung der Jahre 1933 bis 1939 war in ganz Deutschland von Wachstum und Aufschwung geprägt, was Hitler die stets zunehmende Gunst weiterer Kreise der Bevölkerung eintrug. Propagandistisch hervorgehobene Infrastrukturprogramme, wie etwa das Reichsautobahnprogramm, setzten Planungen fort, die bereits in der Weimarer Republik entstanden waren. Diese Programme selbst senkten die Arbeitslosenzahlen zwar nicht entscheidend, erzeugten jedoch eine gesamtwirtschaftliche Dynamik, die durch Hitlers suggestive Fähigkeit über die Medien noch verstärkt wurde. 1937 war die Vollbeschäftigung erreicht, und es kam in der Folge sogar zu einem Arbeitskräftemangel. Das Lohnniveau blieb übrigens zwischen 1933 und 1939 andauernd unterhalb dessen von 1929. Mit den sogenannten Reinhardt-Programmen, Einschränkungen der weiblichen Berufstätigkeit, der Wiedereinführung der Wehrpflicht und der Intensivierung des bereits 1931 eingerichteten Reichsarbeitsdienstes und ab 1935 der zunehmenden Aufrüstung und Kriegsvorbereitung kamen Maßnahmen speziell des nationalsozialistischen Regimes hinzu. Dies geschah jedoch um den Preis einer gewaltigen Staatsverschuldung, welche dank der Aktivitäten des Reichsbankpräsidenten Hjalmar Schacht der Öffentlichkeit verborgen blieb. Es war angestrebt, die verdeckt angehäuften Schulden des Deutschen Reichs durch die Eroberung und Ausplünderung anderer Länder – des so genannten „Lebensraums im Osten“ – wieder mehr als wettzumachen.

### Arbeitslosenzahlen
Die Arbeitslosenquote war in Württemberg geringer als im Reichsdurchschnitt. Auf dem Höhepunkt der Arbeitslosenkrise waren in Württemberg annähernd 134.000 arbeitslose Erwerbstätige gemeldet. Im Nachbarland Baden gab es Ende Januar 1933 184.000 registrierte Arbeitslose. Im Deutschen Reich insgesamt lag die Zahl der Arbeitslosen bei 6 Millionen. Die nachfolgende Tabelle zeigt die zeitliche Entwicklung der Arbeitslosenquoten für Württemberg gemäß der offiziellen Statistik:
| Jahr             | Arbeitslosenzahl | Quote  |
| ---------------- | ---------------- | ------ |
| 1929             | 38.015           | 5,2 %  |
| 1931             | 99.286           | 15,9 % |
| 1932             | 119.412          | 20,8 % |
| 1933 (Januar)    | 133.604          | 23,0 % |
| 1933             | 97.764           | 16,3 % |
| 1934 (Januar)    | 75.581           | 11,6 % |
| 1934 (September) | 25.609           | 3,8 %  |
| 1935             | 20.795           | 2,8 %  |
| 1935 (September) | 10.541           | 1,4 %  |
| 1936 (September) | 4.811            | 0,65 % |
| 1937             | 2.850            | 0,38 % |
| 1938 (Juli)      | 1.145            | 0,15 % |

Die Zahl der Beschäftigten erhöhte sich in den Jahren von 1933 bis 1939 in Württemberg um 1,1 Millionen. Im Jahre 1939 waren 38,83 % der Bevölkerung Württembergs erwerbstätig. Der Anteil der in Industrie, Handwerk und Bergbau Beschäftigten an der Gesamtbevölkerung lag bei 26,43 %. 1939 gab es in Württemberg nur noch 1319 registrierte Arbeitslose, wohingegen es in Baden noch 6409 waren.

### Bausektor
In den ersten Jahren des Nationalsozialismus realisierte das Regime im Gau Württemberg-Hohenzollern noch große Wohnungsbau- und Siedlungsvorhaben. Das Gauheimstättenwerk konnte bereits für den 1. April 1934 2120 fertige Heimstätten und 146 Wohnungen vermelden. In ähnlichem Umfang lief es auch in den folgenden Jahren. Der Besitz eines Eigenheims hatte in Württemberg von jeher einen hohen Stellenwert. 1934 lebten etwa 60 % der württembergischen Bevölkerung im eigenen Haus. Ab 1937 fuhr die Regierung die Bautätigkeit im Wohnungssektor mehr und mehr zurück, da sie die Arbeitskräfte sowie knapp werdendes Eisen und Stahl zunehmend für den Einsatz bei kriegswichtigen Bauvorhaben benötigte. Auch der private Wohnungsbau war durch die Verknappung empfindlich beeinträchtigt. Überall im Land wurden anstelle von zivilen Bauten nun militärisch wichtige Objekte wie Kasernen, Flugplätze und Rüstungsbetriebe errichtet.

### Industrie und Handwerk
Etwa 53 % der württembergischen Bevölkerung arbeiteten 1934 in der Industrie, wobei die Arbeiter noch vielfach als Nebenerwerbslandwirte tätig waren. Aufgrund der langen Tradition der Realteilung besaßen viele Württemberger auch einen kleinen Acker, der zwar nicht ausreichte, um von dort den Lebensunterhalt zu gewinnen, der sie aber unabhängiger von wirtschaftlichen Krisen machte. Wegen der Nebenerwerbslandwirtschaft waren württembergische Arbeiter weniger bereit, der Arbeit hinterherzuziehen, sondern sie pendelten lieber zu ihren Arbeitsplätzen. Auch die Unternehmer waren gezwungen, ihre Betriebe dort zu gründen, wo es Arbeitskräfte gab. So war die Struktur in Württemberg eher dezentral. Vorwiegend handelte es sich in Württemberg um Klein- und Mittelbetriebe mit persönlicher Haftung des Unternehmers.
Einen Aufschluss über die Betriebsgrößen in Württemberg gibt die nachfolgende Tabelle:
| Betriebsgröße (Anzahl Beschäftigte) | Anteil an der Zahl aller Erwerbstätigen in Industrie und Handwerk |
| ----------------------------------- | ----------------------------------------------------------------- |
| Bis 10                              | 27,3 %                                                            |
| 11 bis 50                           | 13,0 %                                                            |
| 51 bis 200                          | 18,2 %                                                            |
| 201 bis 1000                        | 21,4 %                                                            |
| Über 1001                           | 20,1 %                                                            |

Trotz des geringen Bevölkerungsanteils von 4,3 % (1934) an der Reichsbevölkerung lag der Anteil der württembergischen Fertigwarenproduktion bei 15 % der Gesamtproduktion im Deutschen Reich. Welche Erzeugnisse in den einzelnen Industriesektoren welchen Anteil an der Gesamtproduktion des Deutschen Reichs hatten, zeigt die nachfolgende Tabelle:
| Industriesektor                    | Anteil der württembergischen Industriesektoren in prozentualem Anteil zur Reichsproduktion |
| ---------------------------------- | ------------------------------------------------------------------------------------------ |
| Textilindustrie                    | 9,8 %                                                                                      |
| Maschinenbau                       | 8 %                                                                                        |
| Fahrzeugbau                        | 13,4 %                                                                                     |
| Feinmechanik und Optik             | 16,1 %                                                                                     |
| Lederindustrie                     | 15,2 %                                                                                     |
| Elektroindustrie                   | 6,3 %                                                                                      |
| Nahrungs und Genussmittelindustrie | 4,6 %                                                                                      |

Die württembergische Industrie erzeugte vor allem Waren von besonderem Spezialisierungsgrad und Qualität, die bei geringem Einsatz an Rohstoffen einen hohen Exportwert erbrachten. 1933 führte Württemberg Waren im Gesamtwert von über 500 Millionen Reichsmark aus. Viele der 400 beteiligten Unternehmen genossen internationales Renommee.
Welche Spezialerzeugnisse einzelner Industriesektoren aus Württemberg welchen Anteil am Gesamtexport des Deutschen Reichs hatten, zeigt die nachfolgende Tabelle:
| Industriesektor          | Anteil der württembergischen Erzeugnisse am Gesamtexport des Deutschen Reichs |
| ------------------------ | ----------------------------------------------------------------------------- |
| Chirurgische Instrumente | 33 %                                                                          |
| Wirk- und Strickwaren    | 33 %                                                                          |
| Korsagen                 | 33 %                                                                          |
| Feuerlöschgeräte         | 50 %                                                                          |
| Handharmonikas           | 60 %                                                                          |
| Uhren                    | 66 %                                                                          |

Unternehmen, die in diesen Export-Segmenten eine große Rolle spielten, waren beispielsweise die Aesculap-Werke, Junghans und Hohner sowie die Trikotagenindustrie auf der Schwäbischen Alb. Als ein Beispiel sei hier die Trikotwarenfabrik Gebrüder Mayer erwähnt.
Einen besonderen Stellenwert in der württembergischen Industrie hatte die Herstellung von Stahl, Maschinen, Motoren, Kraftfahrzeugen und Flugzeugen. In einzelnen Bereichen machte sich ab 1936 ein Mangel am Rohstoff Eisen bemerkbar und ab 1938 zudem ein eklatanter Mangel an Arbeitskräften. Wegen des Mangels an Rohstoffen wurden Altmaterialien gesammelt.
Bis zum Beginn der Weltwirtschaftskrise bewegte sich das nominale Pro-Kopf-Einkommen sowohl in Baden als auch in Württemberg leicht unter dem Reichsdurchschnitt. Dies lag hauptsächlich an dem hohen Anteil von Kleinbetrieben in Handwerk und Landwirtschaft. Württemberg konnte in besonderem Maße von dem Aufschwung der Jahre 1933 bis 1939 profitieren. Der Grad der Industrialisierung wuchs überdurchschnittlich im Vergleich zu den anderen Gebieten des Deutschen Reichs. Für das Jahr 1938/39 lag die Steuerleistung pro Kopf der württembergischen Bevölkerung um 16,7 % über dem Reichsdurchschnitt. Das Einkommen pro Kopf der Bevölkerung lag in Württemberg 1936 bei 1106 Reichsmark. Damit war zwar der württembergische Wert von 1928, also vor der Weltwirtschaftskrise, der bei 1183 Reichsmark Einkommen pro Kopf lag, noch nicht erreicht, aber der Reichsdurchschnitt 1936 lag bei nur 963 Reichsmark pro Kopf und Jahr, derjenige des Nachbarlandes Baden sogar noch etwas niedriger bei nur 917 Reichsmark. Nach Groß-Hamburg und Berlin-Brandenburg lag Württemberg damit 1936 an dritter Stelle aller Länder und preußischen Provinzen hinsichtlich des Einkommens pro Kopf.
Von NS-Rüstungsprojekten profitierte insbesondere die Metallbranche Württembergs. Zudem verstärkte sich eine Wanderungsbewegung von Betrieben der Metallindustrie aus Baden weg von der durch den Versailler Vertrag nähergerückten Grenze. Auch bei der Entwicklung von Daimler-Benz – anfangs ein Zusammengehen der gleichwertigen Partner Benz & Cie. in Mannheim und der Daimler-Motoren-Gesellschaft in Stuttgart – verschoben sich die Gewichte bereits ab 1931 zugunsten Württembergs. Die Daimler-Benz AG, deren Gründung 1926 von der Deutschen Bank angeregt worden war, um die Vorgänger vor dem Konkurs zu bewahren, konnte sich in der NS-Zeit sehr gut entwickeln. 1932 betrug die Anzahl der Mitarbeiter im Hauptwerk Untertürkheim 2771, im Jahre 1938 über 8500. Im Gesamtunternehmen der Daimler-Benz AG waren Ende 1932 nur noch 8850 Mitarbeiter beschäftigt. Diese Zahl stieg bis 1943 auf 67.905 Personen, wovon knapp die Hälfte Kriegsgefangene und Zwangsarbeiter waren.
Seit 1938 waren der Maschinenbau sowie die Elektro- und Fahrzeugindustrie die industriell führenden Branchen im Investitionsgüterbereich Württembergs. Bedingt durch die Rüstungskonjunktur nahm die Anzahl der Großbetriebe zu. Ungefähr ein Viertel des gesamten württembergischen Produktionswerts wurde von der Landeshauptstadt Stuttgart erbracht. Dieser Wert lässt sich für Stuttgart auf rund 437 Millionen Reichsmark im Jahre 1936 beziffern. Pro Kopf der Bevölkerung erwirtschafteten die Württemberger 1936 eine durchschnittliche Nettoproduktionsleistung von 663 Reichsmark.
Viele renommierte Unternehmen der zivilen Gebrauchsgüterindustrie hatten schon vor dem Krieg auf Waffen- und Munitionsproduktion umstellen müssen. Dazu zählten unter anderen auch Maybach, Märklin und die WMF.
In Württemberg lagen die Schwerpunkte der Rüstungsindustrie in Böblingen, Stuttgart-Zuffenhausen, Friedrichshafen, Manzell, Langenargen und Ravensburg. In Westhausen bei Ellwangen entstand unter der Tarnbezeichnung Collis Metallwerke GmbH eine unterirdische Munitionsfabrik des Heeres. Auch die Mauser-Werke in Oberndorf profitierten von den Rüstungsaufträgen. Das in der Weltwirtschaftskrise stark unter Druck geratene Unternehmen Dornier konnte seit 1933 stetig wachsen und erreichte im Jahre 1942 mit 23.191 Mitarbeitern einen Beschäftigungshöchststand. Verglichen mit Baden verfügte Württemberg Anfang des Jahres 1939 über fast dreimal so viel „kriegswichtige“ Industriebetriebe.
Die württembergischen Textilunternehmen zogen Gewinn aus Aufträgen zur Uniformherstellung. Das Solidschuhwerk in Tuttlingen wurde als Bekleidungsausstatter der Waffen-SS in Dachau verwendet. Steiger & Deschler in Ulm lieferte Ballonstoffe. Zur Sicherung der Textilversorgung wurde die Kunstfasergewinnung kräftig ausgebaut. Dazu wurden auf württembergischen Boden Zellstoffwerke zum Beispiel in Ehingen, Unterkochen und Wangen errichtet. 1937 kam es außerdem zur Gründung einer Zellwoll-Lehrspinnerei in Denkendorf. Trotz der in ganz Deutschland forcierten Maßnahmen blieb die Textilversorgung der Bevölkerung unbefriedigend. Die aus Kunstfasern hergestellten Kleidungsstücke waren schwer, auf der Haut kratzend und wärmten bei starker Kälte kaum.
Mit dem Stichtag 17. Mai 1939 wurden in Württemberg folgende Industriearbeitsplätze gezählt:
| Industriezweig                     | Anzahl Beschäftigte  |
| ---------------------------------- | -------------------- |
| Maschinen-, Stahl- und Fahrzeugbau | 121.916 Beschäftigte |
| Erzeugung von Textilien            | 41.444 Beschäftigte  |
| Elektrotechnik                     | 100.853 Beschäftigte |
| Erzeugung von Chemikalien          | 9.090 Beschäftigte   |

Anfang des Jahres 1936 wurden die bisher acht württembergischen Industrie- und Handelskammern auf vier reduziert, so dass es künftig nur noch jeweils eine in Stuttgart, Reutlingen, Rottweil und Ulm gab.

### Einzelhandel
Die württembergische Regierung wollte im Einklang mit dem Regime in Berlin den traditionellen Einzelhandel stärken und die Verbreitung von Warenhäusern und Konsumvereinen hemmen. Warenhäuser waren den Nationalsozialisten verhasst, weil sie oft in jüdischer Hand lagen. Die Konsumvereine standen, da sie traditionell von den „marxistischen Parteien“ gefördert worden waren, nun unter der Leitung der Deutschen Arbeitsfront. Das Warenhaus Hermann Tietz mit einer Filiale auch in Stuttgart war eines der prominenten Oper der sogenannten „Arisierung“.

### Landwirtschaft
Die württembergische Landwirtschaft, obwohl traditionell vom Staat gefördert, befand sich 1933 im Vergleich zum Reichsdurchschnitt auf einem technisch niedrigen Niveau. Die meist kleinen bis winzigen Höfe wurden noch weitgehend in Handarbeit betrieben. Dies erforderte einen höheren Arbeitskräftebedarf als bei den wenigen mechanisierten Großbetrieben, der aber kaum zu decken war. Gemäß der Blut-und-Boden-Ideologie des NS-Regimes genoss die Landwirtschaft einen hohen ideellen Stellenwert. Nach Hitlers Machtübernahme sollten protektionistische Maßnahmen die Landwirtschaft fördern. In den Jahren 1932 und 1933 wurde eine bis heute fortgesetzte Erzeugerschutzpolitik eingeleitet, in deren Verlauf sich ohne stärkere Preiserhöhung in den 1930er Jahren die Einkommenssituation der südwestdeutschen Landwirtschaft – allerdings immer noch unterhalb des Einkommensniveaus von 1927 – besserte. Das Gesetz zur Sicherung der Preise für inländisches Getreide vom 26. September 1933 verordnete feste Erzeugerpreise. Dies garantierte dem Landwirt stabile, vom Markt unabhängige Umsätze, mit denen er seinen Lebensunterhalt sichern konnte. Die Landwirtschaft erholte sich dadurch ein wenig. An der Höhe der drückenden Schuldenlast der südwestdeutschen Landwirtschaft hatte sich während der NS-Zeit jedoch kaum etwas geändert. Die württembergische Landwirtschaftskammer wurde 1933 dem württembergischen Wirtschaftsministerium direkt unterstellt und vom neuen NS-Landesbauernführer Alfred Arnold geleitet. Die Kammer wurde per Gesetz am 13. September 1933 dem Reichsnährstand angegliedert.
Die Landflucht verstärkte sich in Württemberg nach 1933 auf Grund der Nachfrage nach Arbeitskräften in der Industrie. Deshalb wurden die Absolventen der Volksschulen zur Erfüllung eines Landjahrs ermuntert. Im Jahre 1935 kamen in Württemberg 86 Jungen und 192 Mädchen dieser Aufforderung für die Dauer von sechs Monaten nach. Neben dem Landjahr organisierte die Hitlerjugend den sogenannten Landdienst. 1936 gab es in Württemberg 40 Landdienstlager der HJ mit rund 700 Mädchen und Jungen. Weiteren Bedarf an Arbeitskräften in der Landwirtschaft deckte der Reichsarbeitsdienst.
Seit Kriegsausbruch verschlechterte sich die Lage der Landwirtschaft rasant. Zur Behebung des Arbeitskräftemangels wurden bis Anfang 1941 über die Hälfte der ausländischen Zivilarbeiter und Kriegsgefangenen der Landwirtschaft zugewiesen. Für fremdländische Arbeiter wurden diskriminierende Maßnahmen, zum Beispiel ein Verbot von Kirchenbesuchen oder Zusammenkünften nach Feierabend, erlassen.

### Verkehr

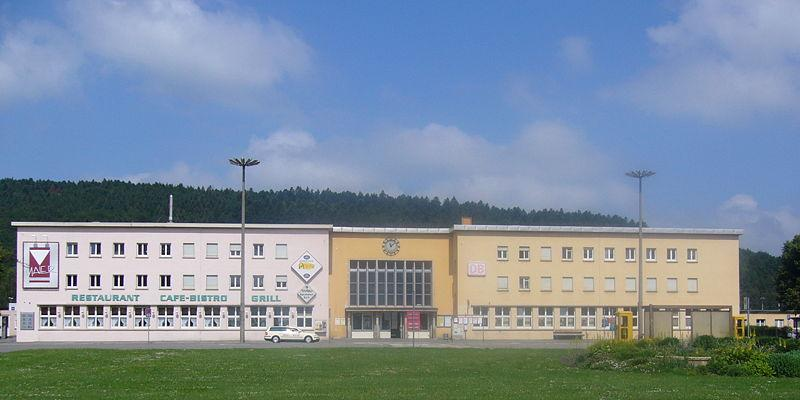
Als Teil des Gäubahn-Ausbaus wurde im September 1933 der neue Bahnhof Tuttlingen als einer der größten Bahnhöfe Württembergs eröffnet

Württemberg war zu Beginn des 19. Jahrhunderts ein armes Land, das unter dem Nachteil einer ungünstigen Topographie und dem Mangel an natürlichen Verkehrswegen, wie etwa großer Flussläufe, litt. Der Neckar war in seinem gesamten Verlauf nicht durchgängig schiffbar, und so brachte erst die Kanalisierung des Neckars von Mannheim nach Heilbronn sowie der Bau der württembergischen Eisenbahn von Heilbronn über Stuttgart und Ulm nach Friedrichshafen den Beginn eines stetigen wirtschaftlichen Aufholprozesses, der bereits zum Ende des 19. Jahrhunderts gelungen war und sich in der Zeit des Volksstaates mit großen Schritten fortsetzte. Der 1925 begonnene Ausbau des Neckarkanals zur Großschifffahrtsstraße von Mannheim nach Heilbronn konnte 1935 abgeschlossen und der weitere Ausbau bis Plochingen begonnen werden. Noch zu Zeiten der Regierung Bolz war die Elektrifizierung der Bahnstrecke von Stuttgart über Plochingen und Ulm nach Augsburg abgeschlossen, so dass in der NS-Zeit nur noch knapp die Hälfte der Bahnsteige im Stuttgarter Hauptbahnhof den Dampflokomotiven vorbehalten blieb. Ab dem 15. Mai 1933 waren auch die Stuttgarter Vorortzüge elektrisch angetrieben. Ab 1934 war außerdem die Bahnstrecke Plochingen–Immendingen bis Tübingen (heute auf diesem Abschnitt auch als Neckar-Alb-Bahn bekannt) elektrifiziert. Das Jahr 1933 war, was den Eisenbahnbau in Württemberg angeht, keine Zäsur. Die Nationalsozialisten führten im Wesentlichen die Maßnahmen aus den 1920er Jahren zu Ende und ergänzten das Netz um einige kriegsstrategische Verbindungskurven. Die utopischen Pläne für eine Breitspurbahn durch Europa tangierten Württemberg für eine Strecke von München nach Paris. Dafür arbeitete die Reichsbahndirektion Stuttgart bis zum nahenden Kriegsende verschiedene Trassenvarianten aus.
Von 1927 bis 1941 wurde die Frankenbahn im Abschnitt zwischen Osterburken und Stuttgart sowie die Gäubahn von Stuttgart nach Singen fast vollständig zweigleisig ausgebaut, um unter anderem im Nord-Süd-Verkehr mit der Rheintalbahn von Mannheim nach Basel im benachbarten Land Baden und der bayerischen Nord-Süd-Achse von Ludwigsstadt über Nürnberg und München nach Innsbruck besser konkurrieren zu können.
Im Jahre 1934 begann der Bau der Autobahnen. Am 21. März 1934 erfolgte der erste Spatenstich zur Reichsautobahn zwischen Plieningen und Bernhausen. Bis 1940 wurden die Strecken 36 Karlsruhe–Leonberg und 42 Leonberg–Ulm (heutige A 8) und Strecke 39 Leonberg–Weinsberg (heutige A 81) eröffnet. Als besondere Bauwerke entstanden der Engelbergtunnel, der Lämmerbuckeltunnel und der Nasenfelstunnel, die ersten Autobahntunnel überhaupt. Als technische Meisterleistung galt der Albaufstieg. Das Bauunternehmen Züblin war hier am Bau beeindruckender Autobahnbrücken beteiligt.
Die nachfolgende Tabelle zeigt die Entwicklung der Zahl zugelassener Kraftfahrzeuge in Württemberg während der NS-Zeit, wobei die Zahlen Motorräder, PKW, Omnibusse, LKW, Zugmaschinen und Spezialkraftwagen wie Feuerwehrfahrzeuge und ähnliches umfassen:
| Jahr | Anzahl der KFZ |
| ---- | -------------- |
| 1933 | 72.937         |
| 1935 | 98.896         |
| 1938 | 150.216        |

Mit der Zahl der Kraftfahrzeuge stieg die Zahl der Unfälle in Württemberg:
| Jahr | Zahl der Unfälle | Zahl der tödlich Verunglückten | Zahl der Verletzten |
| ---- | ---------------- | ------------------------------ | ------------------- |
| 1935 | 3.898            | 282                            |                     |
| 1936 | 4.341            | 231                            |                     |
| 1937 | 11.695           | 448                            | 8.214               |
| 1938 | 10.899           | 363                            | 7.472               |

Mit Kriegsbeginn kam der private Kraftfahrzeugverkehr praktisch zum Erliegen, da die Wehrmacht die meisten Fahrzeuge für den Kriegseinsatz konfiszierte. Reisen mussten, falls nötig, wieder mit öffentlichen Verkehrsmitteln bewältigt werden.
Vom Frühjahr 1937 bis zum Herbst 1939 entstand auf den Fildern der neue Stuttgarter Flughafen bei Echterdingen. Damit wurde der bisherige Flughafen Böblingen frei für die rein militärische Nutzung.

## Alltag der Bevölkerungsmehrheit vor dem Krieg
Der sogenannte „Volksgenosse“ wurde vom Nationalsozialismus mit Wohltaten umworben, solange er sich dessen Vorgaben und Zielen nicht in den Weg stellte und seine Gepflogenheiten in der Öffentlichkeit mitmachte. Zu den vermeintlichen Wohltaten gehörten Massenveranstaltungen aller Art, die im Alltag präsent wurden. Der 1. Mai wurde als „nationaler Feiertag des Deutschen Volkes“ zum Feiertag. Einen besonderen Kult gab es jedes Jahr um Hitlers Geburtstag (seit 1936), den Muttertag, die Sommersonnenwende, den Heldengedenktag, das Erntedankfest und den Gedenktag zum gescheiterten Hitler-Putsch vom 9. November 1923. Das Regime vereinnahmte zunehmend die Jugend in der HJ und im Bund Deutscher Mädel. Am 23. Februar 1934 gab es in der Stuttgarter Stadthalle eine „Startveranstaltung“ der Organisation Kraft durch Freude im Gau Württemberg-Hohenzollern. An einer ersten Urlaubsfahrt der Organisation mit der Reichsbahn nach Oberbayern nahmen 1000 Arbeiter teil. Der wirtschaftliche Aufschwung und die außenpolitischen Erfolge Hitlers bestärkten die Zustimmung weiter Kreise zum Regime. Dass Hitlers Politik auf einen neuen Krieg zulief, mochten viele Deutsche trotz der Einführung der allgemeinen Wehrpflicht am 16. März 1935 nicht wahrhaben. Seither wurde das Militär im Alltag immer gegenwärtiger. An den bisherigen Garnisonen Stuttgart, Ludwigsburg, Schwäbisch Gmünd, Tübingen und Ulm erweiterte die Wehrmacht ihre Kasernen und errichtete neue Garnisonen in Böblingen, Esslingen, Heilbronn, Horb, Kornwestheim, Reutlingen und Weingarten. Zunehmend führte das Regime Luftschutz- und Verdunkelungsübungen durch.
Die Erwartungshaltung des Regimes an die Opferbereitschaft der Bürger war hoch, nicht nur im ideellen, sondern auch im materiellen Sinne. Regelmäßig fanden Sammlungen für Organisationen oder Gruppierungen wie das Winterhilfswerk, die Wehrmacht, die Jugend, für Mutter und Kind, den Luftschutz oder das Eintopfgericht statt. Des Weiteren sollten die Bürger möglichst Mitglied in Berufsorganisationen und der NSDAP oder eines ihrer Gliederungen sein, womit wiederum erkleckliche Mitgliedsbeiträge verbunden waren. Wie hoch der Druck zum Eintritt in die NSDAP war, zeigte sich sehr deutlich bei der Belegschaft der Robert Bosch GmbH. Obwohl Neueinstellungen bei Bosch unabhängig von der Parteizugehörigkeit erfolgten, waren 1945 nach Angaben Boelkes über die Hälfte der rund 8500 deutschen Arbeiter und Angestellten in den Stuttgarter und Feuerbacher Werken von Bosch Mitglied der NSDAP oder einer ihrer Unterorganisationen. Lässt man die Unterorganisationen außer Acht, so geht eine neuere Studie im Auftrag der Robert Bosch GmbH von etwa 19 % tatsächlichen NSDAP-Mitgliedern innerhalb der Bosch-Belegschaft aus.
Die Vorbereitung auf den Krieg war in Württemberg insbesondere im Bausektor spürbar. Für private und öffentliche Bauvorhaben fehlte es zunehmend an Material, hauptsächlich Eisen, und Arbeitskräften, weil beides bevorzugt für die Errichtung des Westwalls und sonstiger Wehranlagen, wie der Neckar-Enz-Stellung, eingesetzt wurde. So fehlte es in Stuttgart ab 1937 an der Möglichkeit, Luftschutzräume im gewünschten Umfang zu errichten, was den Bestrebungen des Reichsluftschutzbundes entgegenwirkte. Repräsentative Bautätigkeit für die Partei wie etwa in Nürnberg, München, Berlin, Hamburg, Düsseldorf, Dresden oder Weimar gab es in Württemberg nicht. Unter dieser totalen Flaute im Bausektor litten insbesondere die württembergischen Architekten, die im Land der „Häuslebauer“ bisher immer recht zahlreich gebraucht wurden.
Um die Arbeitskräfte und Soldaten zur Vorbereitung des Kriegs zu sichern, wurden Arbeitsämter und Betriebe zu verstärkter Kooperation angehalten und die Behörden hatten Listen über im Kriegsfall unabkömmliche Beamte und Angestellte zu erstellen. Es gab Auswirkungen auf den Einzelnen bis hin zur Beschränkung der beruflichen und privaten Freizügigkeit. Die Arbeitsbelastung war hoch. Schon vor Beginn des Kriegs waren in der Rüstungsindustrie 60-Stunden-Wochen angesagt. Im März 1944 wurden in der Luftfahrtindustrie 72-Stunden-Wochen gefordert.
Die Stimmungslage im gesamten Reich steigerte sich mit Hitlers außenpolitischen Erfolgen von 1935 bis 1938 und erlebte 1938 mit dem Anschluss Österreichs einen Höhepunkt. Dass mit Hilfe des Münchner Abkommens ein Krieg abgewendet werden konnte, steigerte die Popularität des „Führers“, die jedoch bei Kriegsausbruch am 1. September 1939 einen deutlichen Einbruch erfuhr.

## Auswirkungen des Kriegs auf Württemberg
Eine Kriegsbegeisterung wie im August 1914 gab es bei Ausbruch des Zweiten Weltkriegs nicht. Erst der rasche Sieg über Polen und der Triumph des Westfeldzugs im Sommer 1940 in Frankreich sorgten für allgemeine Euphorie. Nach diesem Sieg hielt sich Hitler eine Woche lang, vom 27. Juni bis zum 5. Juli 1940, im Führerhauptquartier Tannenberg auf. Durch entsprechende Wochenschauberichte geriet das nahe gelegene Freudenstadt ins Visier der Weltöffentlichkeit. Freudenstadt und das Umland im württembergischen Schwarzwald wurden nun in Frankreich ein Symbol des nationalsozialistischen Regimes und der französischen Niederlage, was sich 1945 rächen sollte. Den Überfall auf die Sowjetunion im Sommer 1941 nahmen viele intuitiv richtig als den Anfang vom Ende wahr. Die Ahnung, dass die weitere Entwicklung katastrophal enden würde, ließ sich allenfalls durch einen naiven Glauben an den „Führer“ noch eine gewisse Zeit lang unterdrücken. In der Öffentlichkeit über eine wahrscheinliche Niederlage zu sprechen, konnte freilich als „Wehrkraftzersetzung“ mit Gefängnis oder noch Schlimmerem geahndet werden. Hitlers Kriegserklärung an die Vereinigten Staaten am 11. Dezember 1941 verdüsterte den Horizont der Zweifler weiter.
Während des Kriegs setzte allenthalben der verbotene Schwarzhandel ein. Es kam zu Preissteigerungen und zu Verknappung von Kleidung und Schuhen und sonstigen Artikeln des täglichen Bedarfs. Auch an Heizmaterial, insbesondere Kohle, herrschte Mangel. Bei der Versorgung mit Lebensmitteln achtete das Regime jedoch darauf, dass die deutsche Bevölkerung dank einer rigorosen Ausbeutung der besetzten Gebiete anders als im Ersten Weltkrieg lange Zeit noch keine ernsthafte Beeinträchtigung spürte. Die Niederlage von Stalingrad führte zu allgemeiner Angst und Kriegsverdrossenheit. Vom Luftkrieg blieb Württemberg in den Anfangsjahren noch weitgehend verschont. Vereinzelte Attacken auf die Landeshauptstadt Stuttgart konnten meist noch durch die Scheinanlage des Stuttgarter Hauptbahnhofs bei Lauffen am Neckar abgelenkt werden.
Reichsstatthalter Murr machte mit einem nur in Württemberg gültigen Erlass vom 27. September 1941 von sich reden, mit dem er Frauen das Tragen von Hosen in der Öffentlichkeit untersagte. Murr empfand es als Unsitte, wenn Frauen in Reit- oder Männerhosen unterwegs waren, und erließ somit eine Kleiderordnung, die als Beinbekleidung für Frauen das althergebrachte Tragen von Röcken oder Kleidern zur Pflicht machte. Ausnahmen waren nur an Sportstätten oder am Arbeitsplatz erlaubt, wenn dies erforderlich war. Das Tragen von Skihosen im Winter wurde geduldet, wenn die Frauen einen langen Mantel darüber trugen. Frauen, die sich in der Öffentlichkeit in Hosen erwischen ließen, mussten mit Geldstrafe oder Gefängnis rechnen. Im Winter des Jahres 1944 setzte Himmler in seiner Funktion als Reichsinnenminister die Verfolgung dieses Delikts für den Rest des Kriegs aus, weil es die Kriegsmoral der Frauen in Württemberg empfindlich störte.

### Luftkrieg
Noch im Jahre 1942 galt Württemberg als sicheres Zufluchtsgebiet für die Kinderlandverschickung, um den Gefahren des Luftkriegs in den Städten von Nord- und Westdeutschland zu entkommen. Aber bereits 1943 wurde deutlich, dass die Landeshauptstadt Stuttgart nicht mehr sicher war. Der erste schwere Fliegerangriff vom 11. März 1943 forderte über 100 Todesopfer, derjenige vom 15. April 1943 kostete fast 700 Stuttgarter das Leben. Im Jahre 1944 war die Luftüberlegenheit der alliierten Verbände so überwältigend, dass in Stuttgart 25 schwere Angriffe stattfanden, die das Stadtzentrum in ein Ruinenfeld verwandelten. Die im Vergleich zu anderen Großstädten am Ende geringere Anzahl von Opfern, insgesamt etwa 4560 Tote bei 53 Luftangriffen, verdankten die Stuttgarter der Möglichkeit, in den zahlreichen Tunneln, insbesondere in dem für die Innenstadt wichtigen Wagenburgtunnel, eine schnell erreichbare und sichere Zuflucht zu finden. Neben den Toten gab es in Stuttgart Tausende von Verletzten unter der Zivilbevölkerung. Nach den schweren Bombenangriffen des Sommers 1944 waren 280.000 Stuttgarter bombengeschädigt und auf Nothilfe mit Nahrung, Kleidung und Hausrat dringend angewiesen.
Der verheerende Luftangriff auf Heilbronn am 4. Dezember 1944 forderte allein 6530 Todesopfer. Beim Luftangriff auf Ulm am 17. Dezember 1944 starben 707 Menschen, 613 wurden verletzt und etwa 25.000 Menschen obdachlos. In der Nacht vom 27. auf den 28. April 1944 erlebten die Bewohner von Friedrichshafen ihren schwersten Luftangriff mit 311 beteiligten Bomberflugzeugen und 136 Toten. Friedrichshafen war wegen seiner Rüstungsindustrie insgesamt elfmal Ziel alliierter Luftangriffe.
Die nachfolgende Tabelle fasst die kriegsbedingten Verluste der wichtigsten württembergischen Städte zusammen. Die Verlustzahlen gehen hauptsächlich auf die Luftangriffe zurück. Verluste bei den Bodenkämpfen, die weiter unten eingehend behandelt werden, gab es im April 1945. Es werden lediglich die zivilen Opfer berücksichtigt.
| Stadt           | Bevölkerungsverluste |
| --------------- | -------------------- |
| Crailsheim      | 140                  |
| Friedrichshafen | 618                  |
| Göppingen       | 325                  |
| Heilbronn       | 6.809                |
| Kornwestheim    | 131                  |
| Lauffen         | 99                   |

| Stadt       | Bevölkerungsverluste |
| ----------- | -------------------- |
| Ludwigsburg | 104                  |
| Neckarsulm  | 105                  |
| Reutlingen  | 474                  |
| Stuttgart   | 4.562                |
| Ulm         | 1.710                |
|             |                      |

Infolge der Luftangriffe kam die industrielle Produktion Anfang des Jahres 1945 fast vollständig zum Erliegen. Das Elend von Obdachlosigkeit und Evakuierung bestimmte den Alltag vieler Menschen.

### Kriegsgefangene und Zwangsarbeiter
Auch Württemberg war wie das Deutsche Reich insgesamt während des Kriegs Aufnahmegebiet sowohl von Kriegsgefangenen als auch von Zwangsarbeitern, die das Regime zu Zwangsarbeit in der Industrie und Landwirtschaft heranzog. Die zunächst aus Polen stammenden Gefangenen hatten ab März 1940 eine Aufnaht mit dem Buchstaben „P“ sichtbar an der Kleidung zu tragen. Die ab Sommer 1941 hinzugekommenen sowjetischen Kriegsgefangenen und Zwangsarbeiter hielt das Regime wie ihre polnischen Leidensgefährten mit großer Brutalität in speziellen Barackenlagern gefangen. Die zivilen Gefangenen aus der Sowjetunion hatten eine Aufnaht mit dem Wort „OST“ an der Kleidung zu tragen. Gemäß der Ideologie des NS-Staats galten diese Gefangenen als „rassisch minderwertig“. Diejenigen unter ihnen, die sich über Verbote hinwegsetzten, wurden mit drakonischen Strafen belegt. Wenn ein Fremdarbeiter eine freundschaftliche Beziehung zu einer deutschen Frau aufbaute, galt dies als todeswürdig. Allein schon der Verdacht eines intimen Verhältnisses konnte zur Hinrichtung führen. Bereits im Sommer 1941 waren sechs Polen im Gau Württemberg-Hohenzollern aufgrund eines solchen Verdachts gehängt worden. Kriegsgefangene aus westlichen Ländern wurden gemäß den Genfer Konventionen üblicherweise korrekt behandelt und befanden sich unter Aufsicht der Wehrmacht.
Zwangsarbeiterlager gab es unter anderem in Bietigheim, Reutlingen, Schwenningen und Lauffen am Neckar, darunter in Lauffen eines mit der vor Ort verwendeten Bezeichnung Mischlingslager.
Arbeitserziehungslager befanden sich in Kniebis-Ruhestein (Baiersbronn), Oberndorf am Neckar-Aistaig und Rudersberg. In den Mauser-Werken arbeiteten an der Rüstung bis zu 11.000 Beschäftigte. Der Anteil der Zwangsarbeiter unter ihnen lag gegen Ende des Zweiten Weltkriegs bei über 50 Prozent. Insgesamt gab es im Raum Oberndorf gleichzeitig rund 7000 Zwangsarbeiter aus 19 Nationen, etwa 700 Kriegsgefangene und (von 1941 bis 1945 im Turnus von mehreren Wochen) rund 4400 Menschen im Arbeitserziehungslager.
Ein sogenanntes SS-Abfertigungslager war in Schelklingen.

### Während des Kriegs in Württemberg eingerichtete Konzentrationslager
Das Regime errichtete die großen und bekannten Konzentrationslager außerhalb der Grenzen Württembergs. Das kleine württembergische Schutzhaftlager Welzheim kann auf Grund seiner begrenzten Kapazität nicht mit den großen Konzentrationslagern Dachau oder Buchenwald verglichen werden, wenngleich die Haftbedingungen auch dort grausam waren. Ab 1944 jedoch überzog die Inspektion der Konzentrationslager Württemberg mit einem Netz von sogenannten Außenlagern, die sie meist mit jüdischen und politischen Häftlingen aus dem KZ Natzweiler füllte und ihnen in Lagern wie dem KZ Hessental, dem KZ Kochendorf, dem Lager Neckargartach oder dem KZ Wiesengrund das Schicksal der „Vernichtung durch Arbeit“ zudachte. Die SS vereitelte beim Näherrücken der alliierten Streitkräfte mancherorts den noch lebenden Häftlingen eine mögliche Befreiung und schickte sie auf Todesmärsche wie etwa den Hessentaler Todesmarsch. Es gab aber auch Beispiele von Evakuierungen, die für die Häftlinge nicht in den Tod führten. Die KZ-Wächter des Außenlagers Calw zwangen etwa 180 noch lebende Frauen des Lagers, die dort für die Rüstungsindustrie gearbeitet hatten, Anfang April 1945 auf einen über drei Wochen dauernden Marsch über Tübingen und Ulm bis nach Füssen. Ihre Bewacher ließen sie dort in einem Waldgebiet zurück. Amerikanische Soldaten fanden die Frauen Ende April 1945.
Orte mit Außenlagern des KZ Natzweiler-Struthof (siehe auch: Liste der Außenlager des KZ Natzweiler-Struthof) auf dem Gebiet Württembergs waren Calw (1944 bis April 1945), Derdingen, Ebersbach (1944 bis 1945), Echterdingen, Ellwangen, Friedrichshall-Kochendorf (Anfang 1944 bis 1945), Geislingen an der Steige, Hailfingen/Tailfingen (1944 bis 1945), Leonberg, Neckargartach, Schwäbisch Hall, Spaichingen (Anfang September 1944 bis zum 18. April 1945), Sulz am Neckar, Unterriexingen bei Markgröningen (Oktober 1944 bis April 1945), Vaihingen (ab August 1944) und Wasseralfingen.

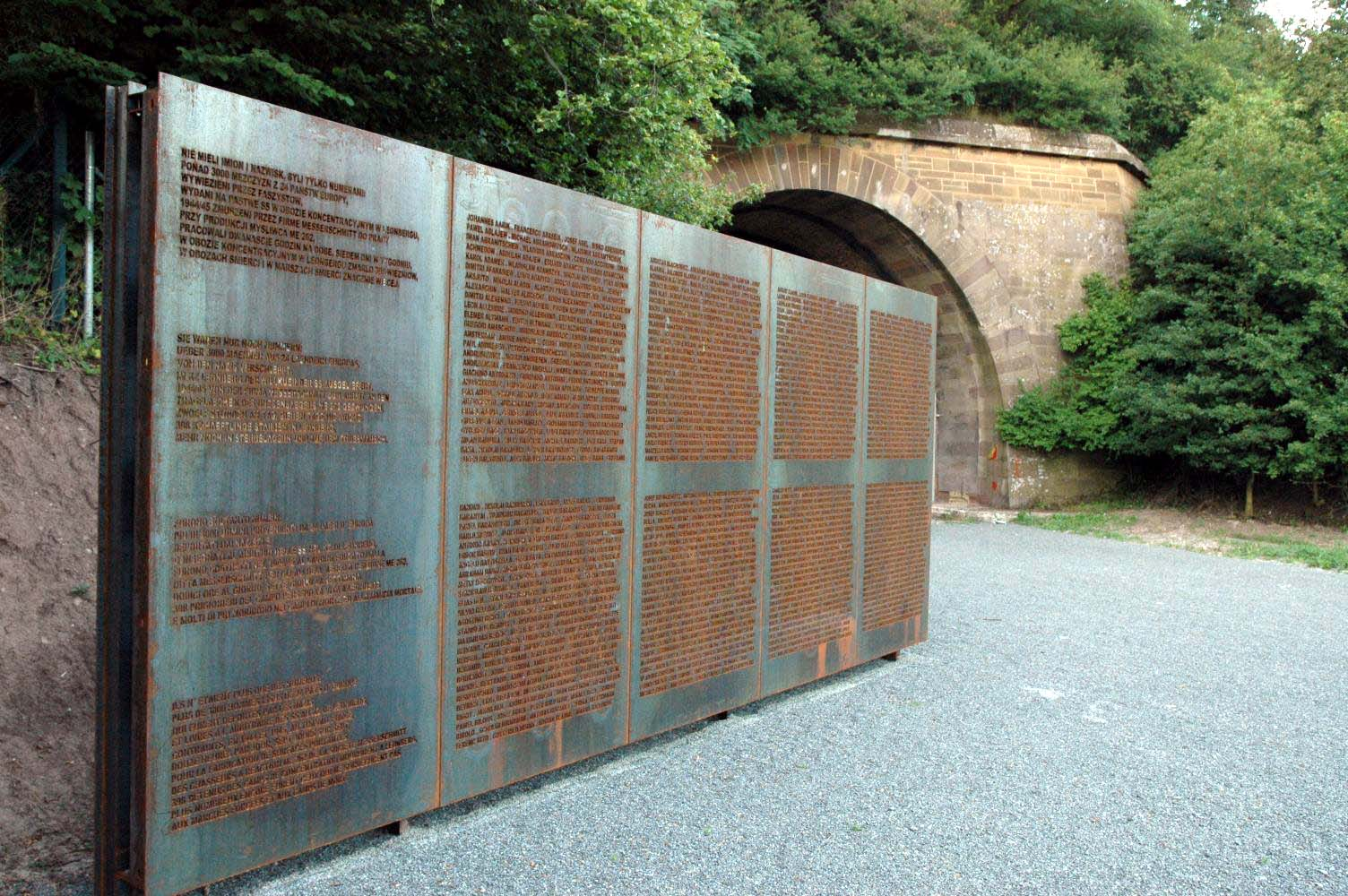
Namenswand zur Erinnerung an das KZ Leonberg von Johannes Kares (Juli 2005)

Trotz der kurzen Zeit seiner Existenz haben im KZ Echterdingen mindestens 119 der insgesamt 600 Häftlinge ihr Leben verloren. Lagerkommandant war der elsässische SS-Untersturmführer René Romann, der zuvor im Hauptlager Wachmann und Blockleiter gewesen war. Später wurde er Kommandant des KZ-Außenlagers Geislingen. Das KZ in Hailfingen wurde 1944 als Außenstelle des elsässischen KZ Natzweiler-Struthof errichtet. 600 vorwiegend jüdische KZ-Häftlinge mussten in den umliegenden Steinbrüchen sowie beim Bau einer Startbahn Zwangsarbeiten verrichten. Unter den entsetzlichen Haftbedingungen starben etwa 350 Menschen. In den Röhren des Engelbergtunnels produzierten KZ-Häftlingen des KZ-Außenlagers Leonberg Flugzeugteile. Am südlichen Ausgang der inzwischen stillgelegten Röhren befindet sich heute eine KZ-Gedenkstätte. Hier steht eine am 8. Mai 2005 eingeweihte und vom Tübinger Künstler Johannes Kares entworfene Namenswand.
Die Waffenfabrik Mauser-Werke aus Oberndorf (Neckar) verlegte unter dem Tarnnamen „Metallwerke Spaichingen“ einen Teil ihrer Produktion nach Spaichingen, um Arbeitskräfte aus dem Außenlager von Natzweiler-Struthof zum Einsatz zu bringen. In Unterriexingen bei Markgröningen wurde ein Nebenlager von Vaihingen an der Enz betrieben. Ende 1944 mussten etwa 500 jüdische Häftlinge Zwangsarbeit beim Fliegerhorst Großsachsenheim leisten. Zu Beginn des Jahres 1945 kamen noch 150 bis 200 polnische Häftlinge, zum Teil Überlebende des Warschauer Aufstands, und sonstige Zwangsarbeiter hinzu. Mindestens 250 Häftlinge starben unter den entsetzlichen Haftbedingungen.
Weitere Außenlager des KZ Natzweiler im Gau Württemberg-Hohenzollern, welche im Rahmen des Unternehmens Wüste entstanden, befanden sich von 1944 bis 1945 in Bisingen (Hohenzollern), Dautmergen, Dormettingen, Frommern, Erzingen, Schörzingen und Schömberg. Die insgesamt etwa 15.000 Häftlinge dieser sieben Konzentrationslager mussten unter unmenschlichen Bedingungen mit schwerster körperlicher Arbeit Öl aus dem vorhandenen Ölschiefer gewinnen, was zwar völlig unrentabel war, jedoch vom NS-Regime gefordert wurde, seit die gesamten Ölfelder (z. B. in Rumänien) nicht mehr von der deutschen Wehrmacht besetzt waren. Mehr als 3480 Menschen starben an Entkräftung oder wurden ermordet. Im KZ Bisingen allein gab es über 4000 Häftlinge, von denen 1158 starben. Im Lager Dautmergen herrschten zunächst äußerst unmenschliche Bedingungen. Erst im März 1945 verbesserte der neue Lagerkommandant Erwin Dold die Situation der Häftlinge etwas. Feldwebel Dold war der einzige KZ-Lagerkommandant, der nach dem Zweiten Weltkrieg wegen erwiesener Unschuld freigesprochen wurde. Im Lager Schömberg herrschten etwas erträglichere Bedingungen als in den anderen Lagern des Unternehmens Wüste.
Eine Reihe von Außenlagern des KZ Dachau (siehe auch Außenlager des KZ Dachau) wurden ebenfalls in Württemberg errichtet. Sie befanden sich in Ellwangen, Friedrichshafen, Heidenheim, Saulgau, Ulm und Wasseralfingen. Im KZ-Außenlager Friedrichshafen, welches vom 22. Juni 1943 bis 26. September 1944 bestand, waren etwa 1000 Häftlinge interniert.
Neben den Außenlagern der KZ Natzweiler-Struthof und Dachau gab es auch noch vereinzelte von anderen großen Lagern. Ein Außenlager des KZ Sachsenhausen befand sich in Stuttgart.
Eines der Außenlager des KZ Bergen-Belsen befand sich in Biberach an der Riß. Bereits 1939, schon während des Zweiten Weltkriegs, richtete die Wehrmacht auf dem Gelände der heutigen Bereitschaftspolizei ein Kriegsgefangenenlager namens „Lager Lindele“ ein. Bis zum September 1942 waren dort sowjetische Kriegsgefangene untergebracht, von denen 146 ums Leben kamen. Ab September 1942 deportierte die Wehrmacht Bewohner der Kanalinseln Guernsey und Jersey nach Deutschland. Ein Teil von ihnen wurde in Biberach interniert. 1944/1945 kamen noch einige Hundert orientalische Juden hinzu, die zum Teil aus dem KZ Bergen-Belsen nach Biberach deportiert wurden. Auch hier starben sehr viele Häftlinge.

### Kriegsende in Württemberg

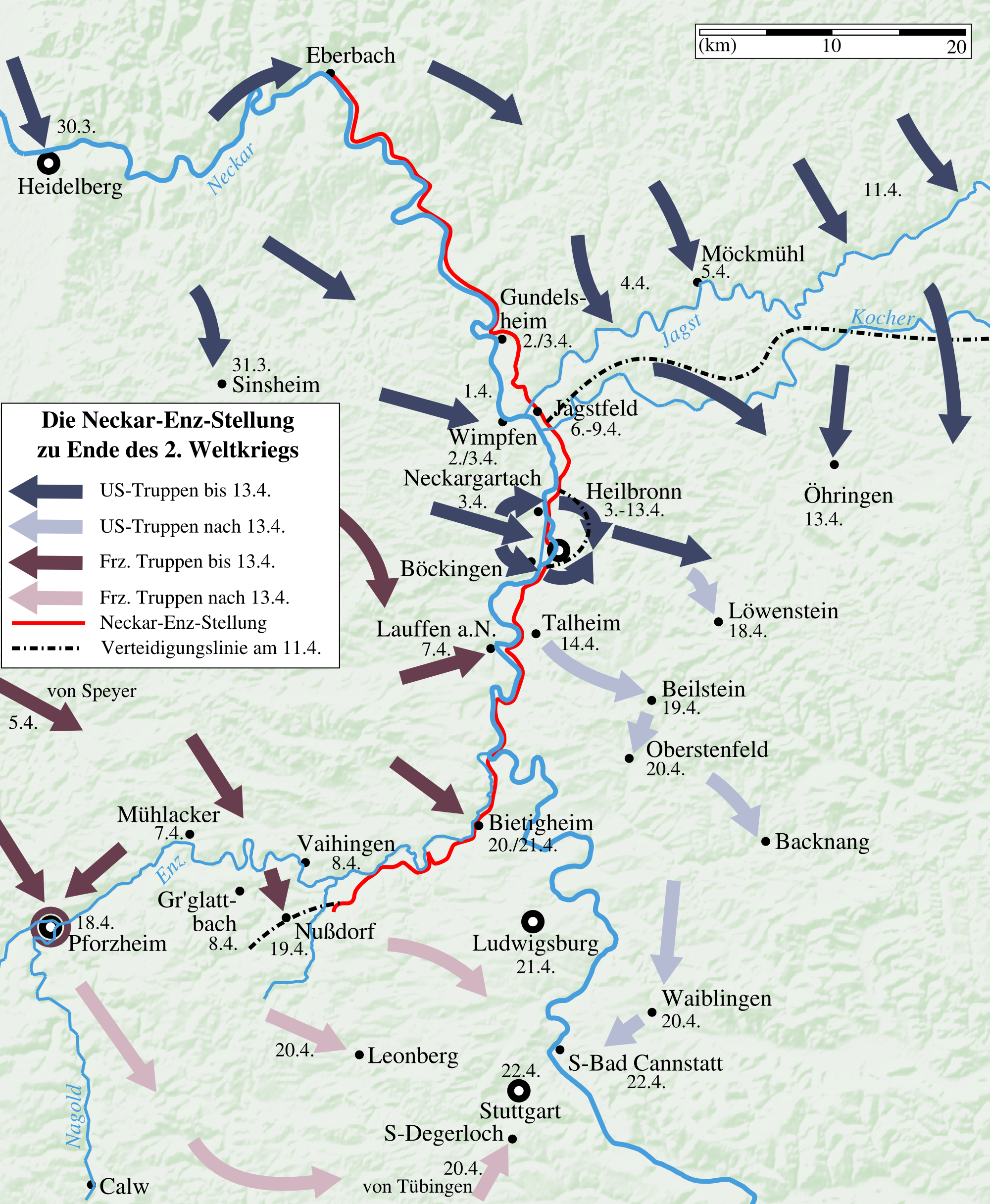
Alliierter Vormarsch im April 1945 entlang der Neckar-Enz-Stellung

Anfang des Jahres 1945 befanden sich etwa eine halbe Million Evakuierte und Flüchtlinge auf württembergischen Boden. Wegen der alliierten Luftüberlegenheit kamen der Verkehr und mit Ausnahme der Landwirtschaft auch das Wirtschaftsleben weitgehend zum Erliegen. Nachdem das Unternehmen Nordwind (31. Dezember 1944 bis 25. Januar 1945 im Elsass und in Lothringen) als die letzte Offensive deutscher Streitkräfte an der Westfront gescheitert war, stand die Invasion Süddeutschlands durch die Kriegsgegner unmittelbar bevor. Da die Amerikaner ihre Hauptstoßkraft jedoch zunächst in Richtung Thüringen lenkten, wo sie am 25. April in Torgau auf die sowjetische Front trafen, eroberten und besetzten die alliierten Streitkräfte Württemberg erst im April 1945.
Obwohl die Württemberger davon ausgingen, dass über die Westfront amerikanische Streitkräfte in ihr Land eindringen würden, bestand nirgends der Gedanke, die Flucht zu ergreifen. Im Zuge des Nerobefehls hätte freilich die Bevölkerung Südwestdeutschlands in Fußmärschen nach Osten geführt und die gesamte vorhandene Infrastruktur vor der Einnahme durch die Alliierten zerstört werden sollen. Angesichts der absehbaren totalen Niederlage der Wehrmacht verhielten sich Staatssekretär Karl Waldmann, Innenminister Jonathan Schmid und Stuttgarts Oberbürgermeister Karl Strölin so verantwortungsbewusst, dass sie die Ausführung dieses Befehls und einen sinnlosen Widerstand in ihrem Verantwortungsbereich nach Möglichkeit verhinderten. Die militärisch aussichtslose Verteidigung Württembergs übernahmen die im Rückzug von Frankreich befindlichen Reste der 1. Armee und der 19. Armee, die beide der Heeresgruppe G unterstellt waren. Im Süden von Baden und Württemberg kämpfte die im November 1944 aus Volkssturm und versprengten Wehrmachtsoldaten neu zusammengezogene 24. Armee in kaum Divisions-Stärke gegen die Franzosen.
Der Vormarsch durch Württemberg gestaltete sich für die Alliierten zunächst schwieriger, als sie es erwartet hatten, weil die Wehrmacht einschließlich der Waffen-SS entlang der Neckar-Enz-Linie einen letzten nennenswerten militärischen Abwehrkampf führte. So kostete es die amerikanischen Streitkräfte 20 Tage, ehe sie die östlichen Vororte der Landeshauptstadt Stuttgart erreichen konnten, wobei ihnen die französische Armee links des Neckars in der Einnahme von Stuttgart entgegen US-amerikanischer Pläne noch zuvor kam.
Das NS-Regime predigte sinnlosen Durchhaltewillen, was die Bevölkerung kaum mehr ernst nahm. Der verbrecherische Charakter des Regimes wurde auch breiten Bevölkerungsschichten deutlich sichtbar. Die NS-Machthaber und deren Schergen bedrohten sogenannte Verräter mit sofortiger Tötung. Besonders fanatisch verhielt sich der Heilbronner Kreisleiter Richard Drauz, der in seinem Umfeld Bürger erschießen ließ, die an ihren Häusern die weiße Fahne hissten. In Brettheim wurden am 10. April 1945 drei Bürger aufgehängt, weil sie Hitlerjungen vom sinnlosen Verteidigungskampf abhalten wollten. Den Fall ausgelöst hatte der Bauer Friedrich Hanselmann, der die Panzerfäuste der zur Verteidigung von Brettheim bereiten Hitlerjungen im Dorfteich versenkte. Max Simon, der Kommandierende General des XIII. SS-Armeekorps, ließ sowohl Hanselmann als auch den Bürgermeister und den Ortsgruppenleiter von Brettheim verhaften. Der Bürgermeister und der Ortsgruppenleiter hatten sich für das Leben ihres mutigen Mitbürgers eingesetzt. Das Standgericht verurteilte alle drei zum Tode.

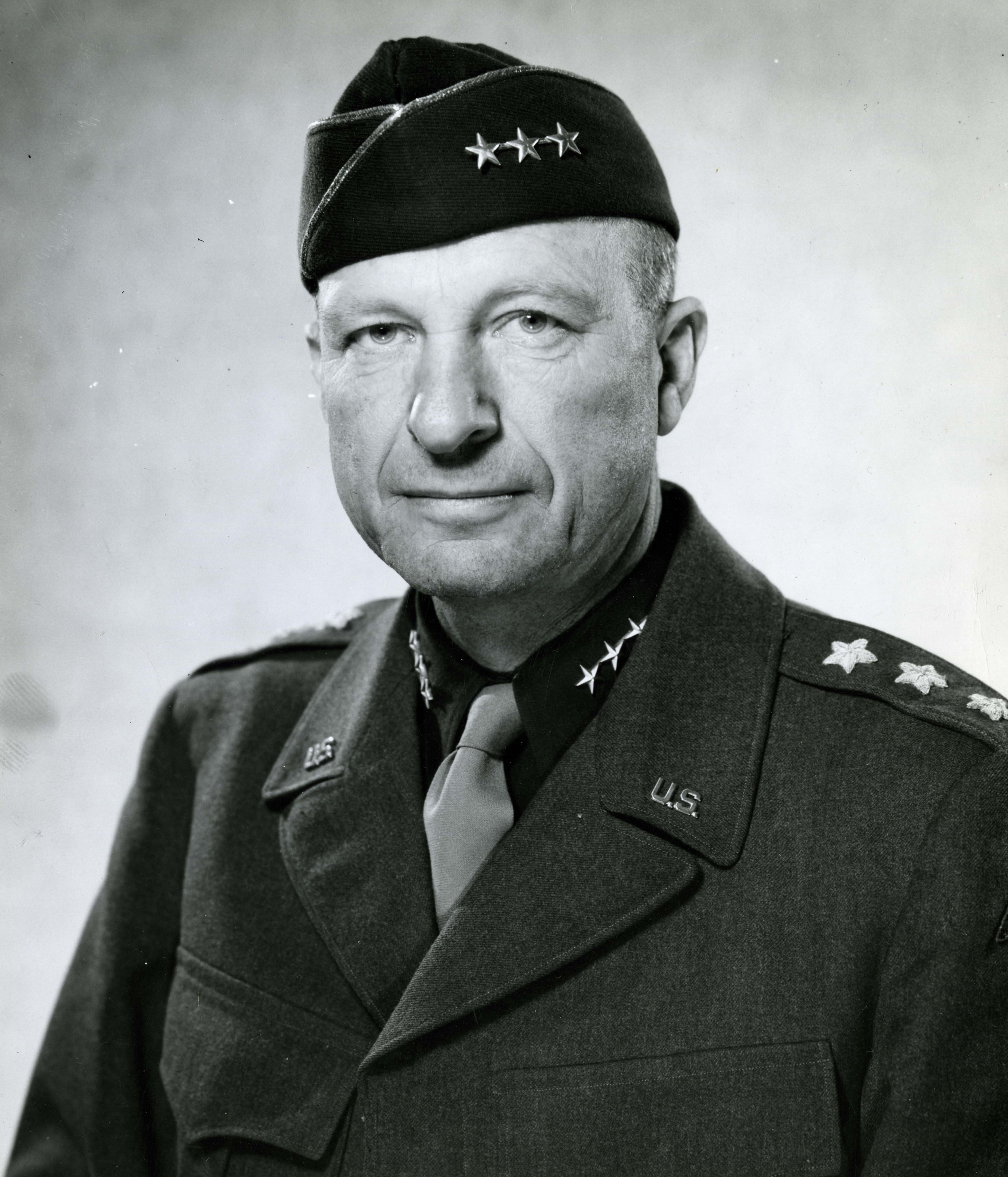
General Alexander M. Patch, Oberbefehlshaber der 7. US-Armee

Das etwa 150.000 Mann starke VI. US-Korps unter Generalleutnant Edward H. Brooks, ein Teil der 7. US-Armee unter General Patch, eroberte Nordwürttemberg. Es setzte sich aus der 44. US-Infanteriedivision, der 63. US-Infanteriedivision, der 100. US-Infanteriedivision und der 10. US-Panzerdivision zusammen und operierte bezogen auf Württemberg gemäß nachfolgender Chronologie:
| - 7 April: Die Amerikaner eroberten Bad Mergentheim. - 12. April: Die US Army besetzte nach acht Tagen erbitterten Straßenkampfes Heilbronn; ebenso Neckarsulm, Laufen und die Orte am Unterlauf des Kochers, welche von der 17. SS-Panzergrenadierdivision verteidigt worden waren. Ein hierbei besonders hart umkämpfter Ort war das kleine Oedheim. - 14. April: Die US Army erreichte den Mainhardter Wald. Amerikanische Fliegerbomben zerstörten Löwenstein. - 16. April: Waldenburg war nach dreitägigem Kampf völlig zerstört. - 17. April: Die US Army erreichte Schwäbisch Hall und Mainhardt. Bei Beilstein gelang nach heftigen Kämpfen der Vormarsch ins Bottwartal. | - 19. April: Murrhardt fiel in die Hände der amerikanischen Truppen. - 20. April: Die US Army nahm Backnang ein. - 20. April: Die US Army eroberte Crailsheim zum zweiten Mal und zerstörte dabei die Stadt völlig. - 21. April: Die Amerikaner besetzten Winnenden, Gaildorf und das Remstal mit den Städten Schwäbisch Gmünd, Schorndorf und Waiblingen weitgehend kampflos. - 22. April: Die US Army konnte Esslingen am Neckar kampflos besetzten. - 23. April: Die Amerikaner nahmen Göppingen, Aalen und Heidenheim ein. - 24. April: Wenige Stunden nach den Franzosen erreichte die 44. US-Infanteriedivision Ulm. |

In jenen drei Aprilwochen 1945 forderte der heftige Widerstand gegen die vordringenden Amerikaner in Nordwürttemberg östlich des Neckars 2170 Tote unter der Zivilbevölkerung. 200 Städte und Dörfer wurden zum Teil erheblich beschädigt, insgesamt etwa 4500 Gebäude, darunter Kirchen, Schulen, Wohnhäuser, Scheunen und Ställe völlig zerstört. Etwa 2000 deutsche Soldaten fielen bei diesen Kämpfen, wohingegen die Verluste der Amerikaner bei rund 700 Soldaten lagen. Nach der Besetzung Württembergs brachen die amerikanischen Streitkräfte rasch bis nach München durch, welches sie am 30. April 1945 einnahmen.
Im April 1945 drang die amerikanische Spezialeinheit Alsos von Horb über die französische Front in nominell noch von der Wehrmacht besetztes hohenzollerisches Gebiet vor, um die Unterlagen und Einrichtungen der Labors des deutschen Uranprojekts in Haigerloch und Hechingen (beide Hohenzollern) sowie in Tailfingen (Württemberg, Landkreis Balingen) sicherzustellen und die dort befindlichen deutschen Wissenschaftler zu verhaften. Der in einem Felsenkeller aufgebaute Forschungsreaktor Haigerloch wurde demontiert und gesprengt. Max von Laue und Carl Friedrich von Weizsäcker wurden in Haigerloch in Gewahrsam genommen, Otto Hahn in Tailfingen. Werner Heisenberg gelang die Flucht zu seiner Familie in die bayerischen Alpen. Anfang Mai 1945 spürten ihn die Amerikaner in seinem Haus auf. Die bedeutenden deutschen Kernphysiker wurden im Rahmen der Operation Epsilon für ein halbes Jahr im englischen Farm Hall interniert.

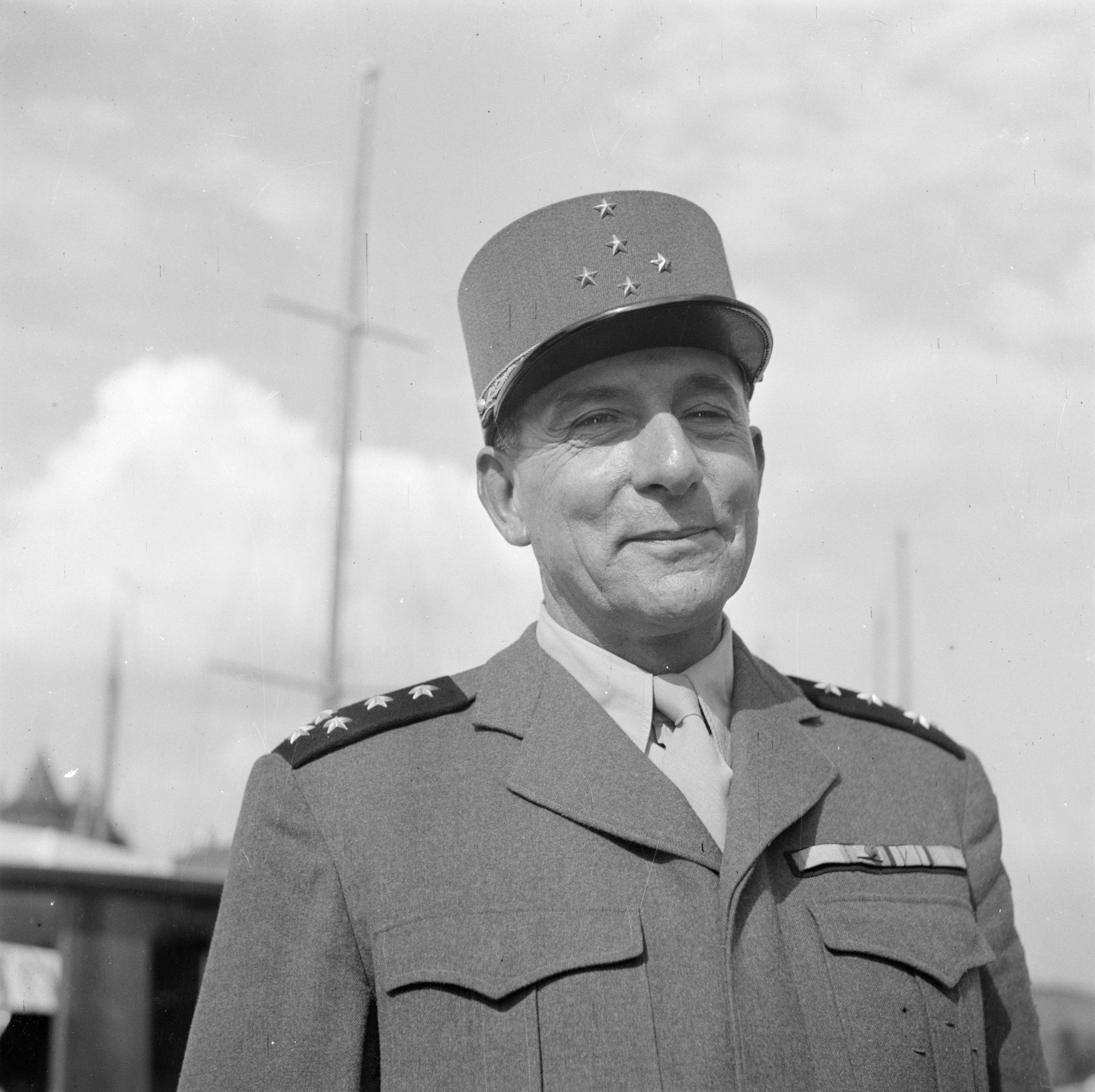
Jean de Lattre de Tassigny, der Oberbefehlshaber der 1. französischen Armee

Für die Eroberung Württembergs und Hohenzollerns durch die 1. Französische Armee unter General Jean de Lattre de Tassigny war Freudenstadt der strategische Knotenpunkt. Die französischen Truppen unter General Jean de Lattre de Tassigny rechneten mit erheblichem Widerstand, nachdem sie im Vorfeld auf eine Sperre getroffen waren. In der Stadt selbst waren aber keine deutschen Soldaten mehr vorzufinden. Am 16. April 1945 wurde Freudenstadt durch Bomben und Artilleriebeschuss schwer zerstört. Beim Vormarsch der französischen Truppen und den folgenden drei Tagen kam es zu teilweise brutalen Ausschreitungen.
Die 1. Französische Armee setzte sich aus zwei Korps zusammen. Das 1. Armeekorps umfasste die 4. marokkanische Infanteriedivision, die 9. koloniale Infanteriedivision und die 1. Panzerdivision. Das 2. Armeekorps bestand aus der 2. marokkanischen Infanteriedivision, der 3. algerischen Infanteriedivision, der 5. Panzerdivision und der 14. Infanteriedivision. Im Überblick gestaltete sich die Eroberung Südwürttembergs und Hohenzollerns durch die 1. Französische Armee unter General Jean de Lattre de Tassigny so:
| - Anfang April 1945 überschritten die Franzosen die württembergische Grenze bei Mühlacker. - Vom 7. bis 19. April kämpften sie gegen das 64. deutsche Armee-Korps. Dabei wurde der Ort Nußdorf bis auf die Grundmauern zerstört. - Bis zum 10. April nahmen die Franzosen Vaihingen an der Enz, Besigheim und Bietigheim ein. - Vom 13. bis zum 18. April eroberten die Franzosen den württembergischen Teil des Schwarzwaldes mit den Städten Calw, Nagold und Freudenstadt - 19. April: Tübingen, Rottenburg und Horb besetzten die Franzosen weitgehend kampflos. - 20. April: Die Franzosen besetzten die südlichen und westlichen Vororte von Stuttgart sowie Reutlingen, Oberndorf und Rottweil. | - 22. April: Die Franzosen nahmen Stuttgart und Ludwigsburg ein, nachdem der Befehl zum Abzug der deutschen Truppen durch General Kurt Hoffmann ergangen war. - Sigmaringen, wohin im Oktober 1944 das Vichy-Regime unter Marschall Pétain und dem französischen Ministerpräsident Pierre Laval ausgewichen war, wurde kampflos besetzt. Pétain und Laval entgingen ihrer Verhaftung durch Flucht. - 24. April: Kämpfe um Ehingen und Tuttlingen und Vorstoß der Franzosen nach Ulm. - 27. April: Die Franzosen nahmen als eine der letzten württembergischen Städte Friedrichshafen ein. |

Teile der französischen Truppen begingen in den ersten Tagen der Besetzung der Städte und Dörfer Plünderungen und Vergewaltigungen. Zivilisten, die dies verhindern wollten, riskierten ihr eigenes Leben. Die französischen Offiziere ließen ihre Truppen zunächst gewähren, griffen nach einigen Tagen jedoch teilweise auch drastisch ein, indem sie vor allem Kolonialsoldaten exekutieren ließen. Auch Geiselerschießungen fanden statt, so in Reutlingen, wo der Hauptmann des Sicherheitsdienstes der französischen Armee, Max Rouché – von Beruf Professor der Germanistik in Bordeaux – am 24. April 1945 als Repressalie auf den vermuteten Attentatstod eines französischen Soldaten, der durch einen Verkehrsunfall starb, vier deutsche Zivilisten als Geiseln exekutieren ließ. Dieser Spirale der Gewalt waren Kriegsverbrechen seitens der Deutschen wie etwa das Massaker von Oradour vorausgegangen und rächten sich nun. Volker Koop zufolge war die anschließende Besatzungspolitik im französischen Teil härter und bedrückender gegenüber den besiegten Deutschen als in der amerikanischen Zone.
Bei den Kämpfen kamen durch den letztlich sinnlosen militärischen Widerstand Hunderte von Zivilisten ums Leben oder wurden schwer verletzt. Tausende Wohnhäuser und Gebäude wurden zerstört oder unbrauchbar gemacht.
Einen Eindruck von den kriegsbedingten Wohnraum- oder Gebäudeverlusten in Württemberg vermitteln die folgenden Zahlen:
| Ort             | Zerstörungsgrad      |
| --------------- | -------------------- |
| Beilstein       | 15,9 % der Wohnungen |
| Böblingen       | 28 % der Wohnungen   |
| Crailsheim      | 66 % der Wohnungen   |
| Forchtenberg    | 30 % der Gebäude     |
| Freudenstadt    | 40 % der Wohnungen   |
| Friedrichshafen | 47 % der Wohnungen   |
| Heilbronn       | 57,5 % der Wohnungen |
| Heimsheim       | 75 % der Gebäude     |
| Holzgerlingen   | 24,8 % der Wohnungen |
| Ilshofen        | 60 % der Gebäude     |

| Ort           | Zerstörungsgrad      |
| ------------- | -------------------- |
| Löwenstein    | 43,7 % der Wohnungen |
| Neckarsulm    | 45,5 % der Wohnungen |
| Neuenstadt    | 70 % der Gebäude     |
| Niederstetten | 32,4 % der Wohnungen |
| Reutlingen    | 20 % der Wohnungen   |
| Sindringen    | 30 % der Wohnungen   |
| Stuttgart     | 34,6 % der Wohnungen |
| Ulm           | 43,1 % der Wohnungen |
| Waldenburg    | 80 % der Gebäude     |
| Weinsberg     | 40 % der Gebäude     |

Die erheblichen Zerstörungen des Straßen- und Schienennetzes machten in den Tagen und Wochen nach Kriegsende die Rückkehr vieler Evakuierter, Flüchtlinge, Kriegsgefangener und Fremdarbeiter in ihre jeweilige Heimat zu einem kaum zu bewältigenden Problem.
Das Ende des Kriegs bedeutete auch das Ende Württembergs in seinen rund 135 Jahre gültigen, auf dem Wiener Kongress 1814 bis 1815 bestätigten Grenzen. Nordwürttemberg wurde Bestandteil des neu gebildeten Landes Württemberg-Baden in der amerikanischen Besatzungszone. Südwürttemberg wurde mit dem preußischen Regierungsbezirk Hohenzollern zum neuen Land Württemberg-Hohenzollern in der französischen Besatzungszone zusammengefasst.